# Івано-Франківська область

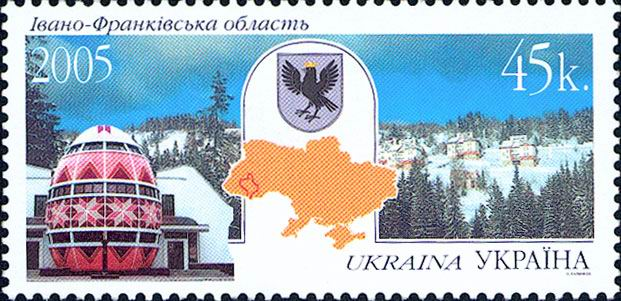
Марка Укрпошти «Івано-Франківська область» (2005)

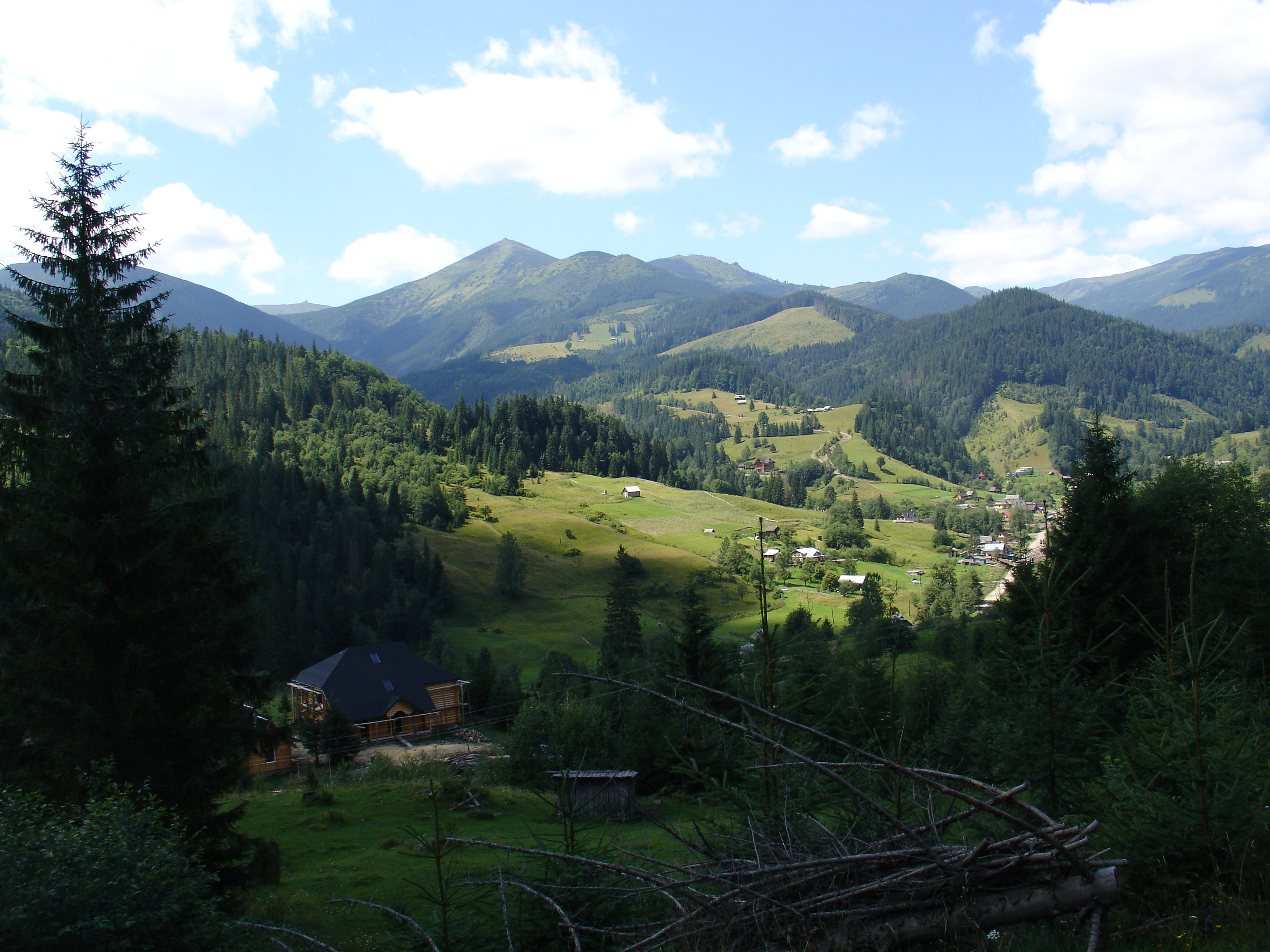
Село Дземброня.

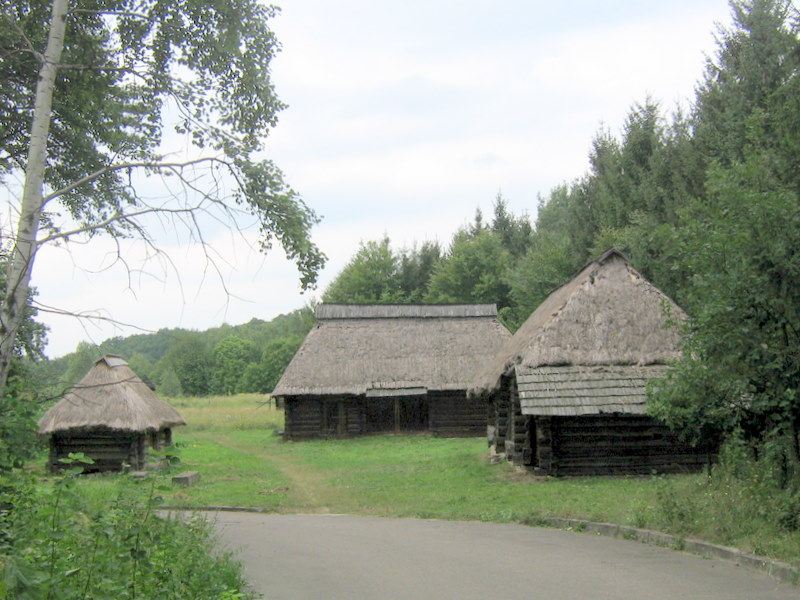
Садиба з села Липовиця.

Іва́но-Франкі́вська о́бласть (Івано-Франківщина; до 1962 року — Станіславська область) — область у південно-західній частині України. Одна з трьох областей історично-культурного регіону Галичина. Один із найбільш густонаселених і давно освоєних регіонів України. У сьогоднішніх територіальних межах, Івано-Франківська область (від 27 листопада 1939 року до 9 листопада 1962 — Станіславська область) утворена 27 листопада 1939 року з 10-ти повітів Станиславівського воєводства (за винятком Жидачівського і Стрийського повітів). Обласний центр — місто Івано-Франківськ.
Область знаходиться на заході України і межує з Львівською, Тернопільською, Чернівецькою та Закарпатською областями. На крайньому півдні Івано-Франківщини впродовж 50 км межа області є державним кордоном України з Румунією. Межа із Закарпаттям, що проходить Карпатським хребтом, протягом століть, до 1945 року, теж була кордоном — з Чехословаччиною, а пізніше з Угорщиною.
Область поділена на 6 районів. У області нараховується 15 міст, 24 селищ міського типу, 804 сільських населених пунктів.
Територія області 13 928 км².

## Історія

### Давня доба
На території Івано-Франківської області археологи віднайшли ознаки Комарівської культури, представники якої проживали у Прикарпатті до 780 р. до Р. Х. Культуру названо за могильником, розкопаним у 1934 році біля села Комарів. До інвентарю стародавніх жителів області належать: кераміка, кам'яні знаряддя, бронзові й золоті прикраси.

### Середньовіччя
У XII столітті на цій території утворилося Галицьке князівство. У XIII столітті землі сучасної Івано-Франківської області входили до складу Галицького князівства.
У другій половині XIV століття Галичина потрапила до складу Королівства Польського і була поділена на землі — Галицьку, Львівську, Перемиську, Саноцьку, Холмську і Белзьку. У середині XV століття перші чотири землі були об'єднані в Руське воєводство з адміністративним центром у Львові.

### Новий період
У 1772 році після першого поділу Речі Посполитої територія сучасної Івано-Франківської області опинилася у складі Габсбурзької монархії.

### Новітній період
У 1918 після розпаду Австро-Угорщини, була проголошена Західноукраїнська Народна Республіка (ЗУНР). В 1919 році уряд ЗУНР знаходився в Станиславові. Того ж року проголошено акт злуки ЗУНР з УНР.
23 листопада 1920 року Польська республіка окупувала територію Східної Галичини. У 1923 році Антанта визнала кордони Польської республіки разом з територією сучасної Івано-Франківської області.
У 1939 році згідно з пактом Молотова — Ріббентропа Східна Галичина включно з сучасною територією Івано-Франківської області була приєднана до УРСР. Вже на 1 жовтня 1939 р. на території області було заарештовано 3914 осіб, з них «націоналісти» складали 2539 осіб. Зразу після так званого «возз'єднання», 27 листопада 1939 року, була утворена Станіславська область з Городенківського, Долинського, Калуського, Коломийського, Косівського, Надвірнянського, Рогатинського, Снятинського, Станиславівського і Тлумацького повітів.
17 січня 1940 було створено 37 районів, 2 міські ради обласного підпорядкування, 10 селищних і 720 сільських рад. Пізніше, Указом Президії Верховної Ради УРСР 13 листопада 1940 Делятинський район об'єднано з Яремчанським, а райцентр Новичанського перенесено в с. Перегінське і район перейменовано на Перегінський район.
У червні 1941 в область вдерлися угорці, союзники Гітлера, а 1 серпня німецький генерал-губернатор дистрикту Галичина д-р Ляш звернувся до населення краю з повідомленням, що «Галичина прийнята до складу польського генерал-губернаторства». На території сучасної області діяли табори смерті й активно вивозили населення на примусову роботу до Третього Рейху. Біля Станиславова в трьох таборах смерті загинуло 127 000 осіб, а 17 600 осіб було вивезено до Третього Рейху.
Станіславська область — одна з перших областей, в якій було сформовано набір у дивізію «Галичина».
Вже на початку 1944 (приблизно березень) радянські війська здійснювали рейди в тил ворога на території Станіславської області. 27 липня 1944 Червона армія остаточно відвоювала місто Станіслав у нацистських військ. Відзначились у відвоюванні краю від нацистів воїни Першої гвардійської танкової бригади. У 1945 Станіславську область вдруге офіційно приєднали до УРСР. Частина сільських рад об'єднана і їх число скоротилось до 683 у 1946.
Бойові дії НКВС проти УПА тривали аж до 1960-х.
20 березня 1951 року прийнято рішення «Про виселення куркульських сімей з території Станіславської області» (списки куркульських господарств та ін. були розсекречені в 1990). Відбувалися масові переселення українців з Польської республіки та поляків з Української РСР, мешканців Станіславщини у східні та південні області Української РСР і в Казахську РСР, «зселення» хутірських господарств та ліквідація в області цілих населених пунктів.

### Перейменування
9 листопада 1962 вийшов указ Президії Верховної Ради УРСР, згідно з яким: «Беручи до уваги побажання трудових колективів міста та області Президія ВР УРСР постановила: перейменувати м. Станіслав на Івано-Франківськ, а Станіславську область на Івано-Франківську». Перейменування приурочили до 300-річчя з дня заснування міста і на честь видатного українського письменника Івана Франка.

## Адміністративно-територіальний устрій
Після адміністративно-територіальної реформи 2020 року замість 14 районів до складу області входять лише 6.

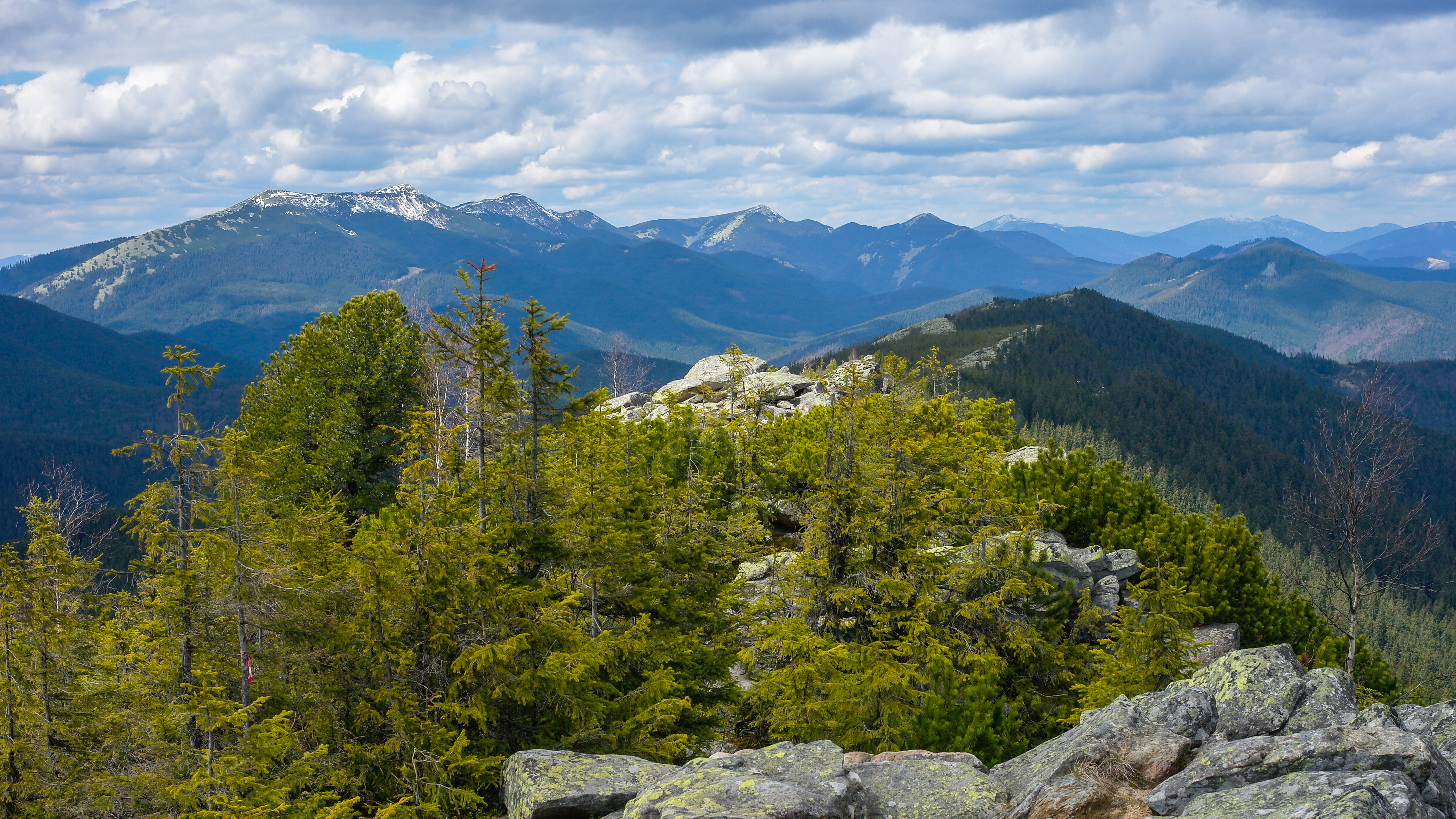
Довбушанка

У складі області 804 населених пунктів, в тому числі:
- міського типу — 39, з них:
  - міст — 15;
  - селищ міського типу — 24;
- сільського типу — 765, з них:
  - сіл — 745;
  - селищ — 20.

Область складається з 62 громад (15 міських, 23 селищних та 24 сільських) і 6 районів: Верховинського площею 1271,7 км² та населенням 30,5 тисяч осіб; Івано-Франківського площею 3913,1 км² та населенням 560,1 тисяч осіб; Калуського площею 3555 км² та населенням 286,5 тисяч осіб; Коломийського площею 2484,5 км² та населенням 279,8 тисяч осіб; Косівського площею 853,7 км² та населенням 85,7 тисяч осіб; Надвірнянського площею 1872 км² та населенням 130,6 тисяч осіб).
| Об'єднана територіальна громада      | Кількість населення | Площа громади, кв. км | Кількість об'єднаних рад | Рік створення | Тип громади | Район                    |
| ------------------------------------ | ------------------- | --------------------- | ------------------------ | ------------- | ----------- | ------------------------ |
| Білоберізька сільська громада        | 8668                | 370,9                 | 9                        | 2020          | сільська    | Верховинський район      |
| Більшівцівська селищна громада       | 7812                | 153,3                 | 10                       | 2020          | селищна     | Івано-Франківський район |
| Богородчанська селищна громада       | 28452               | 255,5                 | 13                       | 2020          | селищна     | Івано-Франківський район |
| Болехівська міська громада           | 19788               | 244,2                 | 6                        | 2020          | міська      | Калуський район          |
| Брошнів-Осадська селищна громада     | 11246               | 94                    | 5                        | 2020          | селищна     | Калуський район          |
| Букачівська селищна громада          | 4866                | 142,8                 | 7                        | 2020          | селищна     | Івано-Франківський район |
| Бурштинська міська громада           | 24470               | 203,6                 | 11                       | 2020          | міська      | Івано-Франківський район |
| Верхнянська сільська громада         | 10319               | 141,7                 | 6                        | 2020          | сільська    | Калуський район          |
| Верховинська селищна громада         | 19890               | 429,4                 | 11                       | 2020          | селищна     | Верховинський район      |
| Вигодська селищна громада            | 18377               | 797,8                 | 11                       | 2020          | селищна     | Калуський район          |
| Витвицька сільська громада           | 5805                | 180,2                 | 5                        | 2020          | сільська    | Калуський район          |
| Войнилівська селищна громада         | 10340               | 163,4                 | 5                        | 2020          | селищна     | Калуський район          |
| Ворохтянська селищна громада         | 6012                | 274,2                 | 2                        | 2020          | селищна     | Надвірнянський район     |
| Галицька міська громада              | 19894               | 246,5                 | 14                       | 2020          | міська      | Івано-Франківський район |
| Гвіздецька селищна громада           | 7204                | 66,1                  | 4                        | 2020          | селищна     | Коломийський район       |
| Городенківська міська громада        | 44746               | 622                   | 27                       | 2020          | міська      | Коломийський район       |
| Делятинська селищна громада          | 21431               | 209,5                 | 5                        | 2020          | селищна     | Надвірнянський район     |
| Дзвиняцька сільська громада          | 8336                | 101,8                 | 5                        | 2020          | сільська    | Івано-Франківський район |
| Долинська міська громада             | 48976               | 372,6                 | 18                       | 2020          | міська      | Калуський район          |
| Дубівська сільська громада           | 7013                | 89,7                  | 6                        | 2020          | сільська    | Калуський район          |
| Дубовецька сільська громада          | 7438                | 175,6                 | 9                        | 2020          | сільська    | Івано-Франківський район |
| Єзупільська селищна громада          | 7542                | 87,3                  | 5                        | 2020          | селищна     | Івано-Франківський район |
| Заболотівська селищна громада        | 19969               | 215                   | 11                       | 2020          | селищна     | Коломийський район       |
| Загвіздянська сільська громада       | 5815                | 31,10                 | 2                        | 2020          | сільська    | Івано-Франківський район |
| Зеленська сільська громада           | 1921                | 482,2                 | 2                        | 2020          | сільська    | Верховинський район      |
| Івано-Франківська міська громада     | 286435              | 265,7                 | 19                       | 2020          | міська      | Івано-Франківський район |
| Калуська міська громада              | 88734               | 268,9                 | 12                       | 2020          | міська      | Калуський район          |
| Коломийська міська громада           | 74724               | 174,7                 | 9                        | 2020          | міська      | Коломийський район       |
| Коршівська сільська громада          | 8347                | 132,5                 | 4                        | 2020          | сільська    | Коломийський район       |
| Косівська міська громада             | 32821               | 326,8                 | 14                       | 2020          | міська      | Косівський район         |
| Космацька сільська громада           | 8189                | 110                   | 3                        | 2020          | сільська    | Косівський район         |
| Кутська селищна громада              | 16039               | 115,5                 | 7                        | 2020          | селищна     | Косівський район         |
| Ланчинська селищна громада           | 11135               | 86,2                  | 3                        | 2020          | селищна     | Надвірнянський район     |
| Лисецька селищна громада             | 7367                | 83,7                  | 4                        | 2020          | селищна     | Івано-Франківський район |
| Матеївецька сільська громада         | 8092                | 108                   | 5                        | 2020          | сільська    | Коломийський район       |
| Надвірнянська міська громада         | 43125               | 192,9                 | 10                       | 2020          | міська      | Надвірнянський район     |
| Нижньовербізька сільська громада     | 13299               | 97,7                  | 6                        | 2020          | сільська    | Коломийський район       |
| Новицька сільська громада            | 14089               | 144,4                 | 6                        | 2020          | сільська    | Калуський район          |
| Обертинська селищна громада          | 9022                | 162,3                 | 6                        | 2020          | селищна     | Івано-Франківський район |
| Олешанська сільська громада          | 8924                | 157,1                 | 9                        | 2020          | сільська    | Івано-Франківський район |
| Отинійська селищна громада           | 20237               | 214                   | 9                        | 2020          | селищна     | Коломийський район       |
| Пасічнянська сільська громада        | 20920               | 424,5                 | 4                        | 2020          | сільська    | Надвірнянський район     |
| Перегінська селищна громада          | 23887               | 669,6                 | 6                        | 2020          | селищна     | Калуський район          |
| Переріслянська сільська громада      | 9221                | 100,4                 | 5                        | 2020          | сільська    | Надвірнянський район     |
| Печеніжинська селищна громада        | 17105               | 186                   | 8                        | 2020          | селищна     | Коломийський район       |
| Підгайчиківська сільська громада     | 4971                | 58,8                  | 3                        | 2020          | сільська    | Коломийський район       |
| Поляницька сільська громада          | 4737                | 327,4                 | 3                        | 2020          | сільська    | Надвірнянський район     |
| П'ядицька сільська громада           | 11041               | 128,3                 | 6                        | 2020          | сільська    | Коломийський район       |
| Рогатинська міська громада           | 32078               | 652,6                 | 36                       | 2020          | міська      | Івано-Франківський район |
| Рожнівська сільська громада          | 12092               | 100,8                 | 4                        | 2020          | сільська    | Косівський район         |
| Рожнятівська селищна громада         | 20277               | 171,4                 | 8                        | 2020          | селищна     | Калуський район          |
| Снятинська міська громада            | 41376               | 369,1                 | 21                       | 2020          | міська      | Коломийський район       |
| Солотвинська селищна громада         | 26207               | 377,6                 | 12                       | 2020          | селищна     | Івано-Франківський район |
| Спаська сільська громада             | 5853                | 252,1                 | 4                        | 2020          | сільська    | Калуський район          |
| Старобогородчанська сільська громада | 5957                | 86,3                  | 2                        | 2020          | сільська    | Івано-Франківський район |
| Тисменицька міська громада           | 28750               | 249,7                 | 13                       | 2020          | міська      | Івано-Франківський район |
| Тлумацька міська громада             | 27753               | 367,8                 | 19                       | 2020          | міська      | Івано-Франківський район |
| Угринівська сільська громада         | 3395                | 18,60                 | 2                        | 2020          | сільська    | Івано-Франківський район |
| Чернелицька селищна громада          | 6624                | 130,4                 | 6                        | 2020          | селищна     | Коломийський район       |
| Яблунівська селищна громада          | 15922               | 207,3                 | 11                       | 2020          | селищна     | Косівський район         |
| Ямницька сільська громада            | 9353                | 128,3                 | 6                        | 2020          | сільська    | Івано-Франківський район |
| Яремчанська міська громада           | 13669               | 273,7                 | 2                        | 2020          | міська      | Надвірнянський район     |

## Географічне положення
Івано-Франківська область розташована в Центральній Європі, на південному заході України, на стику двох великих природно-географічних підрозділів — Східноєвропейської рівнини та Східних Карпат.
Івано-Франківська область межує із Закарпатською, Львівською, Тернопільською та Чернівецькою областями України. На крайньому півдні має державний кордон протяжністю 50 км з Марамуреським повітом Республіки Румунія.

### Територія
Площа області становить 13,9 тис. км², що становить 2,4 % площі території України й займає 22 місце серед інших областей держави. Найбільша область України — Одеська (33,3 тис. км²) більша за Івано-Франківську область майже у 2,4 рази.
Конфігурація площі області має ромбоподібну форму, діагоналі якого проходять з півночі на південь та з заходу на схід і мають приблизну довжину 200 і 150 кілометрів відповідно.
| на півночі | с. Кам'янка Рогатинської громади Івано-Франківського району |
| на півдні  | с. Голошина Білоберізької громади Верховинського району     |
| на заході  | с. Сенечів Вигодської громади Калуського району             |
| на сході   | с. Передівання Городенківської громади Коломийського району |

## Рельєф

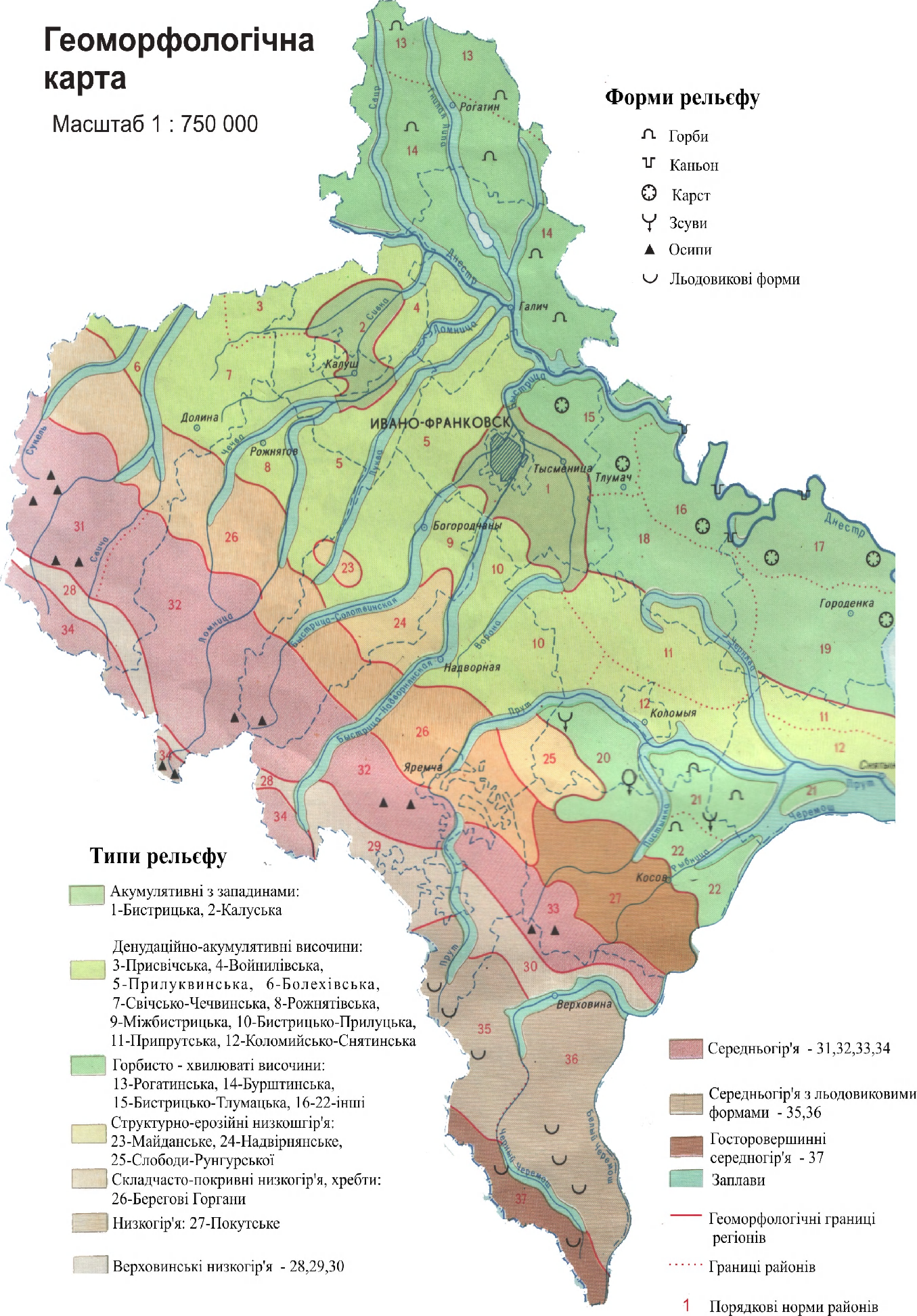
Геоморфологічна карта Івано-Франківської області

Територія області розташована на стику двох великих природно-географічних підрозділів Східноєвропейської рівнини та Карпат. Завдяки цьому область має різноманітний рельєф і поділяється на райони, які відмінні між собою геологічною будовою, різницею висот над рівнем моря і, відповідно, рослинним покровом та тваринним світом. Висота рельєфу зростає з північного сходу на південний захід з різницею висот від 230 до 2061 м над рівнем моря. За характером рельєфу область ділиться на три частини: рівнинну, передгірську (Передкарпаття) і гірську (Карпати).
Рівнинна частина знаходиться на північному сході Івано-Франківської області і прилягає до Дністра. В її склад входить територія Опілля, яке розташоване на півночі області обабіч Дністра, та Покуття, яке розташоване в межиріччі Прута і Дністра та прилягає до Чернівецької області. Рівнинна частина Івано-Франківської області входить в Подільську височину Руської рівнини і Верхньодністровську улоговину. За ландшафтом переважає лісостеп, за формою — рівнинно-хвилястий (230—300м) і горбисто-пасмовий (300—400 м). Тут знаходиться обласний центр — місто Івано-Франківськ (255 м над рівнем моря).
Передкарпаття є рівнинно-передгірською провінцією Українських Карпат. Передгірську (середнє передгір'я) частину складають горбисті передгір'я висотою 400—600 м. Передкарпаття відрізняється від прилеглого з північного сходу лісостепу підвищеною кількістю опадів, прохолоднішим кліматом і відповідно більшою зволоженістю. Тут формуються лісо-лучні ландшафти. На північному заході і південному сході у межах Передкарпаття вклинюються райони з лісо-лучно-степовими ландшафтами. Для Передкарпаття характерними є безстічні умови рельєфу, що обумовлюють поверхневе перезволоження.
Гірська частина області починається на південний захід від умовної, але достатньо чітко вираженої ізогіпси в 400 метрів. Крива ізогіпси проходить біля населених пунктів Болехів — Долина — Перегінське — Солотвин — Надвірна — Яблунів — Косів — Кути. Гірська частина області зайнята Східними Карпатами. Поперечними і поздовжніми долинами гори розділені на гірські масиви і пасма: Горгани, Покутсько-Буковинські Карпати, Чорногора, Гринява, Чивчини. В області є два гірських перевали — Вишківський і Яблуницький.
| Гора          | Висота, м | Гірський масив |
| Говерла       | 2061      | Чорногора      |
| Піп Іван      | 2020      | Чорногора      |
| Ребра         | 2001      | Чорногора      |
| Велика Сивуля | 1836      | Горгани        |

Найбільшу територію займають найбільш важко прохідні та розчленовані численними ущелинами гори Ґорґани; вони простягаються від Вишківського до Яблуницького перевалів. Найвища точка масиву — гора Велика Сивуля. На південь від Яблуницького перевалу, на межі з Закарпатською областю, простягнувся найвищий гірський масив Українських Карпат — Чорногора. Покутсько-Буковинські Карпати розташовані між Верховиною, Ворохтою, Косовим біля межі з Чернівецькою областю. На самому півдні області на кордоні з Румунією виділяють Чивчинські гори і трохи північно-східніше розташований Гринявський хребет. Чивчини і Гринява нижчі за абсолютною висотою і належать до ярусу карпатського середньогір'я.
В Чорногірському хребті підноситься найвища гора України — Говерла (2061 м). Після Говерли найбільші гірські вершини, які повністю розташовані в Івано-Франківській області: Піп Іван (2020 м), Ребра (2001 м), Велика Сивуля (1836 м). Абсолютна більшість вершин Українських Карпат нижче 2000 м і лише на масиві Чорногора шість вершин мають більшу висоту, з яких, три повністю розташовані в Івано-Франківській області й одна, Бребенескул, на межі з Закарпатською областю. Кордон Івано-Франківської області і Закарпатської області, що проходить Чорногорським хребтом, містить одні з найвищих вершин Українських Карпат.
Українські Карпати відносяться до середньо-висотних гір, які не досягають лінії вічних снігів і не мають сучасних льодовиків. Снігова лінія в епоху останнього зледеніння знаходилась на висоті 1450—1550 м. Яскравими слідами давнього зледеніння є реліктові льодовикові форми на найвищих гірських масивах (Чорногора, Чивчини): цирки, троги, улоговини, конуси виносу, кари, морени. На дні льодовикових карів, на висоті 1450—1800 м, знаходяться карові озера. Реліктові льодовикові цирки та кари протилежних схилів масиву Чорногора не з'єднались між собою своїми задніми стінками й не утворили, як це буває у високогірному альпійському рельєфі, гострих гребенів. Гострі гребені, іноді з карнизами, є тільки на відрогах вододільного хребта масиву, де зійшлися декілька сусідніх карів одного схилу. Прикладом цього є хребти Великі й Малі Кізли.
Українські Карпати — молоді гори і в їхньому ландшафті є прояви давнього вулканізму, складені в основному глинястими сланцями, алевритами, вапняками, пісковиками крейдового та палеогенового періодів. Сланці легко піддаються денудації (переміщенню на нижчі рівні), тому гірські хребти мають переважно пологі схили.

## Геологія

### Тектоніка

Тектонічна карта Івано-Франківської області.

Івано-Франківська область розміщена на двох тектонічних структурах: Волино-Подільській плиті яка входить до складу Східноєвропейської платформи і Карпатській складчастій області що є частиною області альпійської складчастості середземноморського рухливого поясу. В межах області, стик двох тектонічних структур проходить прямою лінією північніше міста Івано-Франківськ, але південніше міста Галич у напрямку північного заходу на південний схід.

### Сейсмологія
Івано-Франківська область, як частина Карпатського регіону, належить до сейсмонебезпечних регіонів України. Сейсмічна активність, як і в будь-якому куточку планети, фіксується постійно, але більшість землетрусів не відчутна. Останнього разу сейсмічні поштовхи відчувались на території Івано-Франківщини 27 жовтня 2004 року року під час землетрусу з епіцентром у Румунії. Інтенсивність землетрусу на Івано-Франківщині склала 2—3 бали за шкалою MSK-64.
Епіцентрами більшості землетрусів, які відчутно коливають Івано-Франківську область, знаходяться в Румунії в зоні Вранча. Вплив цієї сейсмічної зони на Івано-Франківську область може, теоретично, досягати 8 балів за шкалою MSK-64, тобто, можна очікувати великі тріщини в стінах і слабкі руйнування будинків, падіння труб, пам'ятників. Хоча найвищий бал 6 і подекуди 7 було зафіксовано в 1802 році.
Багато землетрусів трапляються на Закарпатті, деякі з них відчутні і в Івано-Франківській області.
Епіцентр декількох землетрусів розташовувався в Івано-Франківській області. Інтенсивність цих землетрусів не перевищувала 4 бали. Декілька несильних землетрусів траплялося і в сусідніх областях: Львівській, Чернівецькій, Тернопільській. В Івано-Франківській області вони були слабо-відчутні.
| Дата                | Епіцентр                               | Магнітуда землетрусу в епіцентрі | Інтенсивність землетрусу в області (За шкалою MSK-64) | Наслідки                      |
| ------------------- | -------------------------------------- | -------------------------------- | ----------------------------------------------------- | ----------------------------- |
| 27 жовтня 2004 року |                                        |                                  | 3—2                                                   |                               |
| 3 січня 2002 року   | смт Микулинці в Тернопільській області | 4                                | 5—4                                                   |                               |
| 1990                |                                        |                                  |                                                       |                               |
| 1986                |                                        |                                  |                                                       |                               |
| 1977                | Зона Вранча                            |                                  | 5—3                                                   | В с. Старуня утворився вулкан |
| 1940                | Зона Вранча                            |                                  |                                                       |                               |
| 1875                | м. Великі Мости Львівської області     | М=5,3 h=19 км                    | 5—4                                                   |                               |

## Водні ресурси
Водні ресурси Івано-Франківщини є невід'ємною й надзвичайно важливою частиною природних багатств області. Потреби господарства та населення у воді забезпечується за рахунок поверхневих та підземних вод, причому підземні води найцінніші для водопостачання. Можливості водних ресурсів не до кінця реалізовані і є складовою туристичного і гідроелектричного потенціалу області. Водні ресурси розподілені територіально і сезонно нерівномірно. Гірська місцевість має найбільшу густоту річок на квадратний кілометр, але не має великих річок. В той же час, літній період характеризується найбільшою кількістю опадів тому часто в цей період спостерігаються повені. Найбільші річки області — Дністер і Прут, причому Прут бере початок на території області, з-під гори Говерли. Річки в значній частині мають гірський характер, утворюють каскади й водоспади. Загалом в області описано близько 75 водоспадів.

### Поверхневі води

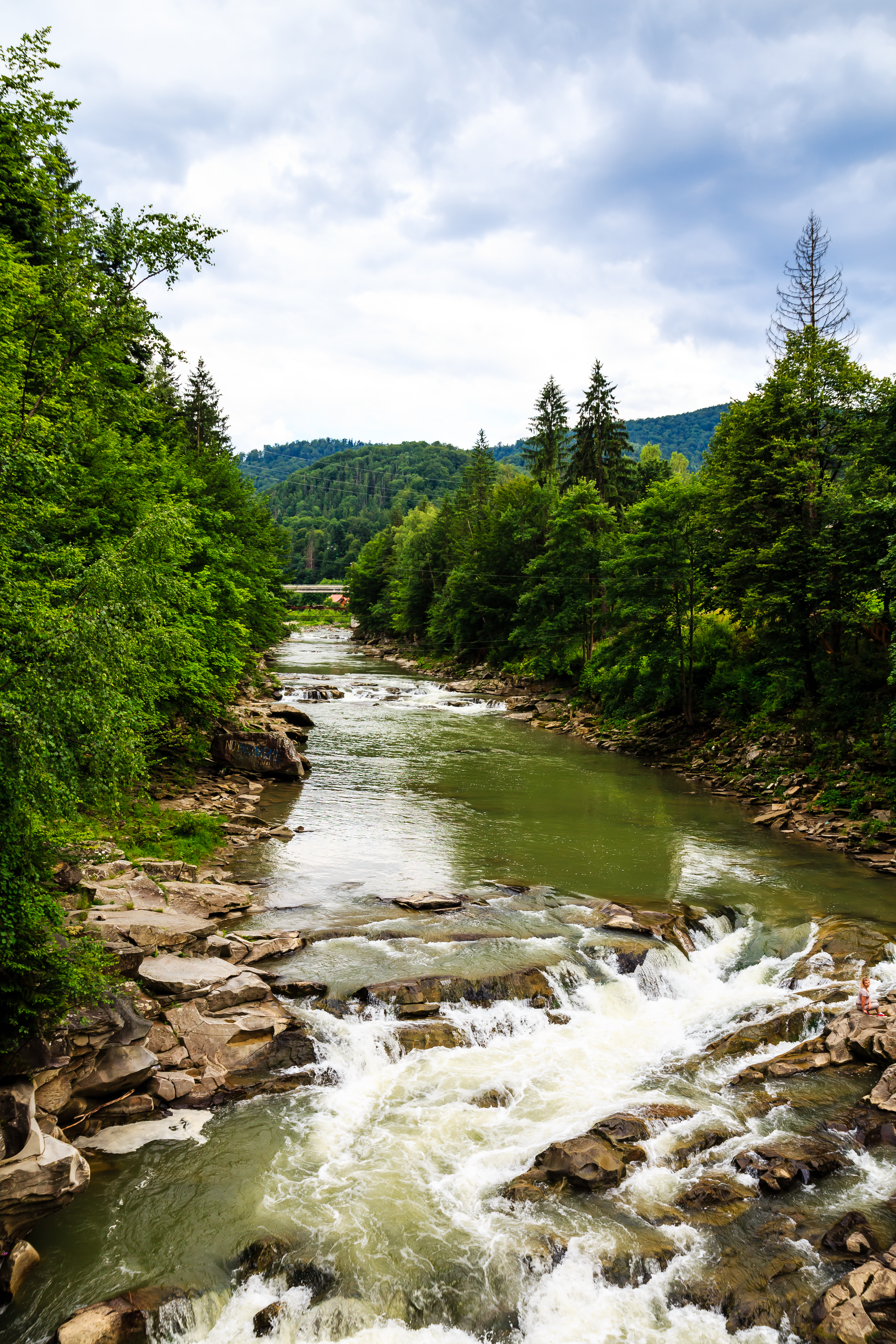
Прут біля водоспадів.

Поверхневі води області сконцентровані в річкових басейнах Дністра і Прута, водосховищах, озерах і ставках. Загальна кількість водотоків на території області нараховує 8321 річку, загальною довжиною 15 656 км, із них 188 річок мають довжину понад 10 км, у тому числі 5 річок — довжиною понад 100 км — Дністер, Прут, Свіча, Лімниця та Бистриця з Бистрицею Надвірнянською.

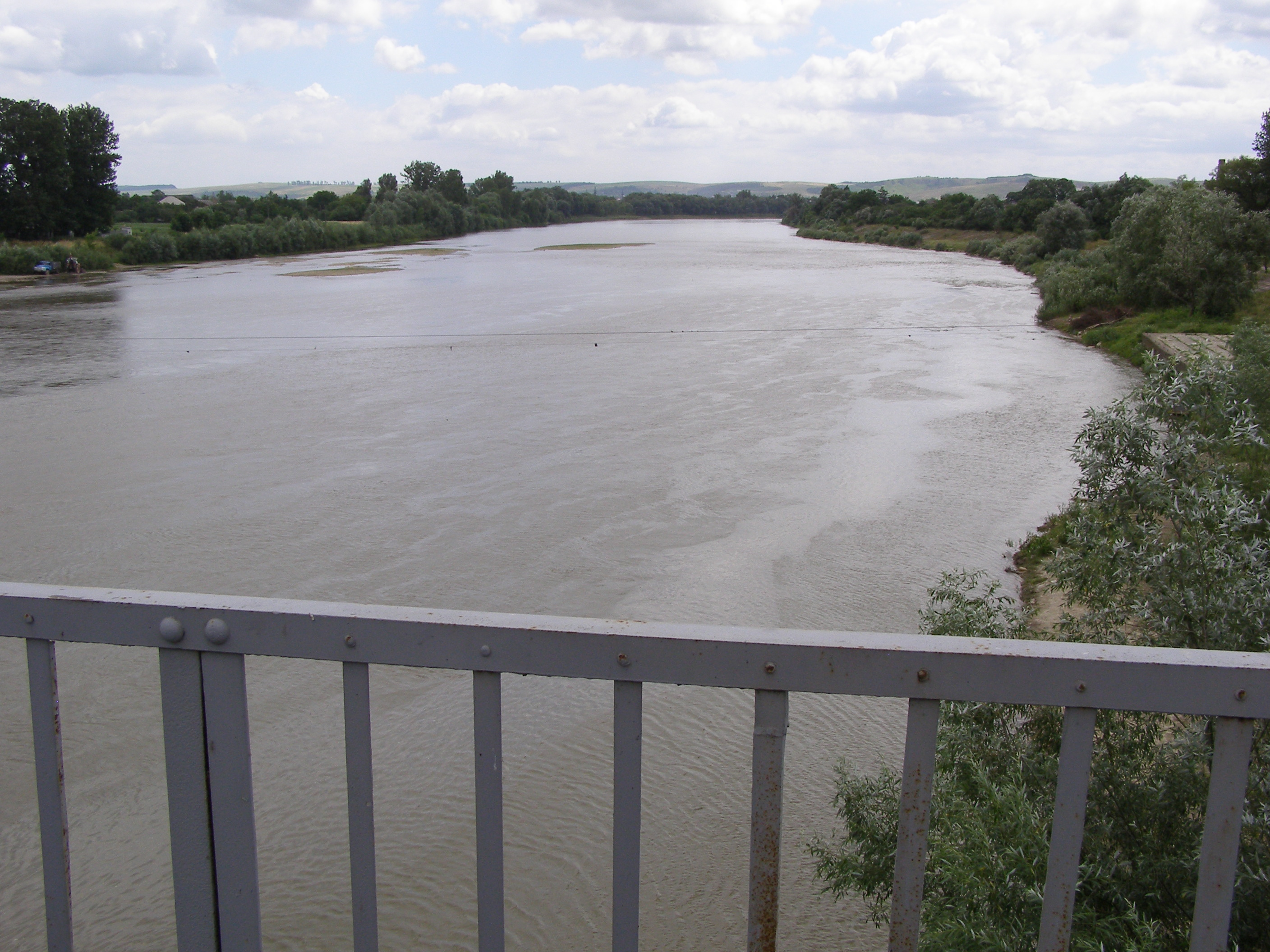
Повноводний Дністер у Галичі.

Із загальної водозабірної площі області 13,9 тис. км², на басейн річкової системи Дністра припадає 9,03 тис. км², решта — 4,90 тис. км² — на басейн Прута. Густота річкової мережі в межах області коливається від 0,2—0,3 км/км² у рівнинній частині до 1,3—1,7 км/км² у Карпатах. Майже 70 % загальної кількості річок розміщені в гірській частині, де формуються основні об'єми поверхневих водних ресурсів. Об'єм середньорічного стоку річок, який формується в межах області, становить 4,8 млрд м³/рік, а в маловодні роки близько 2 млрд м³/рік.
Івано-Франківська область посідає друге місце після Чернівецької області за загальним об'ємом річкового стоку та об'ємами води загального стоку на одну особу. Основним джерелом поновлення водних ресурсів є атмосферні опади, щорічний об'єм яких становить в середньому 12,5 млрд м³.
Практичне значення водних ресурсів річок визначається нерівномірністю їхнього розподілу в часі: на весну (березень-травень) припадає 10—20 %, на літо (червень-серпень) — 40—50 %, на осінь (вересень-листопад) — 10—15 % і на зиму (грудень-лютий) — 16—18 % загального стоку.
За гідрохімічними показниками річкові води переважно гідрокарбонатно-кальцієві. Загальна мінералізація — від 0,15 до 0,64 г/куб. дм. Найчистіша річка області — Лімниця, у якій мінералізація води коливається в межах 0,15—0,26 г/куб. дм.

#### Озера, ставки
На території області природних водойм є мало. Представлені вони невеликими озерами, які утворилися в старицях річок та в древньольодовикових формах рельєфу Чорногірського хребта Карпат, а також карстовими озерами незначного розміру в Тлумацькому й Городенківському районах.
У долинах річок створені штучні водойми — ставки та водосховища. В області нараховується 620 ставків загальною площею водного дзеркала 2373 га та сумарним об'ємом води 31 млн м³. У долині Гнилої Липи побудовано водосховище площею 1260 га, яке забезпечує водою Бурштинську ТЕС.
Поблизу селища Рожнятів на річці Чечва створено Чечвинське водосховище площею 184 га, а на річці Свірж — Княгиницьке водосховище, площею 228 га. Сумарний об'єм цих водосховищ становить 63 млн м³.
В найближчих планах, в Івано-Франківську в районі мікрорайону Каскад хочуть побудувати резервуар чистої води на 10 тис.куб.м.
Водосховища і ставки відіграють певну роль у регулюванні стоку річок, а також використовуються для розведення і вирощування риби.

### Підземні води
З усіх водних ресурсів найціннішими для водопостачання є підземні прісні води, які є чистішими за поверхневі і мають стабільний дебет. В області нараховується 22 родовища
прісних підземних вод, які занесені до Державного балансу запасів корисних копалин України, з них 9 — питного призначення, а саме, Шевченківське (поблизу Тлумача), Городенківське, Підмихайлівське (Калуський район), Коломийське, Надвірнянське, Снятинське, Черніївське (Тисменецький район), Воронівське (Рогатинський район).
Водопостачання населення в сільській місцевості переважно здійснюється за рахунок підземних вод. Забезпечення питною водою міст Івано-Франківськ, Калуш, Коломия, Долина, Надвірна, Болехів, Яремче, населення яких становить третину від загальної чисельності області, здійснюється, в основному, за рахунок вод змішаного типу (інфільтраційні водозабори).
За якісним складом (вміст катіонів і аніонів, мінералізація) серед підземних вод Івано-Франківської області, які використовуються для водопостачання, суттєво переважають гідрокарбонатно-сульфатні кальцієво-натрієві води з мінералізацією 0,2—0,8 г/дм³. І лише на Городенківському родовищі підземні прісні води мають гідрокарбонатно-сульфатний кальцієво-натрієвий склад при загальній мінералізації 0,5—0,7 г/дм³.

### Лікувальні мінеральні води
Лікувальні мінеральні води поширені на всій території області. Усього на Івано-Франківщині виявлено близько 300 проявів мінеральних вод, на 28-и з яких проведені пошуково-оціночні роботи і затверджені запаси за категорією С1. Води 32-х мінеральних джерел області занесено до Державного кадастру «Води мінеральні питні», із них 12 — лікувально-столових, 20 — природно-столових

## Клімат
Клімат Івано-Франківської області має перехідний характер від помірно теплого вологого Західноєвропейського до континентального Східноєвропейського. Клімат області помірно-континентальний. Територія області лежить в Атлантико-континентальній кліматичній області і Формується під переважним впливом вологих повітряних мас Атлантичного океану та Середземного моря. Вторгнення арктичних повітряних мас з північного сходу взимку спричиняє різке зниження температури повітря, середземноморського повітря з південного заходу влітку — підвищення температури повітря та інтенсивність посушливих явищ.
Зима м'яка з середньою температурою січня −5 °C, літо тепле з середньою температурою липня + 18° С. У Карпатах клімат суворіший і змінюється з наростанням висоти. Середні температури тут на 3—5°С нижчі, ніж у передгірській зоні.
Значна амплітуда висот (від 230 до 2061 м над рівнем моря) на відносно невеликій території є причиною прояву висотної поясності природних умов, у тому числі й атмосферних опадів. Температура повітря найтеплішого місяця (липня) у передгір'ях +18—20°, у високогірному ярусі +8—10°, найхолоднішого (січня) −3…—9°. На схилах Карпат сніг лежить понад 5 місяців на рік. Тривалість залягання стійкого снігового покрову становить 100—110 днів. Середньорічна кількість опадів змінюється від 610 до 1000 мм, що пояснюється наявністю гір. Кількість днів з опадами в Івано-Франківській області найбільша в Україні (130—188 днів на рік).
На території області виділяються такі кліматичні райони:
1. Наддністрянський з підрайонами лівобережним та правобережним. У районі спостерігаються м'які зими з відлигами і нестійким сніговим покровом (сніговий покрив залягає протягом 100 днів, а в малосніжні зими — 50; середня висота снігового покриву становить 6—10 см). Весняні приморозки тривають до третьої декади квітня, в окремі холодні весни — до третьої декади травня. Осінні приморозки наступають у третій декаді вересня. До складу лівобережного підрайону входять Рогатинський та Галицький райони. Сума активних температур досягають 2300—2400°, річна кількість опадів — 660—700 мм, середня тривалість безморозного періоду 160—170 днів. До правобережного підрайону входять Калуський, Тисменицький і Тлумацький райони. Сума активних температур становить 2400—2500°, річна кількість опадів 610—750 мм. Середня тривалість безморозного періоду 155—160 днів.
2. Південно-східний. До його складу входить Городенківський, Коломийський та Снятинський райони. Сума активних температур досягають 2500—2600°, річна кількість опадів — 550—720 мм, середня тривалість безморозного періоду 150—170 днів. Сніговий покрив залягає протягом 100 днів, а в малосніжні зими — до 50 днів; середня висота снігового покрову становить 6—12 см. Весняні приморозки припиняються у першій декаді квітня, в окремі холодні весни — у третій декаді травня. Осінні приморозки наступають у третій декаді вересня.
3. Передгірський. До його складу входить Долинський район, північна частина Рожнятівського, Богородчанського та Надвірнянського районів та Косівський район. Сума активних температур досягають 2200—2500°, річна кількість опадів — 630—900 мм, середня тривалість безморозного періоду 150—170 днів. Сніговий покрив залягає протягом 105 днів, а в малосніжні зими — до 60—70 днів; середня висота снігового покрову становить 10—15 см. Весняні приморозки тривають до кінця квітня початку травня. Осінні приморозки наступають у середині вересня.
4. Гірський. До його складу входять південна частина Рожнятівського, Богородчанського та Надвірнянського районів та Верховинський район. У районі щороку спостерігається стійкий сніговий покров (сніговий покрив утворюється на початку грудня, а сходить на початку квітня; середня висота снігового покрову становить 30—35 см). Весняні приморозки тривають до першої декади травня, осінні приморозки наступають у середині жовтня. Сума активних температур досягає 1600—2200°, річна кількість опадів — 760—1000 мм, середня тривалість безморозного періоду 160—170 днів.
Ще більше на диференціацію клімату впливає рельєф. Кожна улоговина, річкова долина, схили різних експозицій мають свій особливий місцевий клімат.

## Флора і фауна

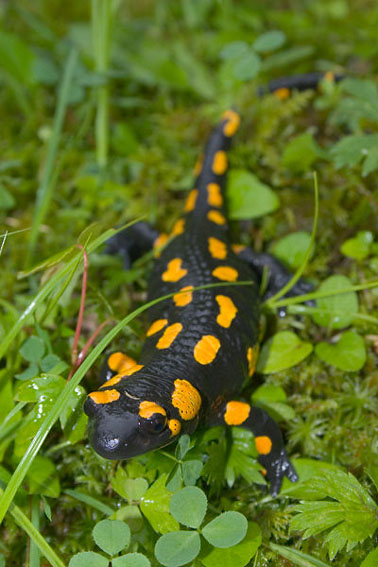
Саламандра плямиста в Горганах.

Рослинний світ області нараховує понад 1500 видів рослин, що складає більш ніж половину списку флори України, з них — 120 лікарських, з яких 60 є загальнопоширеними. Багато рослин мають особливий охоронний статус і занесені до Червоної книги України.
Івано-Франківська область — одна з найбагатших лісами в Україні. Лісистість території становить понад 40 %. У рівнинній частині переважають листяні, в передгірській — хвойні ліси. Серед хвойних порід переважає ялина (смерека). На висотах понад 1500 м починаються субальпійські луки — полонини.
Різноманітність природних факторів обумовлює наявність тваринного світу, чи не найбагатшого в Україні. На певні види звірів і птахів в мисливський сезон дозволено полювання. На диких кабанів та козуль полювання можливе за наявності ліцензії на відстріл.
Для збереження флори і фауни в Івано-Франківській області створено більш ніж 450 одиниць природоохоронних територій. Станом на 01.06.2006 року в області нараховується 456 заповідних територій та об'єктів загальною площею 195,633 тис. га, з них 30 — загальнодержавного значення площею 108,742 тис. га та 426 — місцевого значення площею 86,890 тис. га, у тому числі 1 — природний заповідник Горгани; 3 — національні природні парки (Карпатський національний природний парк, Гуцульщина, Галицький національний природний парк, з 2009 року Національний природний парк «Синьогора», з 2010 року також Верховинський національний природний парк), 3 — регіональні ландшафтні парки (Дністровський та Поляницький), 60 заказників (Яблунівський ботанічний заказник, Яйківський ботанічний заказник, Тавпиширківський ботанічний заказник, ландшафтний заказник загальнодержавного значення — «Грофа»), 181 пам'ятка природи, 5 дендрологічних парків, 8 пам'яток садово-паркового мистецтва, 195 заповідних урочищ.
Частина гірської території області площею 503 км² виділена в Карпатський національний природний парк. Він охоплює верхів'я річок Пруту і Чорного Черемошу з горою Говерлою. Завдання парку — сприяти збереженню ландшафтів, рослинного і тваринного світу, створювати відповідні умови для відпочинку і туризму, для ознайомлення з природними багатствами, культурними й історичними пам'ятниками.

### Флора
Флора нараховує понад 1500 видів рослин, що складає більш ніж половину списку флори України, з них — 120 лікарських, з яких 60 є загальнопоширеними і щорічно заготовлюються для фармакологічних потреб: плоди шипшини, звіробій звичайний, підбіл звичайний, череда тридільна тощо.
Значною цінністю та різноманітністю відзначається рослинність Карпатського національного природного парку. Флора судинних рослин нараховує 1105 видів, що становить 54,9 % всієї флори Українських Карпат. Близько 50 видів є карпатськими ендеміками. Раритетна компонента у флорі парку дуже значна. Особливої специфіки рослинному покриву області надають два яскраво виражені центри ендемізму та реліктовості, що розміщені в Карпатах та в Західному Поділлі. Тут виявлено 80 видів із Червоної книги України, 4 види з Європейського Червоного списку, 3 — із Червоного списку МСОП, 2 — з Додатка І Бернської конвенції: котячі лапки карпатські, королиця круглолиста, дзвоники карпатські та мінливі, астрагал Крайни, очиток карпатський; у рівнинних районах зростає ряд подільських ендеміків, таких як волошка тернопільська, чебрець подільський, рутвиця гачкувата, шиверекія подільська.
Унікальність рослинного покрову заповідника «Ґорґани» в тому, що на більшій частині території він зберігся в природному стані. Флора заповідника нараховує 427 видів судинних рослин та 235 видів мохів. Значна частина видів — рідкісні, ендемічні та реліктові. У тому числі 23 види судинних рослин занесені до Червоної книги України.
У гірських районах зростають бореальні та неморальні види рослин, тобто характерні для північних та європейських широколистяних лісів. У високогір'ї переважають європейські та євразійські гірські або монтанні, альпійські види. Цінними є арктоальпійські види з розірваним ареалом, що зустрічаються в арктичній зоні та високогір'ї, наприклад, плаун-баранець, водянка чорна, верба трав'яниста, наскельниця лежача тощо. У рівнинній частині області зустрічаються як лісові, так і лучно-степові види рослин. Рослинність лучностепових ділянок належить до центральноєвропейського типу, але в її складі є й компоненти східноєвропейських степів (ковила, типчак), а також причорноморські і сибірські види (волошник Маршалла, перстач пісковий, вівсюнці Шелла та пустельний).
Майже третина природної флори області (418 видів) потребує повної або часткової охорони. До них належать ендемічні та реліктові, рідкісні та що зникають види рослин. 162 види, що належать до 47 родин, 39 порядків та 6 класів, занесено до Червоної книги України та Європейського Червоного списку; 211 — до Регіонального Червоного списку. Надзвичайно рідкісні айстра альпійська, білотка альпійська або едельвейс, водяний горіх плавучий, дріада восьмипелюсткова, ліннея північна, фіалка Джоя, сальвінія плавуча.
Внаслідок антропогенного впливу на природне середовище, заготівлі лікарської сировини, збору декоративних рослин звужуються ареали й інших видів. Багато видів рослин (тирличі, оливник рожевий, ранньовесняні ефемероїди, орхідні) потрапили в Червону книгу саме через нерегламентований надмірний збір та заготівлю.

### Фауна
Видова чисельність тваринного світу Івано-Франківщини як порівняти з іншими регіонами України значно багатша. Хребетні представлені 435 видами, ссавці — 74 видами, птахи — 280 видами. Ряд видів перебувають під загрозою зникнення і занесені до Червоної книги України: мідиця альпійська, норка європейська, борсук європейський, рись, тритон карпатський, саламандра плямиста, полоз лісовий, мідянка звичайна, вусач альпійський, вирезуб, чіп великий.
Багатий та різноманітний тваринний світ Карпатського національного природного парку. З поширених у Карпатах видів хребетних на території парку зареєстровано більше як 200 видів, серед них тритон гірський, саламандра плямиста, кумка жовточерева, глушець, вивірка звичайна, олень благородний, ведмідь бурий тощо.
На території природного заповідника «Ґорґани» мешкають понад 100 видів безхребетних тварин, 149 видів хребетних, 103 види птахів, 47 видів ссавців. З них 20 видів занесено до Червоної книги України, 10 — до Європейського червоного списку (харіус європейський, тритони карпатський та альпійський, саламандра плямиста, лелека чорний, кіт лісовий).
У загальнозоологічних заказниках «Чорний ліс» та «Гирява» охороняються олень благородний, сарна європейська, рись, борсук, в орнітологічному заказнику «Пожератульський» — глушці.
На території області нараховується 25 видів представників фауни, які перебувають під загрозою зникнення і занесені до Червоної книги України. Ці види потребують систематичної роботи щодо виявлення місць їхнього перебування, проведення постійного спостереження за станом популяцій та наукових досліджень з метою розробки наукових основ їхньої охорони та відтворення.
В області проживають такі представники червонокнижної фауни:
- ссавці: бурозубка альпійська, рясоніжка мала, підковик малий, підковик великий, широковух звичайний, норка європейська, борсук європейський, видра річкова, кіт лісовий, рись;
- земноводні: тритон карпатський, тритон альпійський, жаба прудка, саламандра плямиста;
- плазуни: полоз лісовий, мідянка;
- комахи: вусач альпійський;
- риби: харіус європейський (Лімниця), веризуб (Дністер), чоп великий (Дністер), чіп малий (Прут, притоки);
- птахи: лелека чорний, змієїд, беркут, глухар, тинівка альпійська.

Слід наголосити на тому, що останніми роками спостерігається позитивна динаміка в зростанні згаданих видів тварин. Чисельність рисі збільшилась на 42 %, кота лісового — майже в 4 рази, видри річкової — на 27 особин (13 %), борсука звичайного — на 49 особин (9 %).
Ліси населяють цінні мисливські види тварин — ведмідь бурий, олень благородний, сарна європейська, свиня дика, куниця лісова, лисиця руда, заєць сірий, вивірка звичайна.

## Ґрунтовий покрив та земельні ресурси
Івано-Франківській області притаманне різноманіття ґрунтового покрову і земельних ресурсів. Земельний фонд складається із земель різного призначення.
Станом на 01.01.06 р, із загальної площі земельного фонду 1392,7 тис. га, сільськогосподарські угіддя займають 633,4 тис. га, лісові площі 636,4 тис. га, забудовані землі — 60,49 тис. га, під водою −23,5 тис. га, відкриті заболочені землі — 2,6 тис. га та інші землі — 22,0 тис. га.
Основними землекористувачами області є:
- 67 лісогосподарських підприємств, у користуванні яких перебуває 564,4 тис. га (40,5 % загальної площі області);
- громадяни (968,4 тис. осіб), у власності яких знаходиться 416,5 тис. га (29,9 %), у тому числі 21,6 тис. га наданих для ведення селянського господарства (9681 фермер);
- 470 сільськогосподарських підприємств різної форми власності, у користування яких перебуває 11 402 тис. га (8,2 %);
- організації, підприємства, установи природоохоронного, оздоровчого, рекреаційного, історико-культурного призначення, яким надано в користування 55,9 тис. га (4,0 %);
- землі запасу та землі не надані в постійне користування займають 205,4 тис. га (14,8 % площі області).

Область належить до регіонів з низькою землезабезпеченістю. У середньому на одного мешканця припадає 1,0 га, у тому числі, 0,45 га сільськогосподарських угідь, із них 0,027 га ріллі (в Україні відповідно 1,25; 0,89; та 0,68 га).
Можливості розширення сільськогосподарських угідь і найпродуктивнішої їхньої частини — ріллі в області вичерпані. У зв'язку із будівництвом житла та інфраструктури, площа сільськогосподарських угідь постійно зменшується. За останні 10 років площа забудованих земель збільшилась на 6,4 тис. га.
Зростання потреб у харчових продуктах і сировині обумовлюють інтенсивне використання земельних ресурсів з одночасним розв'язанням найважливіших проблем — забезпечення охорони земель від руйнування (ерозія, зсуви, карст, підтоплення); впровадження системи заходів щодо захисту земель від засмічення, забруднення; відтворення і підвищення родючості ґрунтів; збільшення площ екологічно стабілізувальних угідь (лісів, сіножатей, пасовищ).

## Демографія

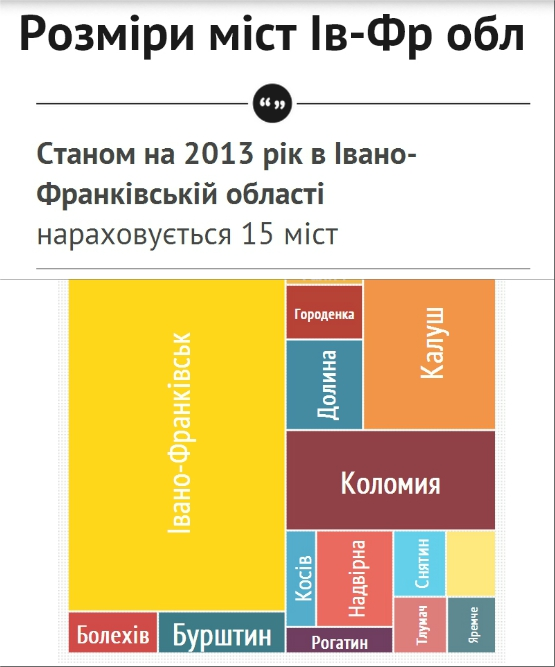
Розмір міст Івано-Франківської обл.

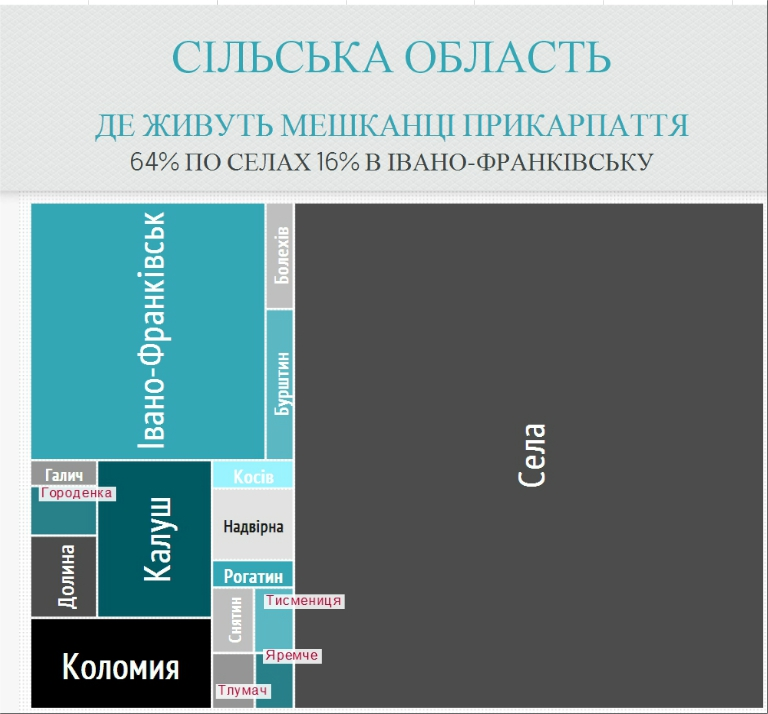
Частка сільського і міського населення області.

Населення області — 1 359 300 осіб (на 1 березня 2021 року) Впродовж 2020 року чисельність населення області скоротилася на 9 100 осіб. Міське населення становить 606 764 осіб, сільське 761 333 осіб (на 01.01.2019)..
Станом на 01.01.2017 було 1 406,129 тис. людей, у тому числі міського — 586,126, сільського — 820,003. У першому півріччі 2011 року приріст населення в результаті перевищення народжуваності над смертністю склав 235 осіб. Області притаманна висока щільність населення — 100 осіб на км² (в середньому по Україні — 80 осіб на км²). Але в окремих районах вона суттєво відрізняється між собою. В етнографічному відношенні Івано-Франківщина складається з Опілля, Покуття, Бойківщини та Гуцульщини. Їхні мешканці зберегли деякі відмінності у мові, одязі, культурі та побуті і вже цим привертають увагу туристів.

### Національний склад
Національний склад населення Івано-Франківської області станом на 2001 рік
| №  | Національність | Кількість осіб | %        |
| -- | -------------- | -------------- | -------- |
| 1  | Українці       | 1 371 242      | 97,52 %  |
| 2  | Росіяни        | 24 925         | 1,77 %   |
| 3  | Поляки         | 1 864          | 0,13 %   |
| 4  | Білоруси       | 1 468          | 0,10 %   |
| 5  | Молдовани      | 557            | 0,04 %   |
| 6  | Євреї          | 361            | 0,03 %   |
| 7  | Вірмени        | 282            | 0,02 %   |
| 8  | Німці          | 221            | 0,02 %   |
| 9  | Татари         | 215            | 0,02 %   |
| 10 | Цигани         | 207            | 0,01 %   |
| 11 | Інші           | 4 787          | 0,34 %   |
|    | Разом          | 1 406 129      | 100,00 % |

### Мова
За переписом 2001 року розподіл мешканців області за рідною мовою був наступним:
- українська — 97,81 %
- російська — 1,78 %
- білоруська — 0,05 %
- румунська — 0,03 %
- польська — 0,03 %
- вірменська — 0,01 %

#### Мораторій на публічне використання російськомовного культурного продукту
7 грудня 2018 року рішенням Івано-Франківської обласної ради в Івано-Франківській області було запроваджено мораторій на публічне використання російськомовного культурного продукту.

### Найбільші міста й агломерації
В області дві агломерації — Івано-Франківська та Калусько-Долинська.

## Злочинність
Рівень злочинності за 2012 рік на 10 тис. населення складає 36,1 злочинів, з них 12,5 тяжких та особливо тяжких.

## Економіка області
На території Івано-Франківської області сформувались такі природно-територіальні комплекси:
- промислово-міські (Івано-Франківський, Калуський, Бурштинський, Надвірнянський, Коломийський)
- промислово-нафтогазовидобувні (Долинський, Битківський, Рожнятівський, Пасічнянський) з наявністю понад 2000 нафтогазовидобувних свердловин, наземних і підземних трубопроводів;
- аграрно-промислові (Рогатинський, Снятинський, Галицький, Тлумацький, Городенківський), особливістю яких є переважання сільськогосподарського виробництва;
- лісогосподарські (Верховинський, Надвірнянський, Яремчанський, Осмолодський, Вигодський, Болехівський)

### Природні ресурси
В області розвідано 160 родовищ 25-х видів корисних копалин, які можна віднести до таких груп:
- паливно-енергетичні (нафта, газ, буре вугілля, торф);
  - Передкарпатської нафтогазоносної провінції
    - Богородчанське газове родовище
    - Битків-Бабченське нафтогазоконденсатне родовище
    - Долинське нафтове родовище
    - Космацьке газоконденсатне родовище
    - Микуличинське нафтове родовище
- хімічні (кам'яна, калійна і магнієва солі, сірка, фосфорити):
  - Хлоридно-сульфатні родовища калійних солей в Калусько-Голинському родовищі калійних солей.
  - Родовища кухонної солі в Болехові та Долині
  - Верхньострутинське родовище кам'яної солі (в селі Верхній Струтинь Калуського району) (сировина для виробництва хлору та каустичної соди «Карпатнафтохім»)
- будівельні матеріали (гіпс, мергелі, пісковики, піски, глини);
  - Липовецьке родовище вапняків
  - Межигірсько-Дубовецьке родовище мергелів
- бальнеологічні (озокерит, мінеральні води).

На Івано-Франківщині залягають основні запаси нафти і газу Передкарпатської нафтогазоносної провінції. Розвідані запаси нафти становлять 16,8 % від загальноукраїнських, газу — 11,3 %.
В Українських Карпатах є також невеликі поклади залізних і марганцевих руд, міді, цинку, срібла і золота.
У природноресурсному потенціалі одне з основних місць займають також лісові ресурси. Лісами покрита площа близько 600 тис. га. При середньому показнику лісистості для України 14 % для Івано-Франківської області цей показник становить 43,5 %.
Загальна довжина річок області — 1 554,00 км. Гірськими, придатними для розвитку водних видів спорту є 35,0 %. Тут формуються основні стоки річок Дністра і Прута. Річки області мають значні запаси гідроенергетичних ресурсів.
Українські Карпати — багатий на мінеральні води регіон держави. Тут нараховується понад 800 джерел мінеральних вод усіх типів. Регіон славиться рекреаційними ресурсами. В Карпатах росте близько трьох тисяч рослин, у тому числі понад дві тисячі квіткових, серед яких 500 лікарських. Настільки ж багатий і різноманітний видовий склад тваринного світу, що нараховує близько 400 видів тварин.
Ресурсною специфікою ґрунтового покрову області є те, що тут зустрічаються майже всі агровиробничі групи ґрунтів. На південному сході області є великі масиви чорноземів, сприятливих для розвитку сільського господарства.

### Промисловість
Провідна роль в економіці області належить промисловості, яка характеризується недостатнім рівнем промислового виробництва. На території, що займає 2,3 відсотка площі України та проживає майже 3 відсотки населення України виробляється лише 1,6—2 відсотка промислової продукції. У промисловості переважає недержавний сектор, частка якого у загальному обсязі виробництва більше як 96 відсотків. Промисловість області входить до складу Карпатського економічного району. Серед областей західного регіону країни Івано-Франківщина за обсягами виробництва посідає друге місце, поступаючись тільки Львівській. У 2009 році, обсяг її реалізації склав 10,75 млрд грн (у 2008 році — 12,41 млрд грн).
Для промисловості характерний надзвичайно високий рівень спеціалізації: значний відсоток (…) приходиться на одне підприємство — Бурштинська ТЕС, яка є одним із найпотужніших експортерів на Івано-Франківщині та найбільшою на заході України. У структурі виробництва найбільшу питому вагу займають електроенергетика (Бурштинська ТЕС), нафтохімічна (ТОВ «Карпатнафтохім»), нафтопереробна (ВАТ «Нафтохімік Прикарпаття») та нафтогазовидобувна галузі. Добре розвинуті лісова, деревообробна, целюлозно-паперова, машинобудівна, легка, харчова та промисловість будівельних матеріалів. В обласній структурі реалізованої продукції 68 % займає переробна промисловість, а саме продукція підприємств хімічної і нафтохімічної, нафтопереробної, неметалевих мінеральних виробів, харчової, деревообробної промисловості. Більше третини в обсязі реалізації належить підприємствам з виробництва та розподілення електроенергії, газу, тепла та води. Промисловий комплекс області зосереджений в основному в містах Івано-Франківськ, Калуш, Коломия, Надвірна, Долина, Бурштин.
До складу Івано-Франківського промислового вузла входять Івано-Франківськ та населені пункти Тисмениця, Лисець тощо. В Івано-Франківську основними галузями є машинобудування і металообробка, легка і харчова промисловість. До підприємств машинобудування і металообробки належать виробничі об'єднання «Геофізприлад», «Карпатпресмаш» і заводи ремонтно-механічний, локомотиворемонтний і арматурний. До легкої — швейне і шкіряне об'єднання, фабрики трикотажна, швейно-галантерейна і художніх виробів. До харчової промисловості — молочний завод, харчосмакова і кондитерська фабрики, хлібний, птахо- і м'ясокомбінати. У місті виробляють будівельні матеріали, працюють меблевий комбінат та завод тонкого органічного синтезу «Барва». У Тисмениці знаходяться виробниче хутрове об'єднання «Тисмениця», харчовий комбінат, меблева фабрика.
До складу Калусько-Долинського промислового вузла входять Калуш, Долина, Вигода, Брошнів-Осада тощо. Вузол знаходиться на заході Івано-Франківської області. Провідними галузями Калуша є хімічна, нафтохімічна і машинобудівна промисловість. До хімічної належить ВО «Оріана»(«Лукор»), до нафтохімічної належить «Карпатнафтохім», до машинобудівної належать ВО «Карпатнафтомаш» та заводи комунального устаткування «Будмаш», «Нафтобур-машремонт», металообробний. У місті є також хлібний комбінат, харчосмакова фабрика, молочний, пивоварний, залізобетонних виробів і конструкцій заводи. У Калуші виробляються третина всієї промислової продукції області і близько 1 % промислової продукції України. Ряд унікальних видів продукції (калійні мінеральні добрива, металевий магній, поліетилен, тафтингові покриття та інші) виробляється в Україні тільки у місті Калуші.
У Долині знаходяться газопереробний завод, підприємства легкої, харчової промисловості і промисловість будівельних матеріалів, швейне виробниче об'єднання ЗАТ «Довіра», бавовнопрядильна фабрика, молочний, сокочавильний та солеварний заводи. В Долині представлені такі виробничі організації як ВАТ «Управління бурових робіт», «Нафтогазове видобувне управління», «Долинський газопереробний завод», «Укртрансгаз», які є дочірніми підприємствами «НАК Нафтогаз України». Через територію Долинського району проходить нафтопровід Дружба та розміщена компресорна станція.
В Надвірнянському нафтопромисловому районі експлуатуються два нафтові і 5 газоконденсатних родовища з фондом понад 400 свердловин, з яких щороку видобувають 200 тис. т нафти і 170 млн кубометрів газу. АТ «Нафтохімік Прикарпаття» є одним з шести нафтопереробних заводів України, та єдиний який працює з українською сировиною. На жаль, у 2009 році, тільки 6 % потужностей «Нафтохіміка, Прикарпаття» були завантажені через обмеження Держспоживстандарту України щодо випуску дизельного пального та бензину із підвищеним вмістом сірки. Нафтопереробний завод потребує модернізації або легку нафту, яка може надійти з Каспійського регіону, якщо припинити експлуатацію нафтопроводу Одеса-Броди в реверсному режимі.
Бурштинська теплова електростанція, розташована поблизу Бурштина, є однією з найбільших теплових електростанцій України і невід'ємною частиною електроенергетики України. Майже 14 % промислового виробництва області становить частка Бурштинської ТЕС. Тут встановлено 12 енергоблоків загальною потужністю 2400 МВт. Основне технологічне паливо — вугілля вітчизняних вугільних басейнів, допоміжне — природний газ та мазут.
У промисловості області налічується 1600 підприємств.
За даними 2005 року, у загальнодержавному виробництві області належать провідні місця з випуску калійних мінеральних добрив — 76,0 %, соди каустичної — 53,0 %, деревостружкових плит — 28,1 %, дерево-волокнистих плит — 48,8 %, цементу — 9,2 %, шиферу — 36,4 %, азбестоцементних труб і муфт — 43,5 %, промислових лічильників газу — 100 %.
Питома вага виробництва найважливіших видів промислової продукції в загальноукраїнському виробництві (станом на І кв. 2009 р.):
| Види продукції                                                                     | Відс. |
| ---------------------------------------------------------------------------------- | ----- |
| Нафта сира                                                                         | 15,1  |
| Електроенергія                                                                     | 4,7   |
| Етилен                                                                             | 100   |
| Поліетилен                                                                         | 100   |
| Пальта і напівпальта, шуби з хутра натурального                                    | 34,3  |
| Килими та покриття текстильні для підлоги ін. (тафтингові, з волокон різних видів) | 100   |
| Деревина, уздовж розпиляна чи розколота, завтовшки більш як 6 мм                   | 7,9   |
| Плити деревостружкові необроблені                                                  | 41,4  |
| Первинна переробка нафти                                                           | 6,2   |
| Шпалери                                                                            | 2,6   |
| Пластмаси у первинних формах                                                       | 28,5  |

### Агропромисловий комплекс
У сільськогосподарському виробництві зайнята третина населення Прикарпаття.[джерело?] АПК Прикарпаття щороку виробляє продукції на понад два з половиною мільярда гривень.
Площа сільськогосподарських угідь області — 635 тис. га, з них ріллі — 393 тис. га, пасовищ — більш як 128 тис. га, сіножатей — понад 82 тис. га, плодово-ягідних насаджень — близько 10 тис. га. [джерело?]
В області є два цукрові заводи: Городенківський (заснований 1926 року) і Бовшівський у Галицькому районі. Станом на 2010 рік, обидва цукрові заводи не працювали.
В області функціонували 2 цукрозаводи, 14 підприємств з переробки молока, 3 м'ясопереробні комбінати, 3 спиртзаводи, 2 пивзаводи. Переробку сільськогосподарської продукції та випуск продовольчих товарів здійснюють 67 великих і середніх та 227 малих підприємств.
Підприємства області спроможні випускати за зміну 70 тонн м'яса, 18 тонн ковбасних виробів, 29 тонн тваринного масла, 19 тонн сирів жирних, 200 тонн молока і молочних продуктів, 300 тонн хліба і хлібобулочних виробів, переробляти щодобово до 5 тис. тонн цукрових буряків. Наявні потужності дають змогу виробити за рік 2,8 млн декалітрів спирту-сирцю, 2 млн декалітрів горілки і лікеро-горілчаних виробів тощо.
За даними 2009 року, в області функціонують: аграрна товарна біржа, 7 агроторгових домів, 25 дрібнооптових ринків живої худоби та птиці, 75 оптовопродовольчих і 59 оптовоплодоовочевих ринків, 948 заготівельних пунктів, які займаються заготівлею сільгосппродукції у населення, з них 740 — молока та 120 — худоби і птиці.
Для надання селянам послуг з обробітку землі, збирання врожаю, заготівлі сільгосппродукції в області працюють 26 сільськогосподарських кооперативів.

### Сфера послуг

#### Туристично-рекреаційний комплекс
Прикарпаття має великі, не до кінця реалізовані можливості щодо розвитку курортного господарства. Курорти можуть давати прибуток, зокрема і в іноземній валюті, більший, ніж промислові підприємства. Але подальший розвиток екологічно небезпечних виробництв в області часто суперечить їхньому рекреаційному освоєнню.
Туристично-рекреаційна галузь є стратегічним напрямом розвитку Івано-Франківщини. Об'єктивно область має всі передумови для інтенсивного розвитку внутрішнього та іноземного туризму: особливості географічного розміщення та рельєфу, сприятливий клімат, багатство природного, історико-культурного та туристично-рекреаційного потенціалів. Івано-Франківщина є частиною унікальної Карпатської лісогірської геоекосистеми, яка має важливе рекреаційне значення не тільки для України, але і для всього Європейського континенту.
В області є дев'ять курортних місцевостей. Станом на початок 2010 року, у туристично-рекреаційній галузі області функціонує 143 туристичних оператори і агенти, 164 туристично-рекреаційних закладів та 638 садиб сільського зеленого туризму, здійснюється будівництво 29 і реконструюються 19 туристичних об'єктів. В області діє більш як 10 санаторіїв. Для курортної терапії використовуються кліматичне лікування, мінеральні ванни. Серед курортів — низькогірні Косів, Татарів, Яремче, середньогірний Ворохта і бальнеогрязьовий передгірний курорт Черче. Крім того, Яремче славиться як туристична столиця Карпат, Ворохта — як столиця зимових видів спорту.
Згідно з офіційною статистикою Івано-Франківщина входить у трійку лідерів туризму України. Не зважаючи на фінансову кризу, якщо у 2007 і 2008 рр. туристичними послугами скористалося в області понад 1,0 млн туристів, то у 2009 р. їх також було близько 1030 тис. осіб. За науковими дослідженнями рекреаційна місткість Івано-Франківщини становить понад 2 млн осіб.
Найбільшу кількість туристів обслуговують туроператори ТзОВ «Парктур», ТзОВ "Туристична фірма «Надія», ЗАТ «Івано-Франківськтурист». Консолідований обсяг туристичних послуг у 2005 році склав 28 971 тис. грн.
Див. також: Найпопулярніші туристичні місця.

##### Гірськолижний туризм
Івано-Франківщина — одне з небагатьох місць в Україні, придатних для розвитку зимових видів відпочинку. У низині сніговий покрив утримується, як правило, з початку грудня і до березня, а у високогір'ї — з жовтня і до кінця травня, що важливо для розвитку гірськолижного туризму. В області діє понад 30 гірськолижних витягів, що забезпечують катання на лижах і сноубордах, та розраховані на початківців, дітей, любителів та професіоналів. Найбільшою популярністю користуються гірськолижні зони Поляниця, Яблуниця, Ворохта, Косів, Верховина, Вишків . Тільки на території Поляниці діє  — понад 20 гірськолижних витягів загальною довжиною трас понад 60 км. У Ворохті є комплекс трамплінів, що завдяки штучному покриттю діють цілорічно.
Гірськолижний курорт Буковель, будівництво якого було започатковано у 2000 році, займає провідне місце в туристичній галузі Івано-Франківської області. Він став «перлиною» карпатського зимового відпочинку, відомою далеко за межами України.

#### Фінансовий сектор
Івано-Франківськ служить фінансовим центром області, де мають представництво 34 банки. В області діє 41 дирекція, управління, філія та відділення різних комерційних банків. Територіально відокремлені безбалансові відділення нараховують 302 установи, в тому числі 5 банків та банківських установ інших областей. Працюють інвестиційні інституції. Це, зокрема, 47 кредитних спілок, 18 бізнес-центрів та 3 бізнес-інкубатори (https://web.archive.org/web/20120206205745/http://bi.if.ua/), 81 організація, яка надає послуги страхування, 31 аудиторська компанія, 2 організації, які здійснюють лізингову діяльність, 5 бірж, 9 брокерських контор.

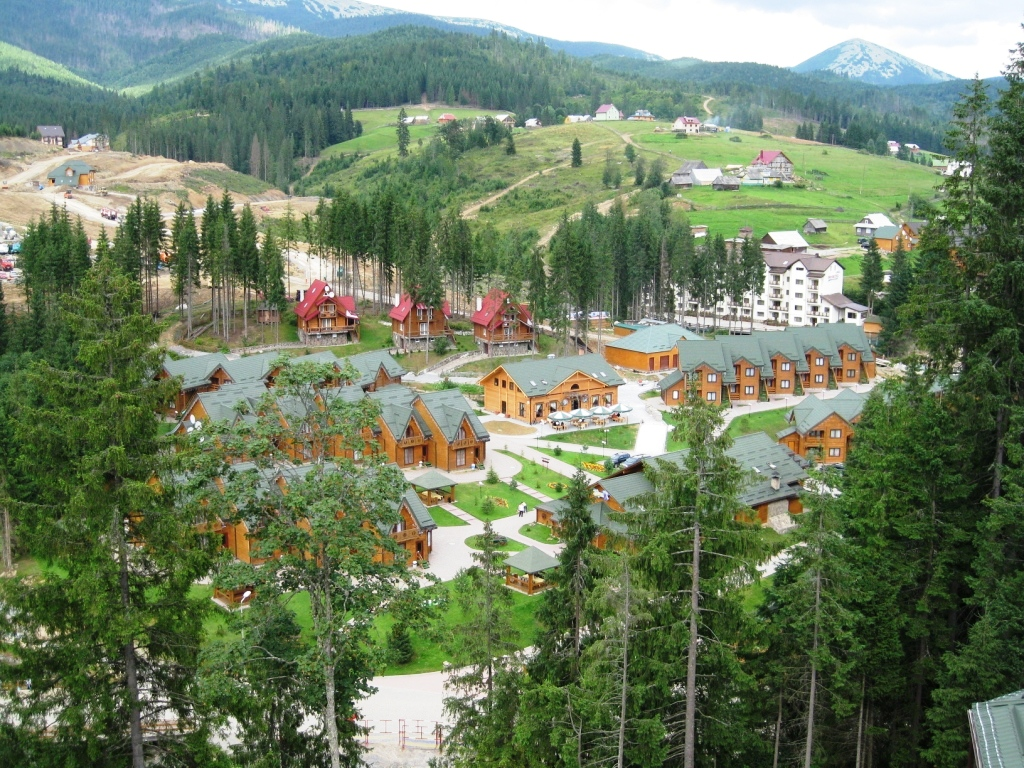
Гірськолижний курорт Буковель.

На Івано-Франківщині функціонують організації та установи, які займаються фінансовою діяльністю, а саме: з надання кредитів — 2, з випуску цінних паперів — 10, організації, які здійснюють брокерські операції — 14 та управління фінансовими ринками — 13, займаються іншими видами фінансового посередництва — 9, здійснюють фінансовий лізинг — 7 та займаються іншими видами грошового посередництва — 18.

#### Роздрібна торгівля
Оборот роздрібної торгівлі за 2009 р. становив 11 471,0 млн грн. Середньомісячний оборот на 1 жителя області у 2009 році склав 692,1 грн. (12 місце серед областей України).
У зв'язку з активним розвитком мережі гіпер- та супермаркетів кількість роздрібних ринків скоротилася із 117 у 2000 році до 100 у 2009 році.
Актуальними залишаються питання упорядкування їхньої роботи, ліквідації місць стихійної торгівлі, посилення контролю за якістю товарів, які реалізуються в роздрібній торговій мережі і на ринках області, збільшення пропозиції товарів вітчизняними, у тому числі місцевими, виробниками. У загальному обсязі продажу вони й займають 83,9 %, у тому числі продовольчі товари — 93,1 %, непродовольчі — 79,0 %, проте порівнюючи з минулими роками їхня частка у загальному товарообігу дещо скоротились.

## Підприємства області
- ВАТ «Прикарпаттяобленерго»
- ВАТ «Івано-Франківськцемент»

## Транспорт та інфраструктура

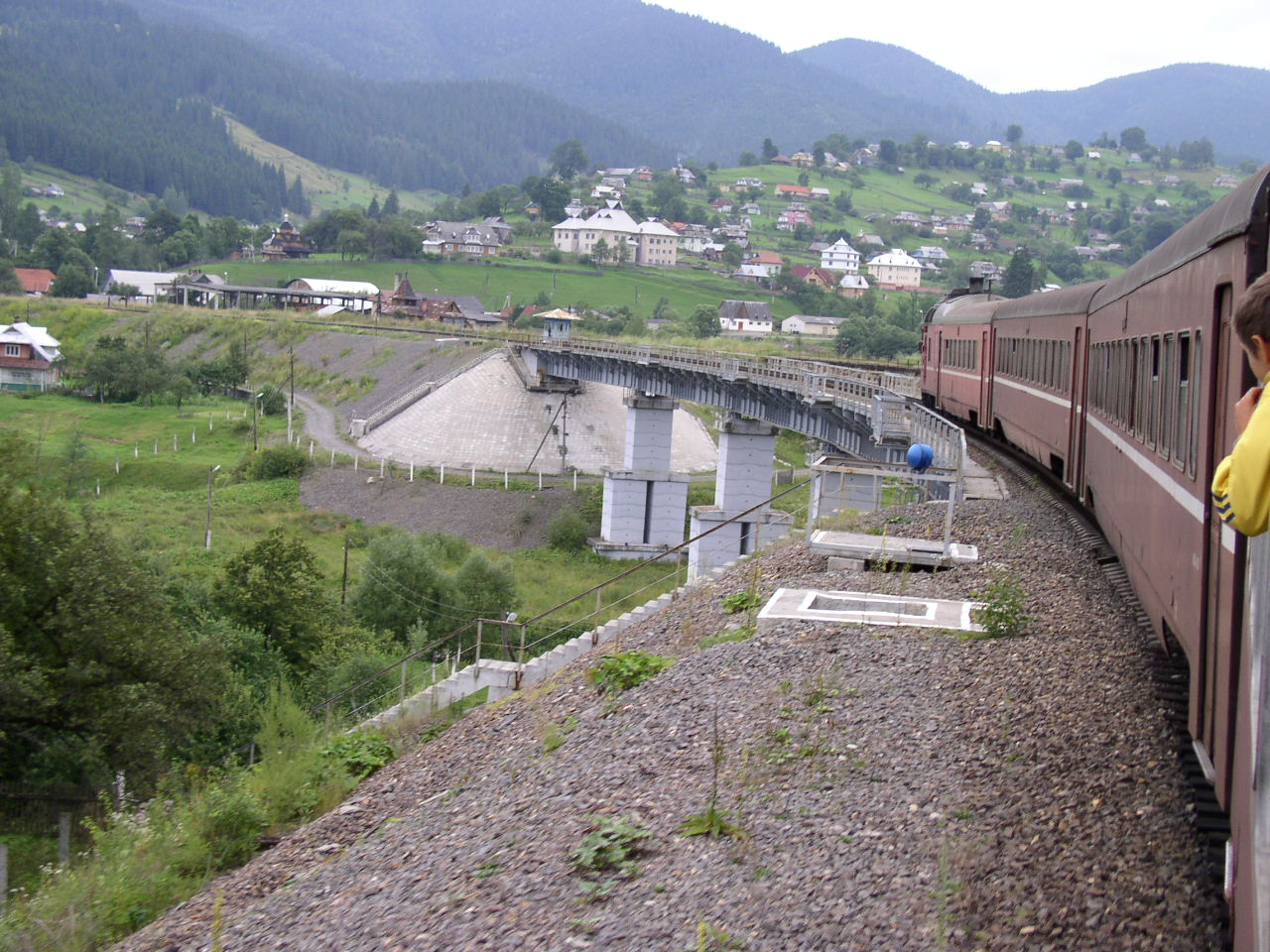
Потяг «Червона Рута».

Івано-Франківська область має добрі комунікаційні зв'язки із зовнішнім середовищем. Транспортна система області представлена залізничним, автомобільним, повітряним видами транспорту. Територія області входить в зону розвитку міжнародних транспортних коридорів.

### Залізничний транспорт
Одна із перших залізниць на території сучасної України — Львів — Чернівці — була прокладена в 1866 році теренами сучасної Івано-Франківської області. 1 вересня 1866 року перший потяг Львів — Чернівці пройшов територією області.
На початок 21 століття область характеризується відносно високою щільністю та загальною експлуатаційною довжиною залізничних колій, але недостатнім розвитком. На 2005 рік загальна протяжність залізниць становила 494 км та густота залізниць — 34,5 км на 1000 км. Через область не проходять важливі залізничні коридори. Залізничні колії не електрифіковані і переважно одноколійні.
Основним залізничним вузлом Івано-Франківської області є Івано-Франківськ. Курсують міжнародні потяги, що забезпечують пряме сполучення області із Білоруссю, Польщею, Росією, Молдовою. З року в рік зберігається чітка тенденція до збільшення обсягів перевезень, поліпшуються основні показники рухомого складу, продовжується робота з реконструкції та відновлення залізничних вокзалів області. Однак відчувається гостра необхідність оновлення рухомого складу, ступінь його зносу становить 65 %.

### Автомобільний транспорт

#### Мережа доріг
В Івано-Франківській області мережа автомобільних доріг загального користування становить 4 160,3 км, які поділяються на:
- державні (міжнародні, національні, регіональні та територіальні дороги)— 1264 км (30,3 %), що з'єднують м. Київ з адміністративними центрами областей та містами державного підпорядкування, районні центри між собою та з обласним центром;
- районні — 2 298 км (55,2 %), що з'єднують адміністративні центри районів з центрами населених пунктів;
- сільські — 598,3 км (14,4 %), що з'єднують центри населених пунктів між собою.

Питома вага штучних споруд на дорогах Прикарпаття більш як у 2 рази вища за середню в Україні. Більшість мостів (близько 70 %) побудовано в період до 1970 року, тобто за старими нормативами, і не відповідають сучасним вимогам.
З початку 1990-х років в області значно зросла інтенсивність руху, особливо великовагових транспортних засобів. Швидко зростає й парк власних транспортних засобів Тільки у 2005 році в порівнянні з 2004 роком кількість приватних легкових автомобілів зросла на 3083 одиниці, що призводить до швидкого руйнування доріг та мостових конструкцій, які не розраховані на такі навантаження.
Область має автобусне сполучення з низкою міст Молдови, Польщі, Словаччини, Чехії.

### Повітряний транспорт та інфраструктура
В Івано-Франківській області є 5 летовищ, хоча функціонує тільки один міжнародний аеропорт — «Івано-Франківськ». Летовища з твердим покриттям місцевого значення розташовані в містах Коломия і Косів, а два польові летовища — у містах Снятин і Городенка.
З Міжнародного аеропорту «Івано-Франківськ» виконувались щоденні регулярні авіарейси до Києва, епізодичні до Дніпра, та Харкова, сезонні чартерні рейси — в Анталію (Туреччина), Неаполь (Італія), Форлі (Італія) та інші країни.
Міжнародний аеропорт «Івано-Франківськ» має аеродром зі злітною смугою завдовжки 2500 м, обладнаний для приймання й обслуговування літаків за першою категорією ІКАО, зокрема таких, як Боїнг 767, Іл-62, Ту-154, Іл-76, Ту-134, Як-42 і класами нижче, а також гвинтокрилів і вертольотів всіх типів. За 2009 рік він обслужив загалом 96 тис. пасажирів. «Дніпроавіа» — найбільший перевізник в аеропорту Івано-Франківська.
Посадково-злітні смуги Івано-Франківського аеропорту служать 114-й бригаді тактичної авіації Військово-Повітряних Сил України. Над летовищем і областю часто кружляють їхні винищувачі МіГ-29. Більш як 30 ангарів і прилеглі доріжки аеродрому використовуються як стоянка для декілька десятків МіГ-29 і декілька тренувальних літаків Л-39. На базі аеродрому також базується біля десятка вертольотів.
Бетонна злітно-посадкова смуга коломийського аеродрому має довжину 2 500 метрів і може приймати літаки АН-2, вертольоти МІ-2, МІ-8. У цей час коломийський аеропорт не працює.
У місті Косів злітно-посадкова смуга завдовжки 1000 метрів приймає спортивні літаки.

### Трубопровідний транспорт
Через Івано-Франківську область проходить західний транзитний коридор транспортування газу. Його утворюють три магістральні газопроводи, які забезпечують безперервне постачання газу до країн Центральної та Західної Європи і є потужним газотранспортним каналом між Російською Федерацією та Європою. Подача газу споживачам здійснюється через 196 газорозподільні станції. Важливою ланкою виробничої діяльності є підземне зберігання газу в Богородчанському підземному сховищі, активна потужність якого становить 2,3 млрд м куб.

## Екологія
Івано-Франківщина посідає принизливе 22 місце серед регіонів України за результатами державного екологічного моніторингу, обійшовши навіть індустріальні регіони Сходу Щороку в прикарпатські річки потрапляє 30 млн кубометрів неочищених стоків. З 118 очисних споруд задовільно працює десяток, ефективно працює 3—4 очисні споруди. З 30 полігонів для відходів порівняно безпечним для довкілля можна вважати лише звалище в Рибному, куди звозять сміття з Івано-Франківська.
До територій з найскладнішою екологічною ситуацією належать Галицький район, де функціонує Бурштинська ТЕС, Калуський район — з хімічним гігантом ВАТ «Карпатнафтохім», Надвірнянський район — з нафтопереробним заводом ВАТ «Нафтохімік Прикарпаття». Складною екологічною ситуацією характеризується також Тисменицький район, де зосереджені промислові вузли обласного центру. Місто Бурштин одне з самих забруднених міст України завдяки електростанції. Калуш об'явлено зоною надзвичайної екологічної ситуації через витік розсолів з Домбровського кар'єру калійних руд. Кризовими зонами можна вважати території радіоактивного забруднення внаслідок аварії на ЧАЕС у Коломийському та Верховинському районах.
Основними проблемами екології є:
- скиди забруднених стічних вод у водойми Прикарпаття
- побутові відходи, органічне забруднення
- атмосферні викиди Бурштинської ТЕС і ВАТ «Івано-Франківськцемент»

### Водні ресурси
У зв'язку зі зменшенням обсягів використання води у народному господарстві, головним чином за рахунок промисловості, протягом останнього часу мала місце тенденція до зменшення обсягів скидів зворотних вод у водойми області. При цьому основними забруднювачами поверхневих вод області є КП «Івано-Франківськводоекотехпром» (скид недостатньо очищених стічних вод у 2005 році становив 21,1 млн м3), ВАТ «Нафтохімік Прикарпаття» (5,146 млн м3) та ТзОВ «Уніплит» (0,984 млн м3).
За даними гідрохімічних досліджень поверхневих вод області якісний стан води р. Дністер в межах області протягом останніх п'яти років характеризується сталими показниками забруднення. Певне зниження рівня забруднення річки пояснюється зменшенням обсягів водовідведення забруднених стоків, починаючи з 1992 року.
Необхідно зауважити, що більша частина антропогенного навантаження на водотоки області припадає на малі річки — притоки Дністра, в басейні якого розміщується більшість водокористувачів області. Так, останнім часом значно погіршилася якість води у річці Сівка, в яку, крім дренажних вод Домбровського кар'єру, потрапляють теплообмінні води виробничих підрозділів ЗАТ «Лукор» (Калуш). Як наслідок, концентрація органічних забруднень за БСКп, показники мінералізації, вмісту хлоридів, магнію і заліза в районі селища Войнилів Калуського району постійно більше ніж удвічі перевищують гранично допустимі. Якісний стан р. Ворона останнім часом дещо покращився за рахунок реконструкції і переоснащення ВАТ «Нафтохімік Прикарпаття», хоча концентрація органічних забруднень за БСКп надалі перевищує допустиму норму у 2 рази. Якість води в р. Бистриця Солотвинська та Бистриця Надвірнянська, які є джерелом питного водопостачання Івано-Франківська, загалом відповідає санітарним вимогам, однак в період проходження повеней і паводків спостерігається перевищення ГДК за БСКп, залізом та завішеними речовинами. Водночас, через неефективну роботу комплексу біологічної очистки погіршився якісний стан води в Бистриці нижче випуску стічних вод Івано-Франківська.
Протягом останніх п'яти років триває інтенсивне забруднення стічними водами ТзОВ «Уніплит» притоки Свічі — р. Саджавка (БСКп — 258 О2 /дм3, вміст азоту амонійного — 5,3 мг/дм3, заліза — 3,4 мг/дм3, розчиненого кисню — 2,2 мг/дм3).
Якість води у верхів'ях Прута в межах області, не зважаючи на певне покращення, залишається незадовільною за рахунок органічного забруднення та високого вмісту заліза, які в у контрольному створі м. Яремчі сягають відповідно 3,9 О2 /дм3 та 0,44 О2 /дм3, перевищуючи гранично допустимі показники.

### Атмосферне повітря
Основними забруднювачами атмосферного повітря на території області є підприємства-виробники електроенергії, газу та води, викид яких становить близько 87 % від валового обсягу викидів в області, а також автотранспорт (20 %). На підприємства обробної та видобувної промисловості в середньому припадає по 2 % викидів. Загалом в межах області викиди в атмосферне повітря здійснюють близько 200 промислових підприємств.
Найбільшу частку у структурі викидів становлять сполуки сірки (близько 71,8 % всіх викидів в області), тверді завислі частинки (13,6 %) та сполуки азоту (6,8 %). Загалом протягом 2009 року в атмосферне повітря регіону потрапляє близько 200 тис. тонн забруднюючих речовин. За щільністю викидів (18 т/км²) область займає п'яте місце в Україні.
Найбільшими забруднювачами атмосферного повітря на території області є Бурштинська ТЕС, ВАТ «Нафтохімік Прикарпаття», ВАТ «Івано-Франківськцемент» тощо.

### Земельні ресурси
Загальний земельний фонд області становить 1392,7 тис. га. Менше половини (46,5 %) території зайнято сільськогосподарськими землями, майже стільки ж (45,7 %) — лісами та іншими лісовкритими площами, 4,3 % становлять забудови, 0,2 % — болота, 1,6 % — інші землі та 1,7 % — території, зайняті водою.
Земельні ресурси області належать до екологічно вразливих, що обумовлено гірським рельєфом, високим ступенем господарської освоєності території, значним використанням важкої сільськогосподарської техніки, високою щільністю населення, поселенським навантаженням, наявністю понад 500 підприємств енергетичної, хімічної, нафтогазовидобувної, нафтопереробної й деревообробної промисловості, розвитком лісогосподарського та агропромислового комплексів.
На території області є понад 2000 нафтогазових свердловин, значна кількість нафто- і газопроводів, 135 очисних споруд, 28 полігонів твердих побутових відходів, а також полігони промислових відходів Бурштинської ТЕС, Калуської ТЕЦ, ДП «Калійний завод», ВАТ «Оріана». Усе це забруднює ґрунтовий покрив, виводить з використання значні площі земельних ресурсів.
Аналіз даних сучасного стану і співвідношення угідь свідчить про те, що найбільші порушення відбулися в передгірських і рівнинних районах. Ступінь сільськогосподарської освоєності території тут коливається в межах відповідно 53—62 % і 63—76 %. Загальна розораність перевищує межу екологічної збалансованості як у рівнинних (54 %), так і в передгірських районах (43 %). Сільськогосподарська освоєність гірських районів нижча — в середньому 30 % при загальній розораності території 12 % і розораності сільськогосподарських угідь 41 %.
Однією з найбільших екологічних проблем, пов'язаних з розорюванням земель на схилах з кутом нахилу поверхні понад 5°, відсутністю системи протиерозійних заходів на сільськогосподарських угіддях тощо, є розвиток ерозійних процесів і зниження родючості ґрунтів. Загалом площа еродованих земель на території області становить 130,0 тис. га, у тому числі 98,0 тис. га ріллі.
У зв'язку з Чорнобильською катастрофою, в Івано-Франківській області є радіоактивно забруднені землі загальною площею 606 км², на яких розташовано 35 населених пунктів.

### Стан утилізації та захоронення відходів
За даними державної статистичної звітності на території області накопичено 46,9 млн т відходів (1,6 % накопичених в Україні відходів), у тому числі:
- 1-го класу небезпеки — 11 тис.т (гексахлорбензол, ТзОВ «Оріана-Галев», м. Калуш);
- 2-го класу небезпеки — 1 тис.т (відпрацьовані неорганічні кислоти ЗАТ «Лукор», непридатні пестициди — 180 т);
- 3-го класу небезпеки — 37,9 тис.т (нафтошлами НГВУ «Долина-нафтогаз»- 5 тис.т, плав солей ЗАТ «Завод ТОС» — 5 тис.т, гальваношлами ─ 1,6 тис.т, у тому числі ВАТ «Коломиясільмаш» — 1 тис.т, відходи виробництва калійних добрив ВАТ «Оріана» — 19 тис.т);
- 4-го класу небезпеки — 46,8 млн т (зола та шлаки Бурштинської ТЕС — 28 млн т, галіти, мул ВАТ «Оріана» — 15 млн т, ТПВ — 1 млн т).

Щороку на території області утворюється 15,5 тис. т відходів 2—3 класів небезпеки, 700 тис. т мало-небезпечних (золи, шлаку), 120 тис.т. твердих побутових відходів, 40 тис. м³ тирси. З них захоронюється 600 тис.т/рік. Промислові відходи накопичуються у 59 накопичувачах, які займають загальну площу 500 га, побутові — на 27 полігонах твердих побутових відходів у містах та селищах.
Відсутність системи роздільного збору твердих побутових відходів призводить до вивезення вторинних матеріальних ресурсів (поліетилен, ПЕТ пляшки, складська тара, папір) на звалища. Органами місцевого самоврядування майже не вирішується питання виділення земельних ділянок під полігони для ТПВ в сільських населених пунктах. Як наслідок, майже 40 % сільських населених пунктів не мають відведених ділянок для вивезення твердих побутових відходів.
Проблемним питанням, насамперед у гірських районах (Косівському, Верховинському, Яремчанській міській раді) є утилізація відходів лісопильно-деревообробних виробництв, які належать до 4-го класу небезпеки. Більшість з них складують відходи на своїй території, а іноді і в руслах річок. Загалом в області діє понад 500 деревообробних підприємств, на яких щороку утворюється 40 тис. м³ тирси.

### Природні території з особливим статусом охорони
Основу природно-заповідного фонду області становлять природний заповідник «Горгани» площею 5,3 тис.га, 3 національні природні парки (Карпатський, Галицький та «Гуцульщина»), загальна площа яких становить 97,5 тис.га (49,7 % площі всіх заповідних об'єктів області), 2 регіональні ландшафтні парки (Дністровський та Поляницький) загальною площею 38,4 тис.га; 60 заказників загальною площею 45,8 тис.га, з них 10 — загальнодержавного значення площею 5,4 тис.га, 50 — місцевого значення площею 40,4 тис.га.
Найвищий відсоток заповідності в Косівському (55,4 %), Галицькому (20,1 %), Городенківському (19,2 %), Верховинському (17,1 %), та Долинському (10,6 %) районах. У Коломийському, Рогатинському та Снятинському районах відсоток заповідності становить менше одиниці. На даному етапі підготовлено матеріали на створення на території області 15 нових природно-заповідних об'єктів загальною площею 31,2 тис. га.

## Засоби масової інформації

### Телеканали

#### Регіональні
- Суспільне Івано-Франківськ
- РАІ (Івано-Франківськ)
- Галичина TV (Івано-Франківськ)
- 3 tv (Івано-Франківськ)

#### Місцеві
- К-402 (Івано-Франківськ)
- Вежа (Івано-Франківськ)
- НТК (Коломия)
- Надвірна TV (Надвірна)

### Радіостанції

#### Регіональні
- РАІ (Івано-Франківськ)
- Західний полюс (Івано-Франківськ)
- Радіо «Дзвони» (Івано-Франківськ)
- Українське радіо. Івано-Франківськ (Івано-Франківськ)

#### Місцеві
- Радіо Вежа (Івано-Франківськ)
- Сяйво (Коломия)
- Радіо Варта (Косів)
- Радіо Шанс (Калуш)
- Хвиля гір (Долина)
- Гуцульське радіо
- Калуш FM (Калуш)
- Гуцульська столиця (Верховина)

## Культура

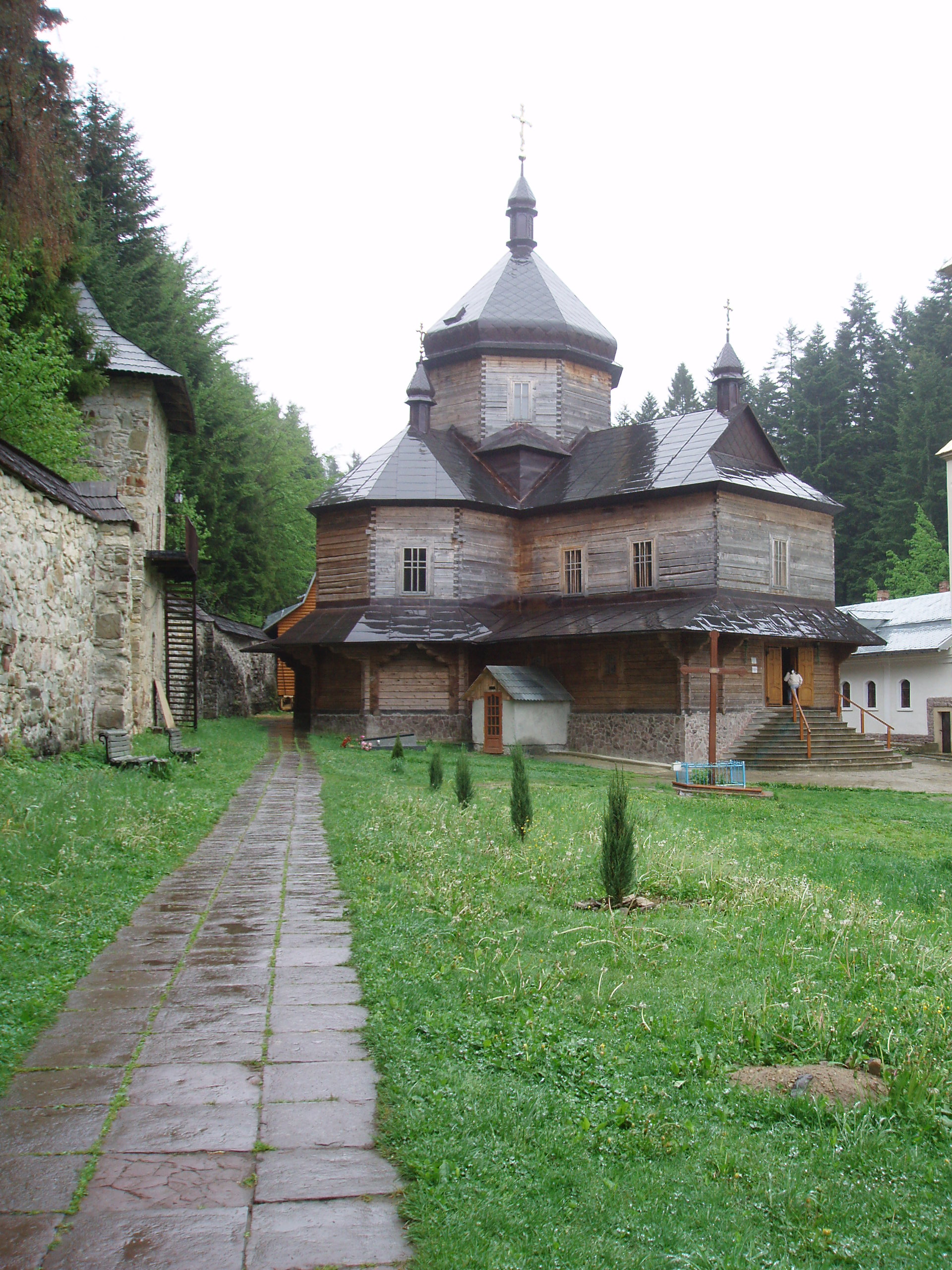
Манявський скит.

Тут же розвинуті різні види художніх народних промислів. Під руками різьбярів, гончарів, вишивальниць, писанкарок, мосяжників народжуються мистецькі твори, що розходяться світом і які можна побачити в музеях від Києва до Нью-Йорка і Торонто. Визначним центром гуцульського мистецтва є Косів, в якому цілий рік діє ярмарок народних ремесел.
На території області знаходяться 3947 об'єктів культурної спадщини, 162 з них — національного значення. До Списку історичних населених місць України включено такі міста і селища міського типу Івано-Франківщини: Івано-Франківськ, Більшівці, Богородчани, Болехів, Букачівці, Бурштин, Войнилів, Ворохта, Галич (разом із селами Крилос і Шевченкове), Гвіздець, Городенка, Делятин, Долина, Заболотів, Калуш, Коломия, Косів, Кути, Надвірна, Обертин, Отинія, Рогатин, Рожнятів, Снятин, Солотвин, Тисмениця, Тлумач.
Івано-Франківщина славиться культурно-історичною спадщиною. На її території взято під охорону держави 3,5 тис. пам'яток історії та культури. Такі давні і цінні пам'ятки як церква Пантелеймона під Галичем (XII ст.), церква Святого Духа з мистецьким іконостасом в Рогатині (XVI ст.), Манявський скит (XVII ст.), дерев'яні гуцульські і бойківські храми відомі за межами країни.
В області є п'ять міст, що згадуються в давньоруських літописах. Серед них Тисмениця (1143), Снятин (1158), Тлумач (1213), Коломия (1240). Та найдавнішим є Галич, перша згадка про який сягає 898 року. Пізніше він став столицею могутнього Галицького князівства і Галицько-Волинської держави. Пам'ятки княжого Галича представлені в національному заповіднику «Давній Галич».
З тих давніх часів землі, що ділили спільну долю: Івано-Франківська, Львівська та Тернопільська області — мають історичну назву — Галичина. Мешканці краю відомі своїм високим почуттям патріотизму, національною свідомістю, прагненням до волі. Незалежність України 1990—1991 рр. була здобута не в останню чергу завдяки масовим діям і високій організованості галичан.
Також в області на всіх рівнях проводять конкурси іграшок-сувенірів.

## Видатні особистості

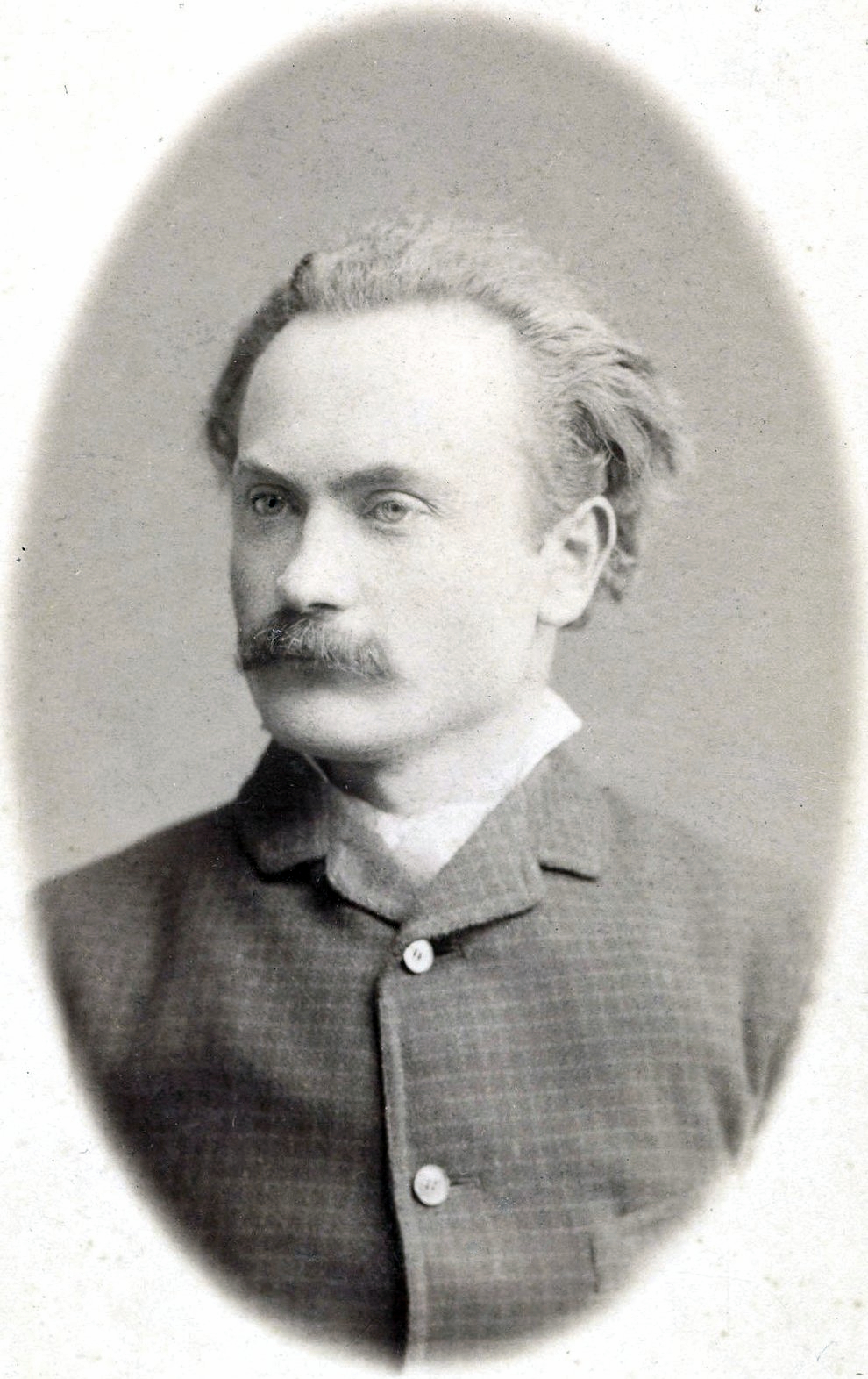
Франко Іван Якович.

Івано-Франківщина є батьківщиною оспіваних у Слово о полку Ігоревім князя Ярослава Осмомисла і княгині Ярославни, дівчини-патріотки з Рогатина, що увійшла в історію під ім'ям Роксолани і як дружина султана відіграла значну роль у політичному житті Османської імперії XVI ст. Тут народились керівник опришківського руху Олекса Довбуш, сподвижник Богдана Хмельницького Семен Височан, письменники Іван Вагилевич, Василь Стефаник, Марко Черемшина, Лесь Мартович, Марійка Підгірянка, мистецтвознавець Святослав Гординський, композитор Анатолій Кос-Анатольський, художники Ярослав Пстрак та Василь Касіян, скульптори Михайло Бринський та Григорій Крук, провідні діячі національно-визвольного руху Дмитро Вітовський та Степан Бандера.
Тут бували і працювали Іван Франко, Михайло Грушевський, Денис Січинський, Олександр Олесь, Богдан Лепкий, Олекса Новаківський, Михайло Коцюбинський, Максим Рильський. 1919 року, коли Станиславів був столицею ЗУНР, тут в різний час побували Володимир Винниченко, Симон Петлюра, Євген Коновалець. Також тут жив і творив Народний Артист СРСР Шеремета Тарас.

## Туризм
Область має значну туристично-оздоровчу базу. Понад 130 об'єктів санаторно-курортних та оздоровчих закладів усіх форм власності можуть одночасно прийняти близько 14 тисяч туристів.
Туристи із задоволенням знайомляться з пам'ятками і музеями Івано-Франківська та Коломиї, проходять стежками славного ватажка карпатських опришків Олекси Довбуша. Нині опрацьовуються маршрути слідами боїв Української Повстанської Армії, яка найдовше вела боротьбу із загарбниками саме на території цього краю.
Туристичні послуги надають 29 туристичних підприємств. Найзначніші серед них — «Івано-Франківськтурист», Генеральне агентство з туризму в Івано-Франківській області, обласний центр туризму і краєзнавства учнівської молоді. Туристів із дальнього зарубіжжя приймає спільне підприємство «Аускопрут». Серед приватних підприємств найбільші обсяги обслуговування мають підприємства «Оле-тур» (Івано-Франківськ) та «Спорт-тур» (Косів).
Область продовжує розвивати туристичну галузь і представляє нові туристичні продукти.

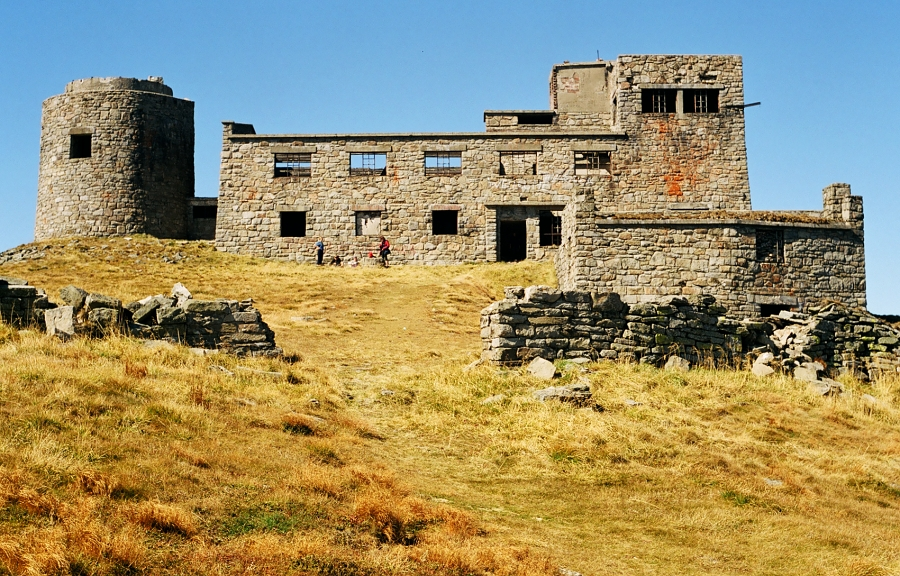
Руїни обсерваторії
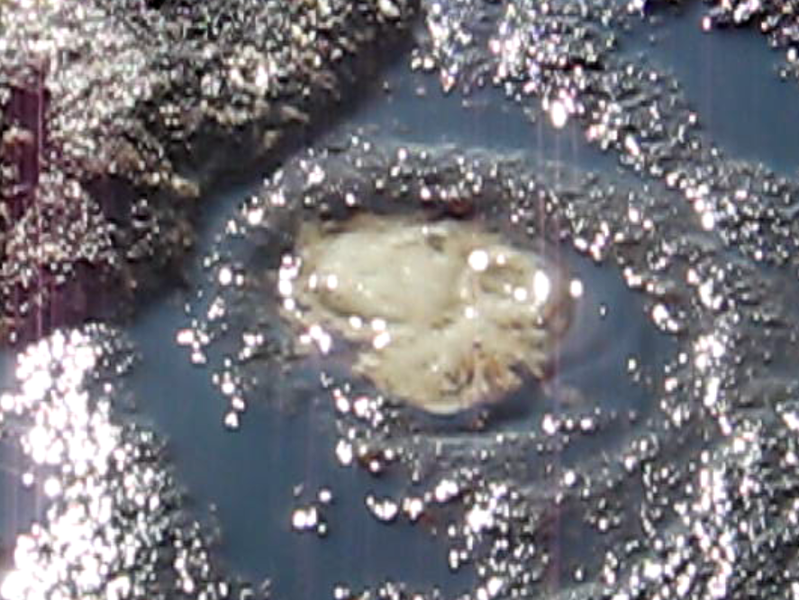
Старунський грязевий вулкан
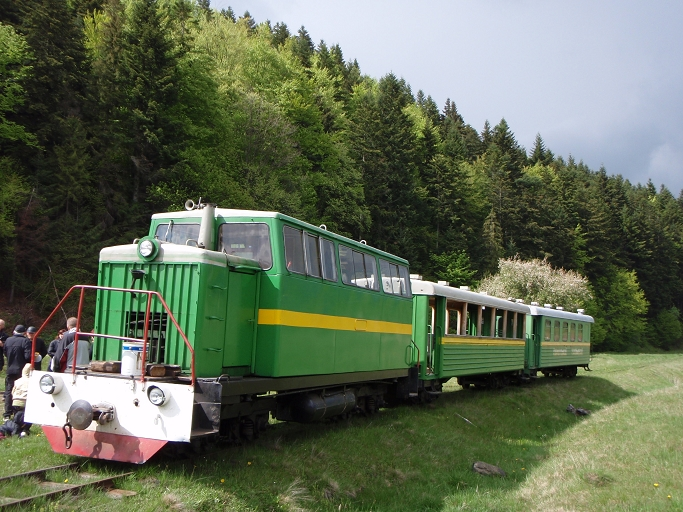
Карпатський трамвай
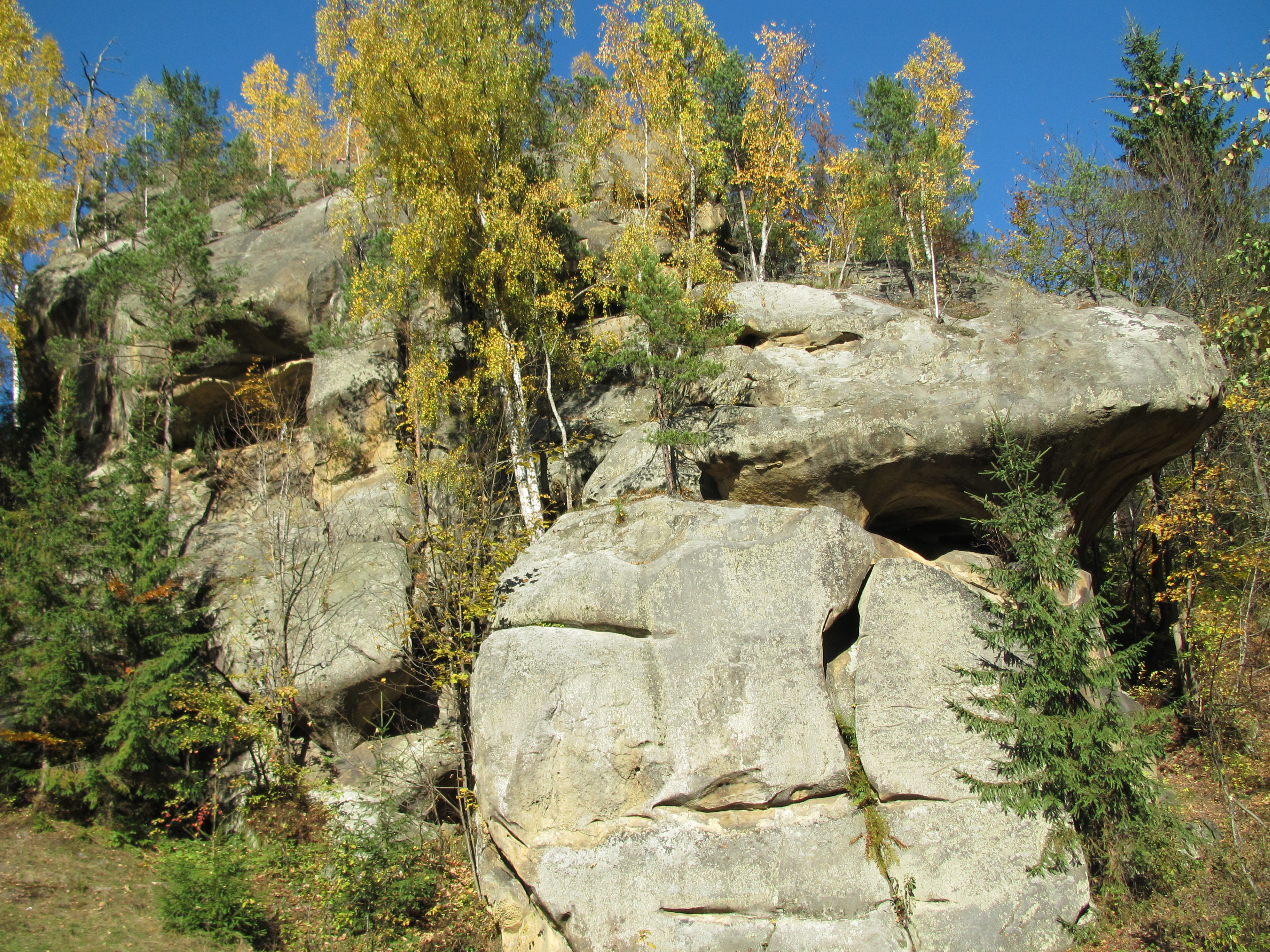
Терношорська Лада
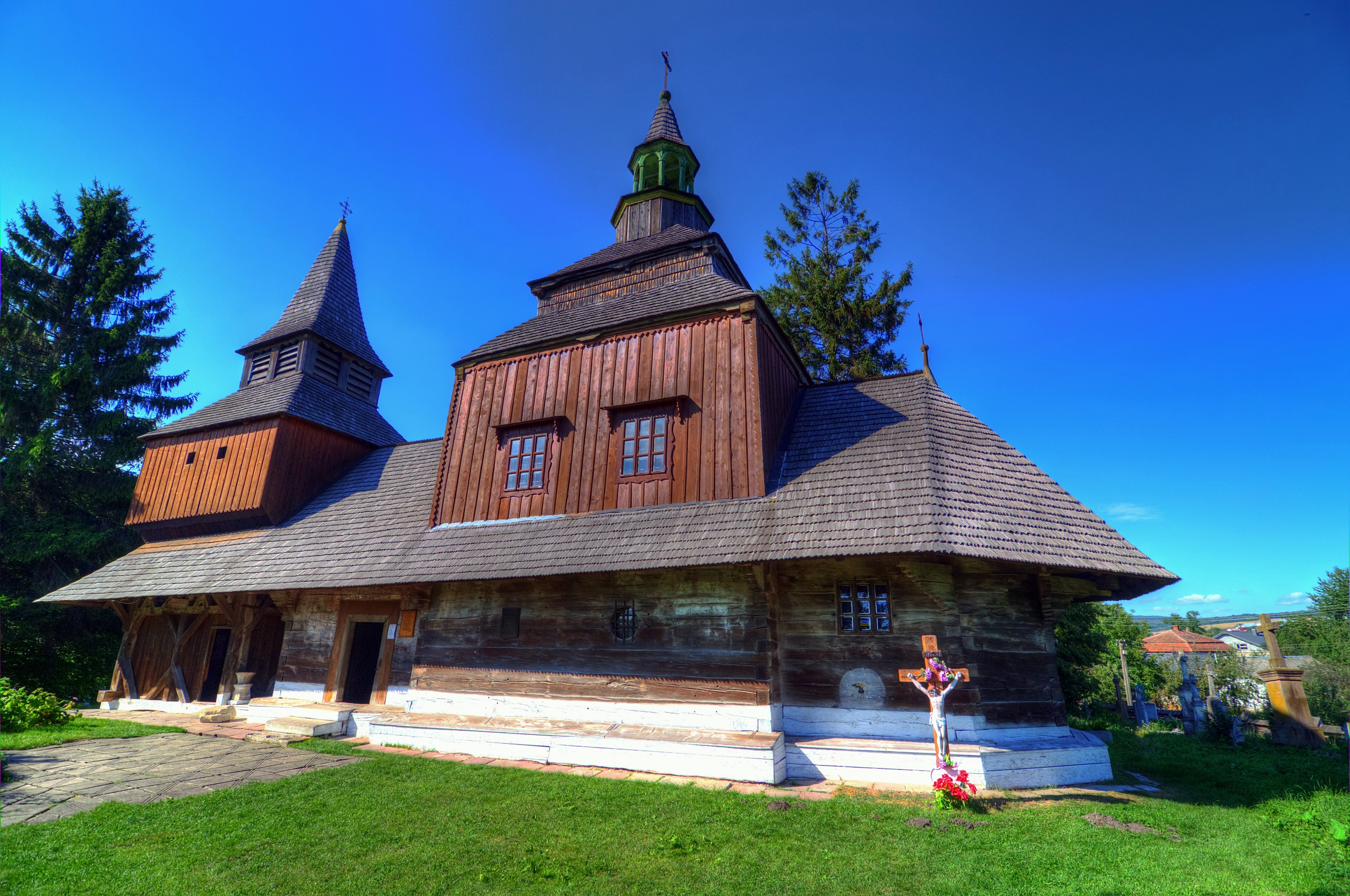
Церква Святого Духа (Рогатин)
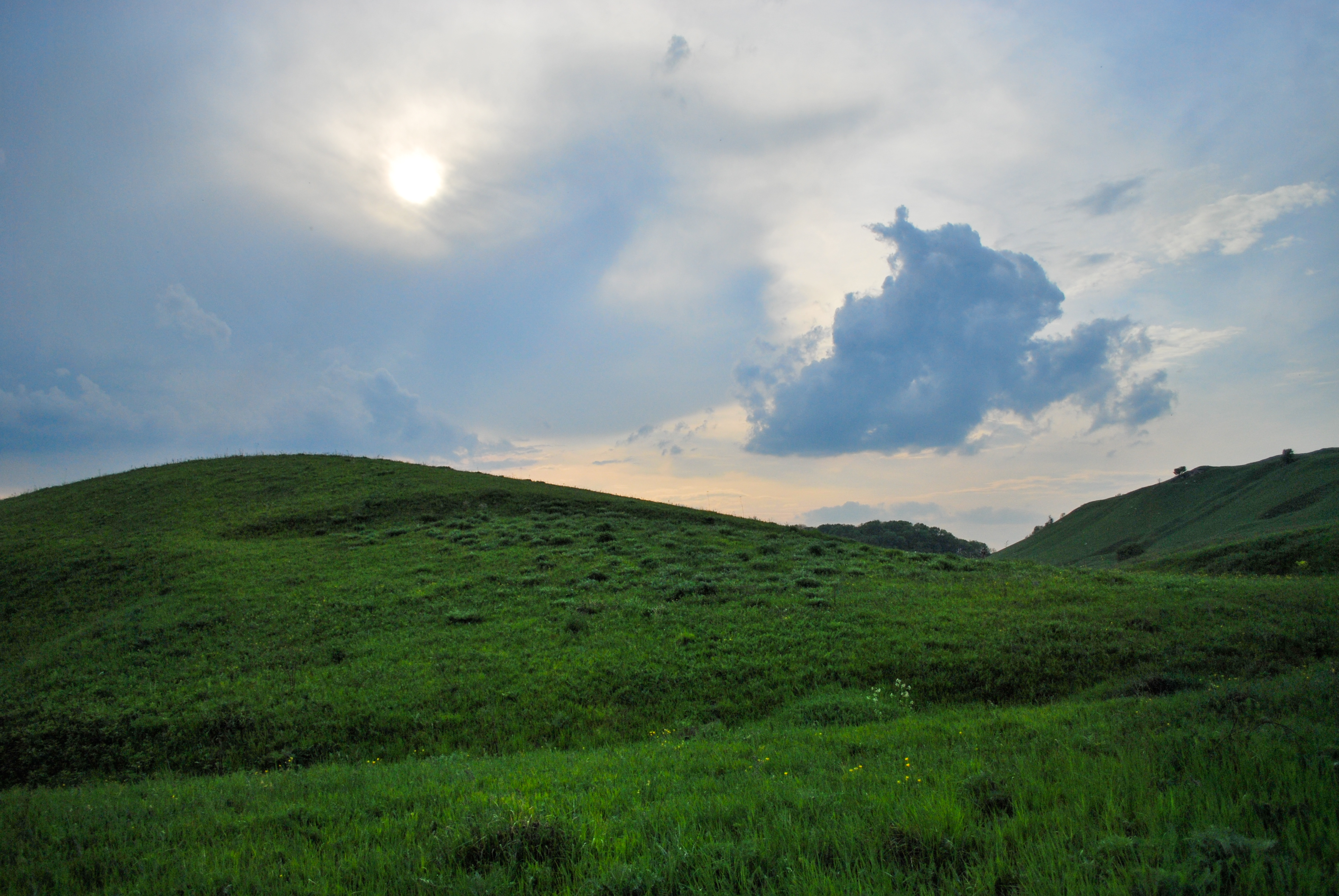
Касова Гора
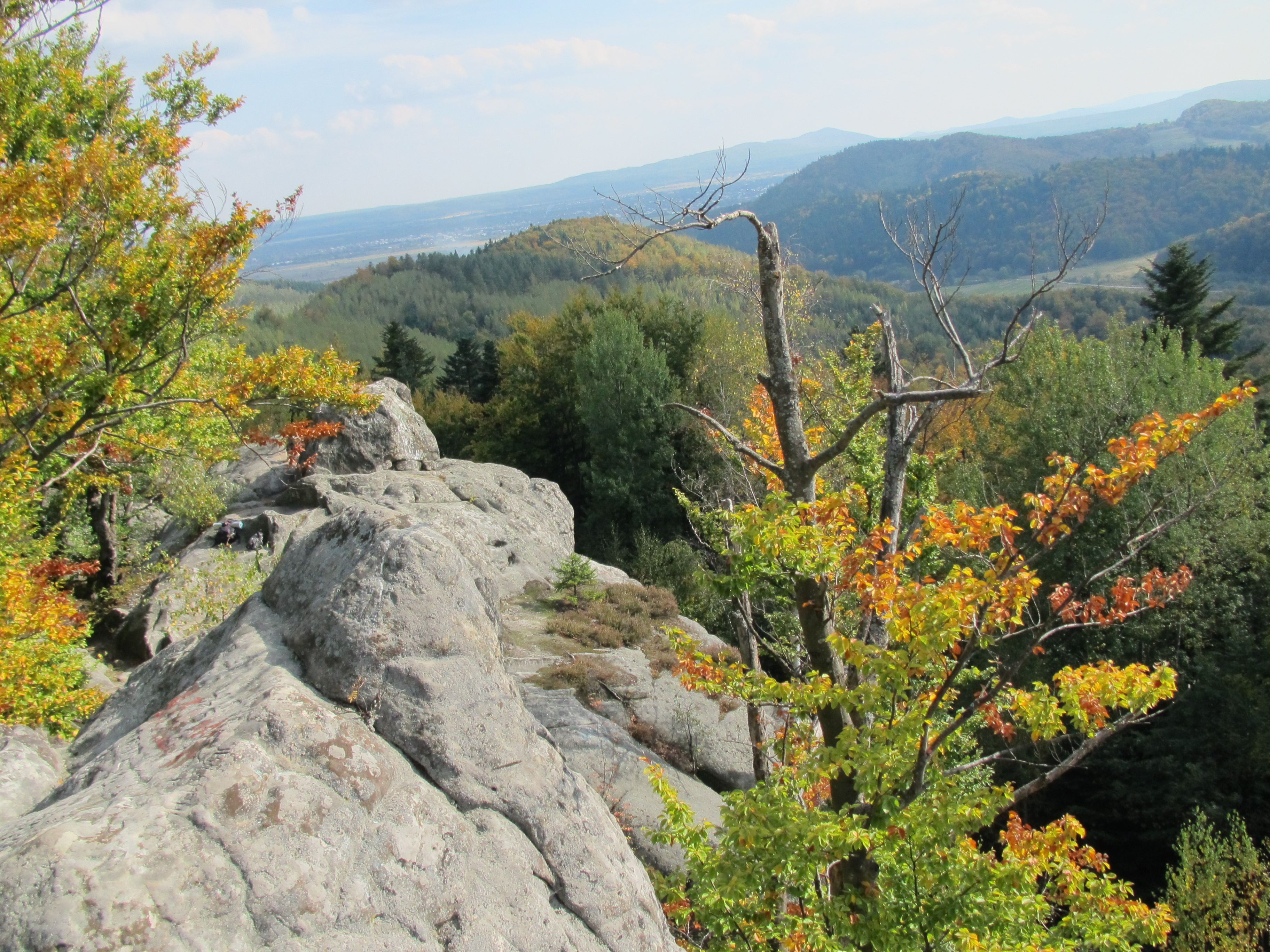
Павлівський Камінь
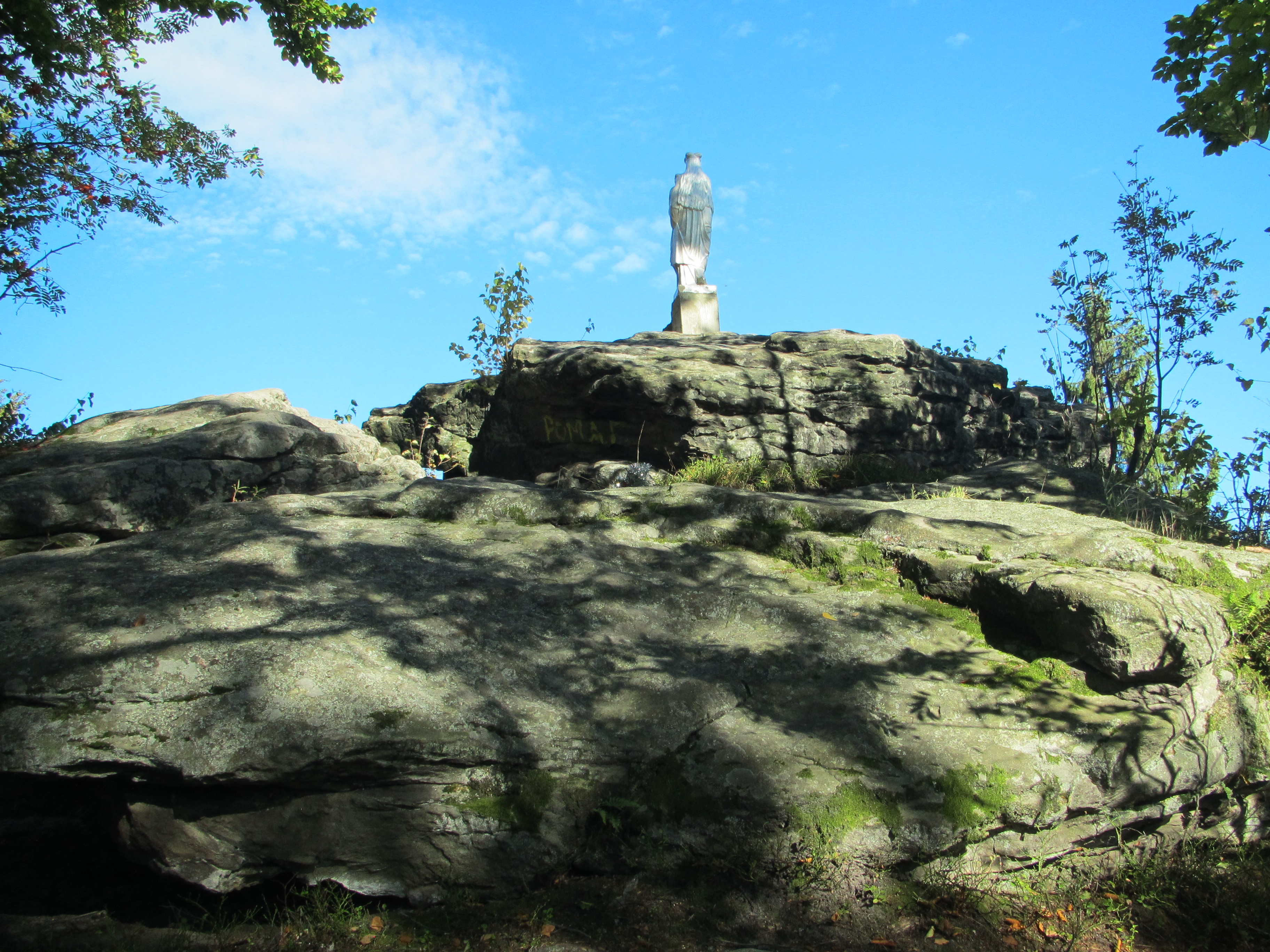
Ріпненський Камінь

### Унікальні туристичні об'єкти

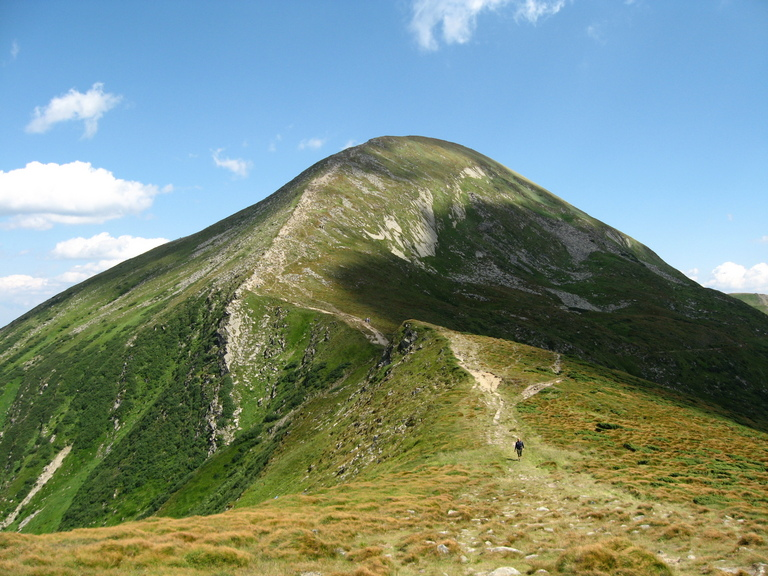
гора Говерла.

- Природні об'єкти

 — гора Говерла (2061 м, Чорногірський хребет) — найвища гора України, що розташована на межі Івано-Франківської та Закарпатської областей в межах Карпатського національного природного парку. Має конусоподібну форму. Складається з пісковиків і конгломератів. Вкрита альпійськими луками, чагарниковими пустищами, подекуди — кам'яні осипища. Біля підніжжя бере свій початок каскадом водоспадів річка Прут.
— Скелі Довбуша — пам'ятка природи загальнодержавного значення поблизу с. Бубнище. Кам'яний лабіринт шириною 200 метрів тягнеться зі сходу на захід майже на кілометр посеред букового та смерекового лісу. Це неповторне за своїми формами і розташуванням нагромадження гігантських скель, каменів, що нагадують дивовижні істоти та споруди, притягує до себе тисячі екскурсантів, і є улюбленим місцем тренування альпіністів і скелелазів. Скелі Довбуша, або «Карпатський Сфінкс», є складовою постійно діючих туристично-пізнавальних та екскурсійних маршрутів, які обслуговують відпочивальників санаторно-курортних закладів Львівщини (Трускавець, Моршин).
— Манявський водоспад — найвищий в області та другий в Українських Карпатах (після Ялинського) водоспад висотою до 20 м. Знаходиться в Богородчанському районі на річці Манявка, недалеко від села Пороги і Манявського скиту.
— Старунський грязьовий вулкан (с. Старуня) — геологічна пам'ятка природи — єдиний вулкан що діє в Західній Україні, що виник внаслідок людської діяльності. Уперше проявив себе у 1977 році після землетрусу в горах Вранча в Румунії. Тоді на конусоподібному пагорбі діаметром близько 50 м з'явилися перші кратери, з яких вихлюпувалися рідина, грязі та газ. Відтоді вулкан «дихає» через десятки менш активних мінікратерів. Водночас наявні на території Старунського вулкана озокерит, гарячі грязі, воду високої мінералізації володіють цінними лікувальними властивостями.
- Пам'ятки архітектури, культури, історії, техніки — Астрономо-метеорологічна обсерваторія на г. Піп Іван (2020 м), Верховинський район, найвище розташована споруда в Україні, збудована 29 липня 1938 р. Інша назва об'єкта — «Білий Слон». Піп-Іван має пірамідальну форму, у привершинній частині — кам'яні розсипища. Є давньольодовикові форми рельєфу. Складається з пісковиків. Вкритий переважно субальпійською рослинністю. Поширені чагарники (яловець сибірський, рододендрон) і ялинові ліси (до висоти 1500—1600 м). Свою назву дістав від скелі на вершині, яка нагадувала попа в рясі. Нині від скелі залишилася безформна купа каміння.

Музей «Писанка»

 — Музей «Писанка» у Коломиї, збудований у 2000 році. Центральна частина будинку має форму писанки висотою 13 м. Це єдиний у світі музей писанкового розпису — одного з найяскравіших і найзагадковіших проявів таланту та глибини пам'яті народу.
— Самобутній центр гуцульського мистецтва — село Яворів, Косівський район. Самобутня культура гуцулів та яворівчан, зокрема, проявляється в архітектурі, господарських та побутових
речах, декоративно-вжиткових виробів, декорованих магічними солярними знаками та оберегами. Здавна Яворів славиться ліжниками — грубими вовняними покривалами з рельєфною поверхнею і довгим пухнастим двостороннім ворсом, з гуцульськими узорами з плавним переходом одного кольору в інший. Сьогодні ліжник — один з найстаріших видів інтер'єрного ткацтва, який чудово гармоніює з сучасними інтер'єрами
— «Карпатський трамвай» — унікальний комплекс Карпатських вузькоколійних залізниць в Калуському районі, який є перлиною історико-технічної культурної спадщини України. Програма перевезення туристів «Карпатський трамвай» започаткована в 2003 році. Діють програми Мізунською колією за маршрутом Вигода-Мізунь-Дубовий кут, Мендунок, Соболь і до підніжжя гори Магура (1354 м н.р.м.). Першими пасажирами «трамваю» стали гості з Німеччини, Англії, Польщі, України. Протяжність вузькоколійки становить 70 км.
— Національний заповідник «Давній Галич», створений з метою збереження пам'яток історії і культури Галича, на заповідних територіях, які охоплюють майже 80 км² земель давнього Галича та його околиць. Під охороною знаходяться пам'ятки загальнодержавного та світового значення, фундаменти 14 літописних церков XII—XIII ст., понад 200 пам'яток археології, 18 природоохоронних об'єктів, органічно пов'язаних з пам'ятками історії і архітектури.

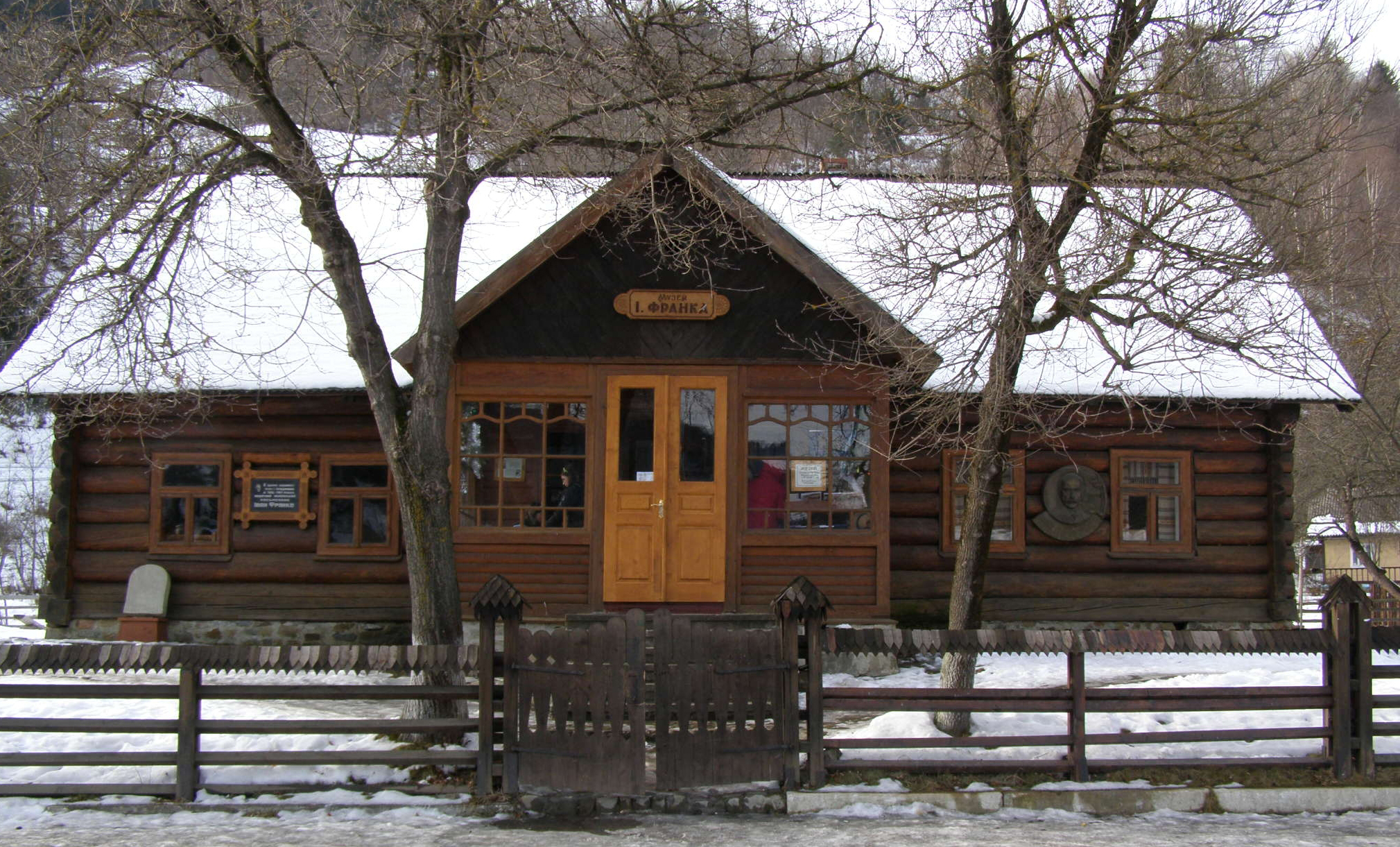
Музей І.Франка, с. Криворівня

 — музей Івана Франка та хата-ґражда, с. Криворівня Верховинського району, яке є одним з найстаріших сіл на Гуцульщині, відомий етнограф В. Гнатюк назвав його «українськими Афінами». У центрі села жив, творив і відпочивав майже щоліта з 1900 по 1914 рр. письменник Іван Франко, у цьому будинку тепер міститься літературно-меморіальний музей письменника. Село було місцем зустрічей, праці і відпочинку видатних діячів української культури: М. Грушевського, В. Стефаника, Л. Українки, М. Коцюбинського, М. Черемшини, О. Кобилянської, Г. Хоткевича. Тут створювались такі шедеври української кінематографії, як «Тіні забутих предків», «Анничка», «Довбуш». На присілку Заріччя можна оглянути унікальну відреставровану хату-ґражду, пам'ятку дерев'яної гуцульської архітектури.
— Гошівський монастир — греко-католицький монастир чину св. Василія Великого у селі Гошеві Калуського району. Вважається однією із найвеличніших релігійних та історико-архітектурних святинь Західної України. Його щорічно відвідує кілька мільйонів прочан з різних країн Європи.

### Замки й фортеці

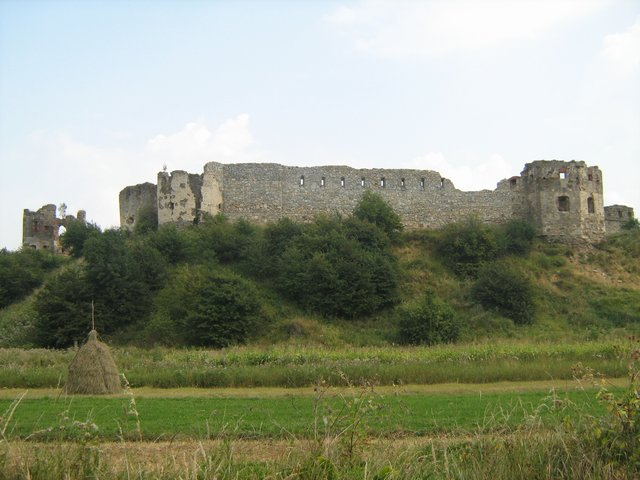
Пнівський замок
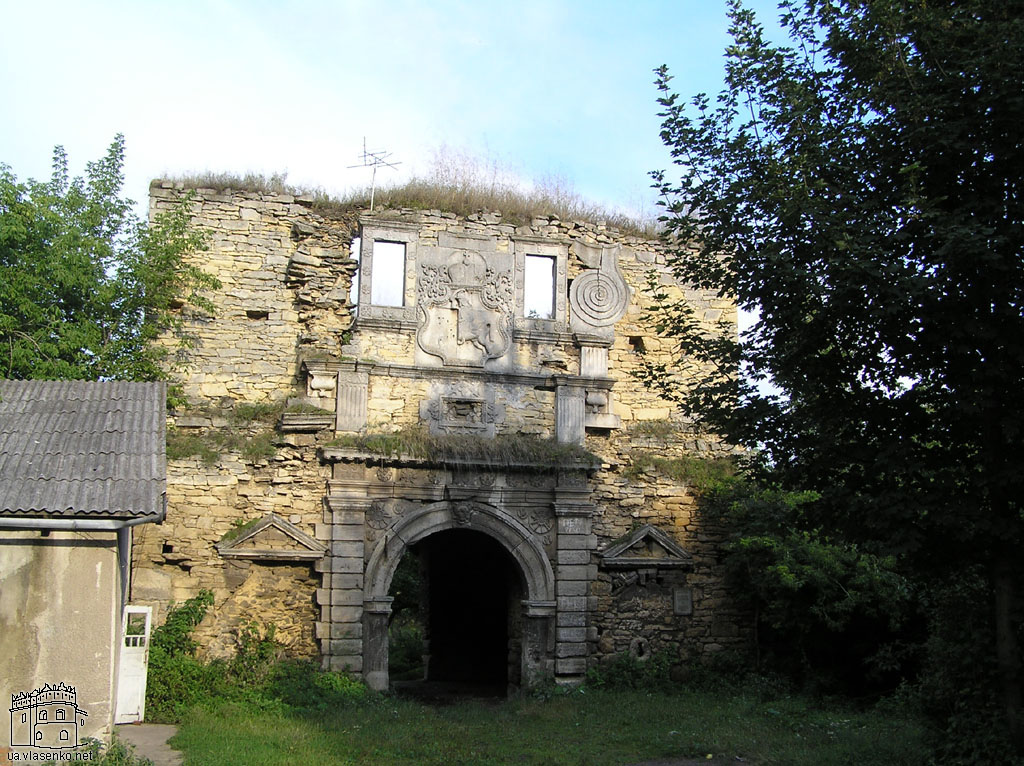
Чернелицький замок
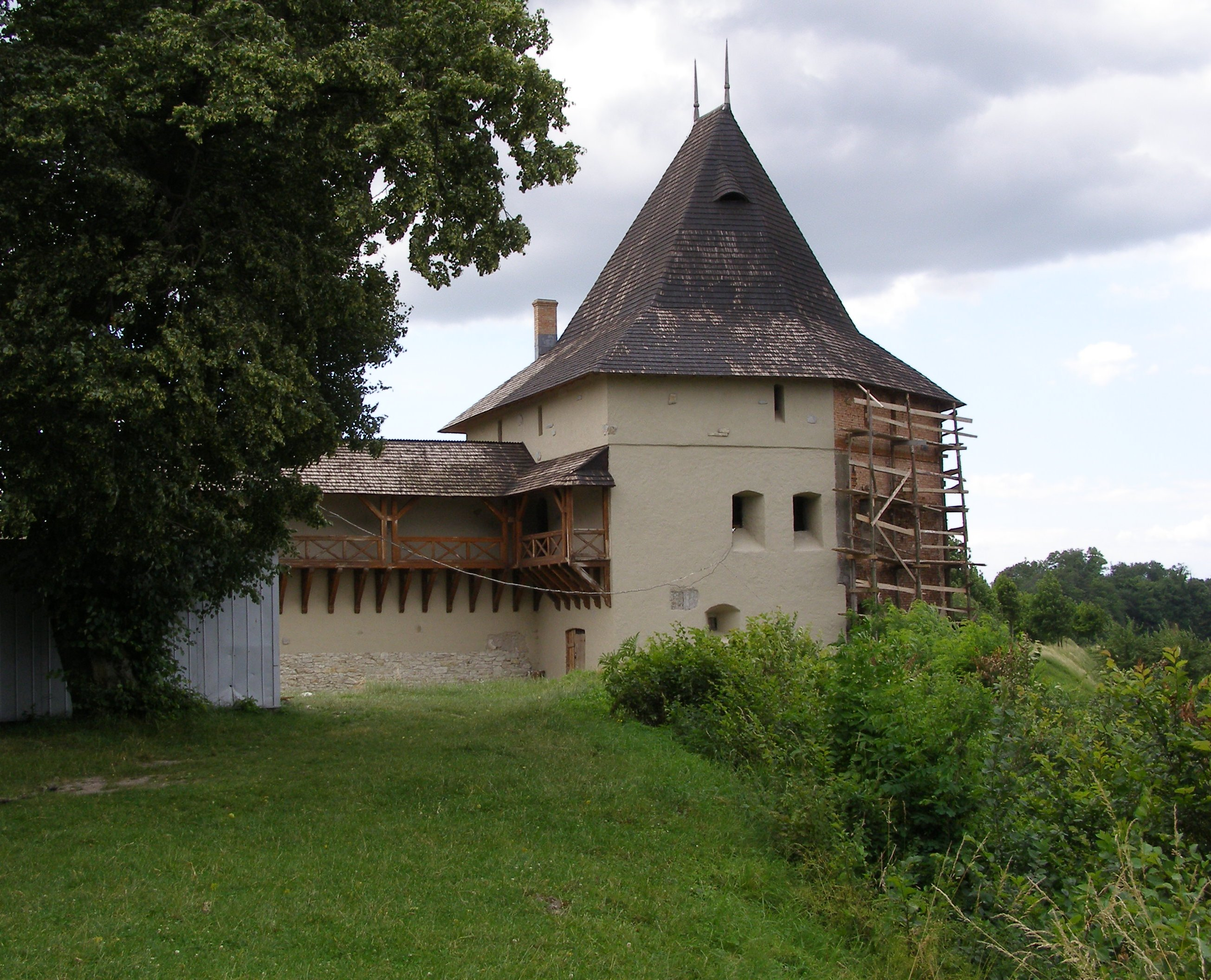
Раковецький замок
- Галицький замок

- Пнівський замок
- Чернелицький замок
- Галицький замок

### Водоспади

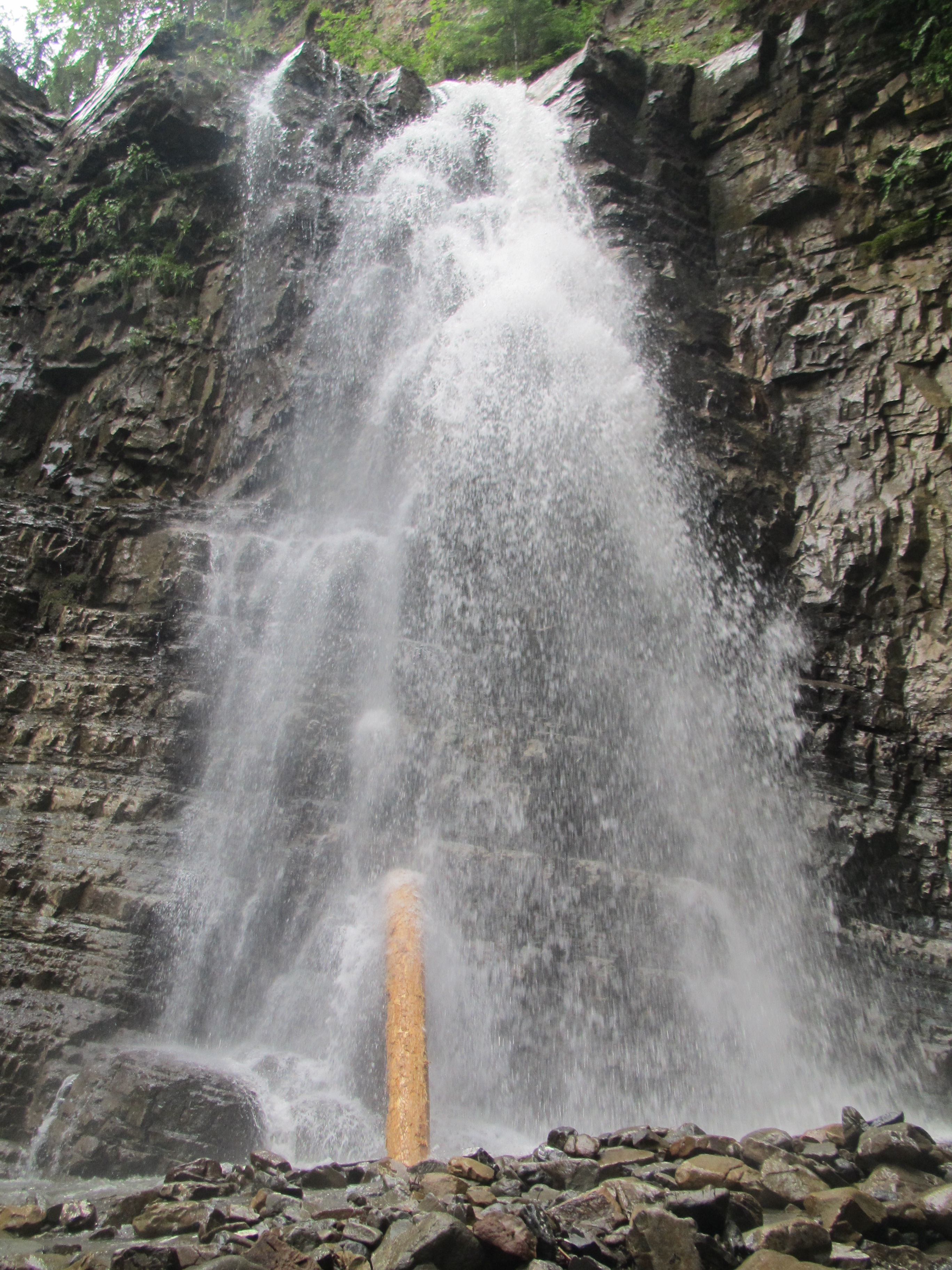
Манявський водоспад
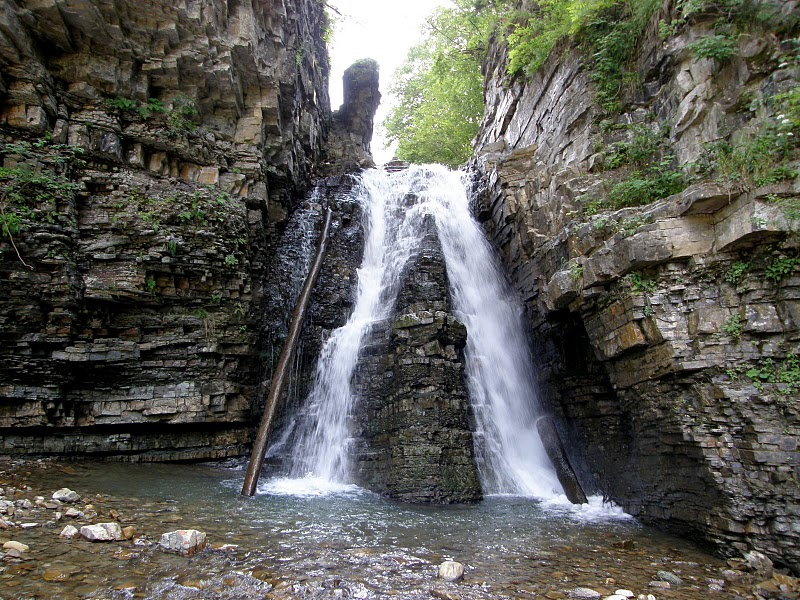
Бухтівецький водоспад
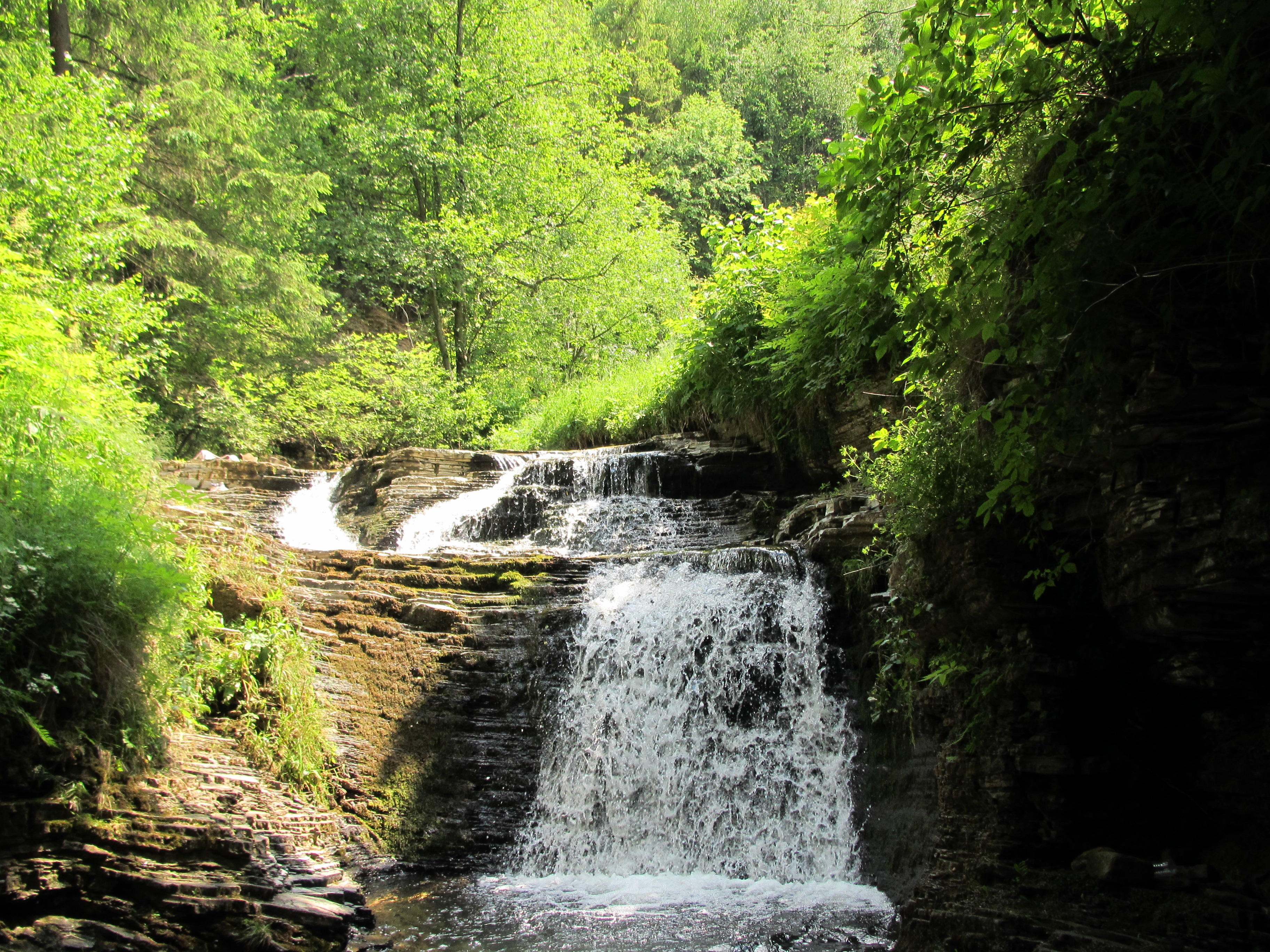
Один із Сукільських водоспадів
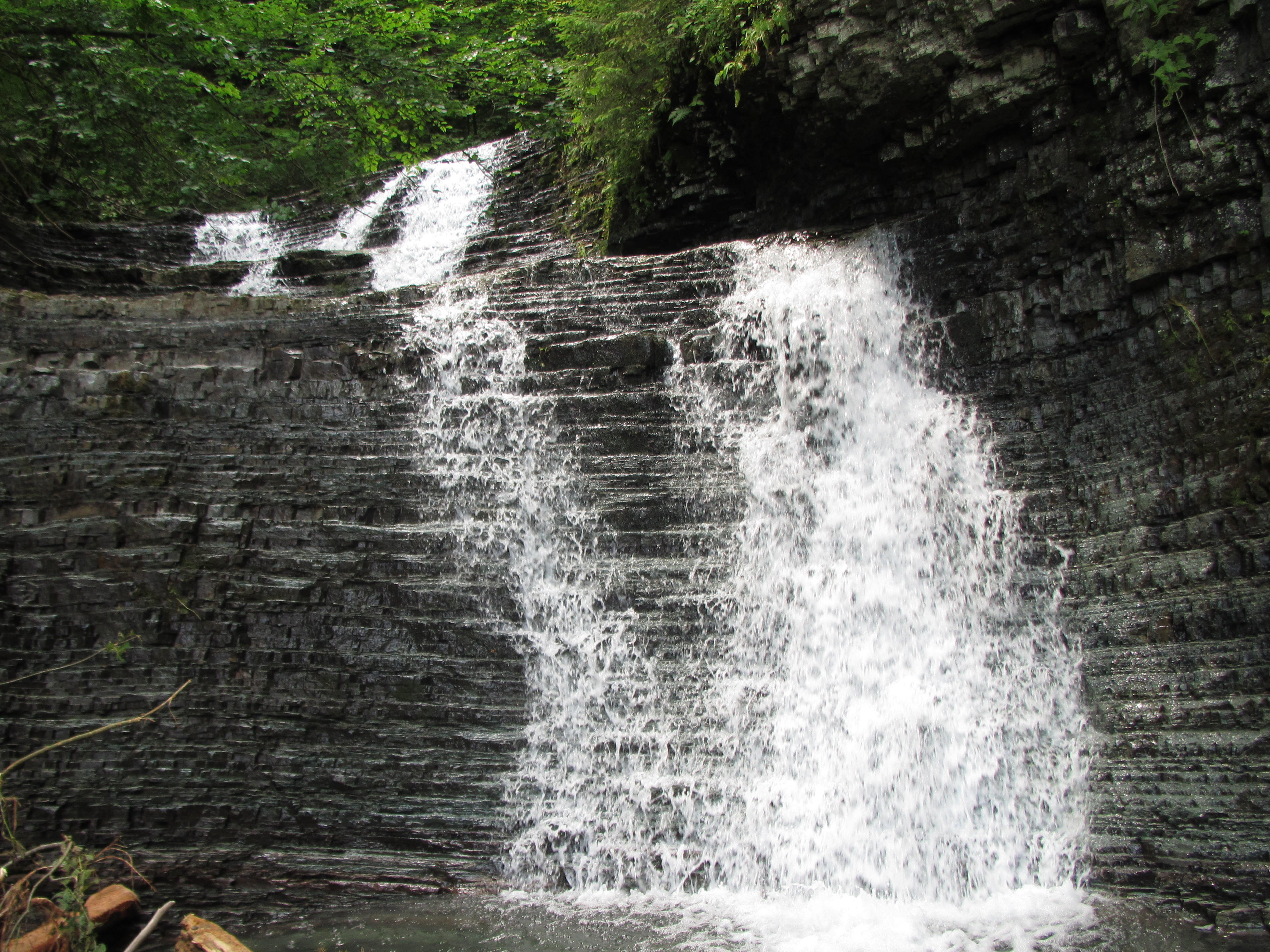
Замлацький водоспад
Водоспад Дзвінка
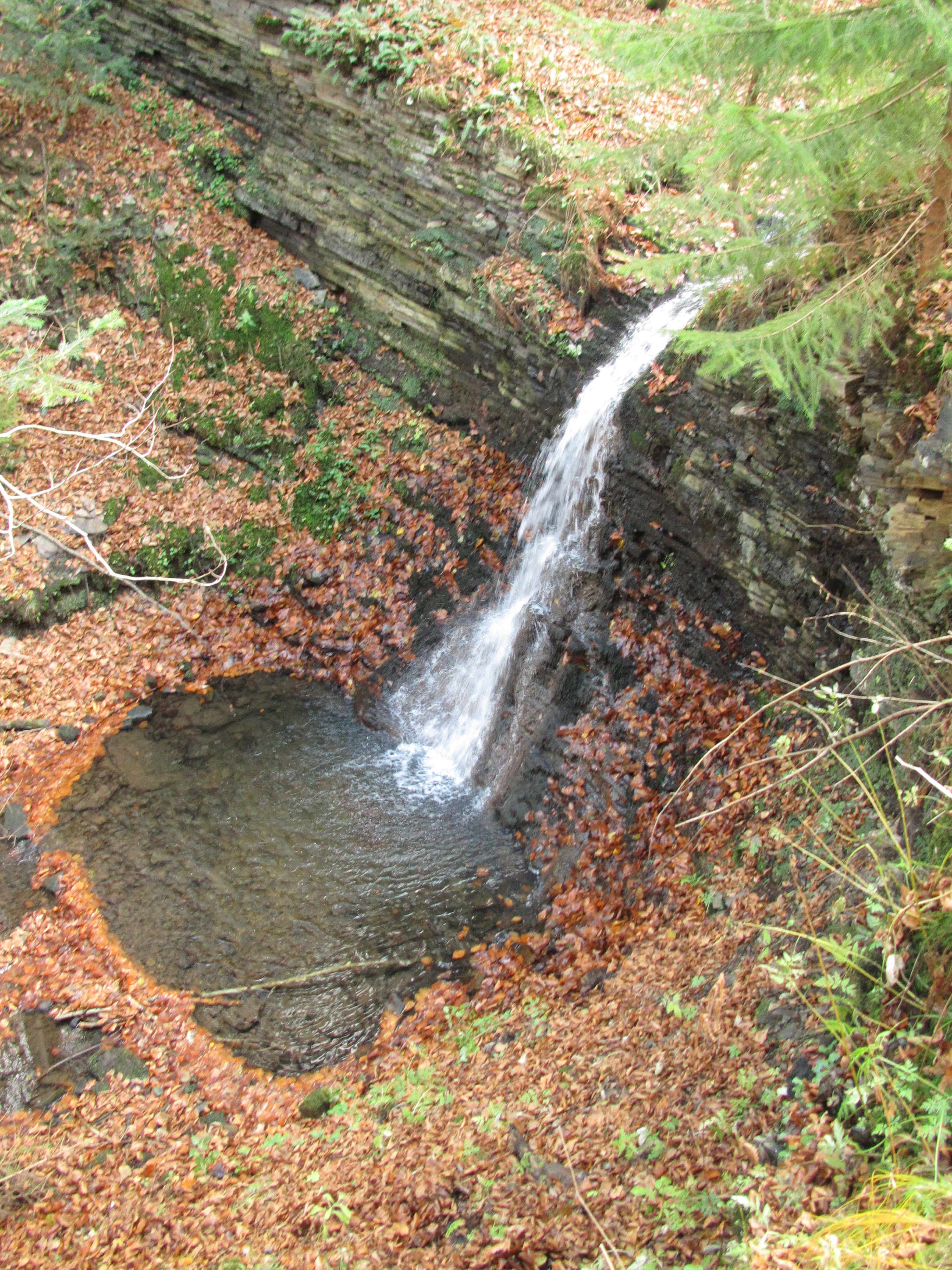
Водоспад Підгуркало
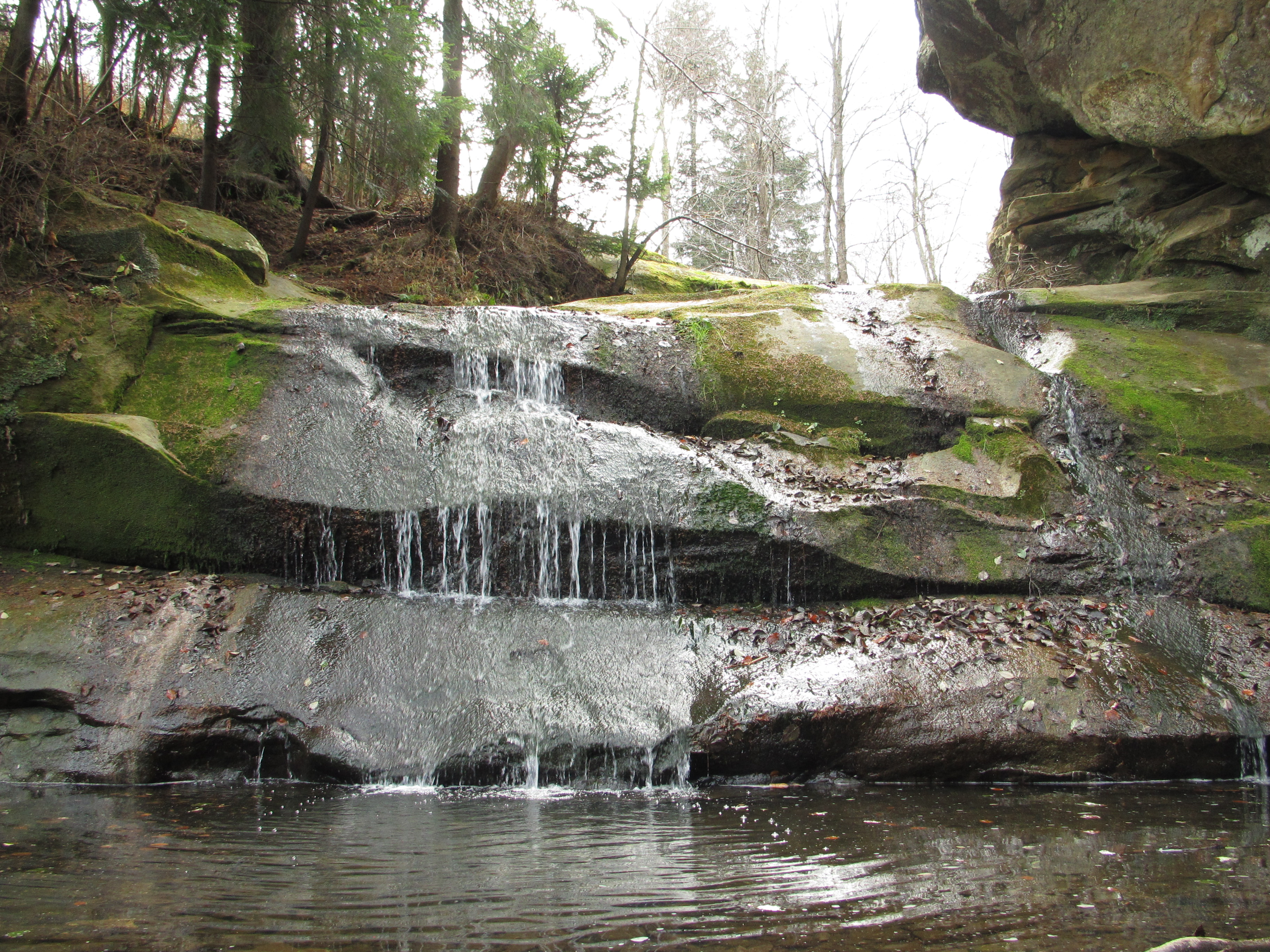
Терношорський Гук
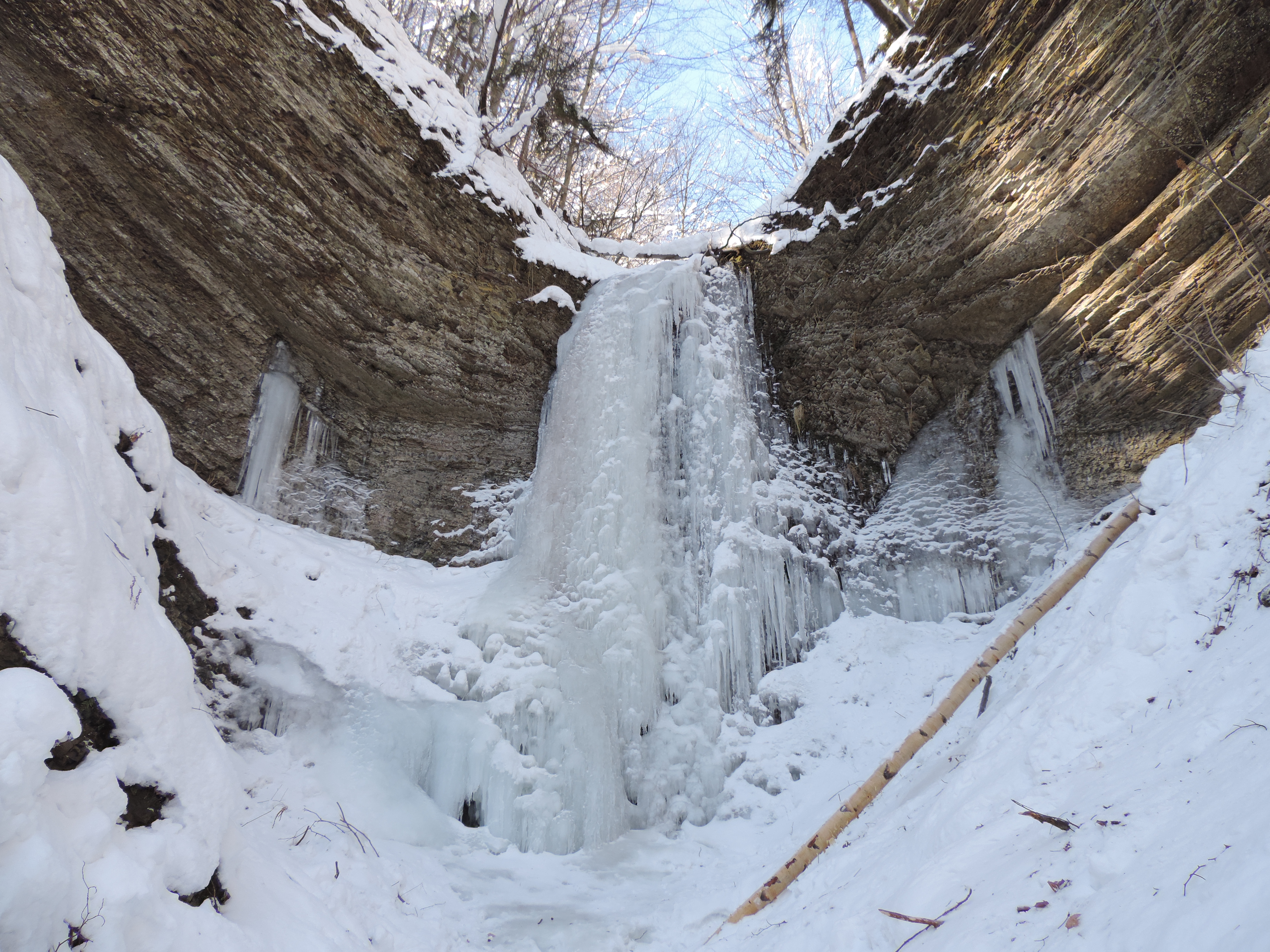
Водоспад Скрунтар
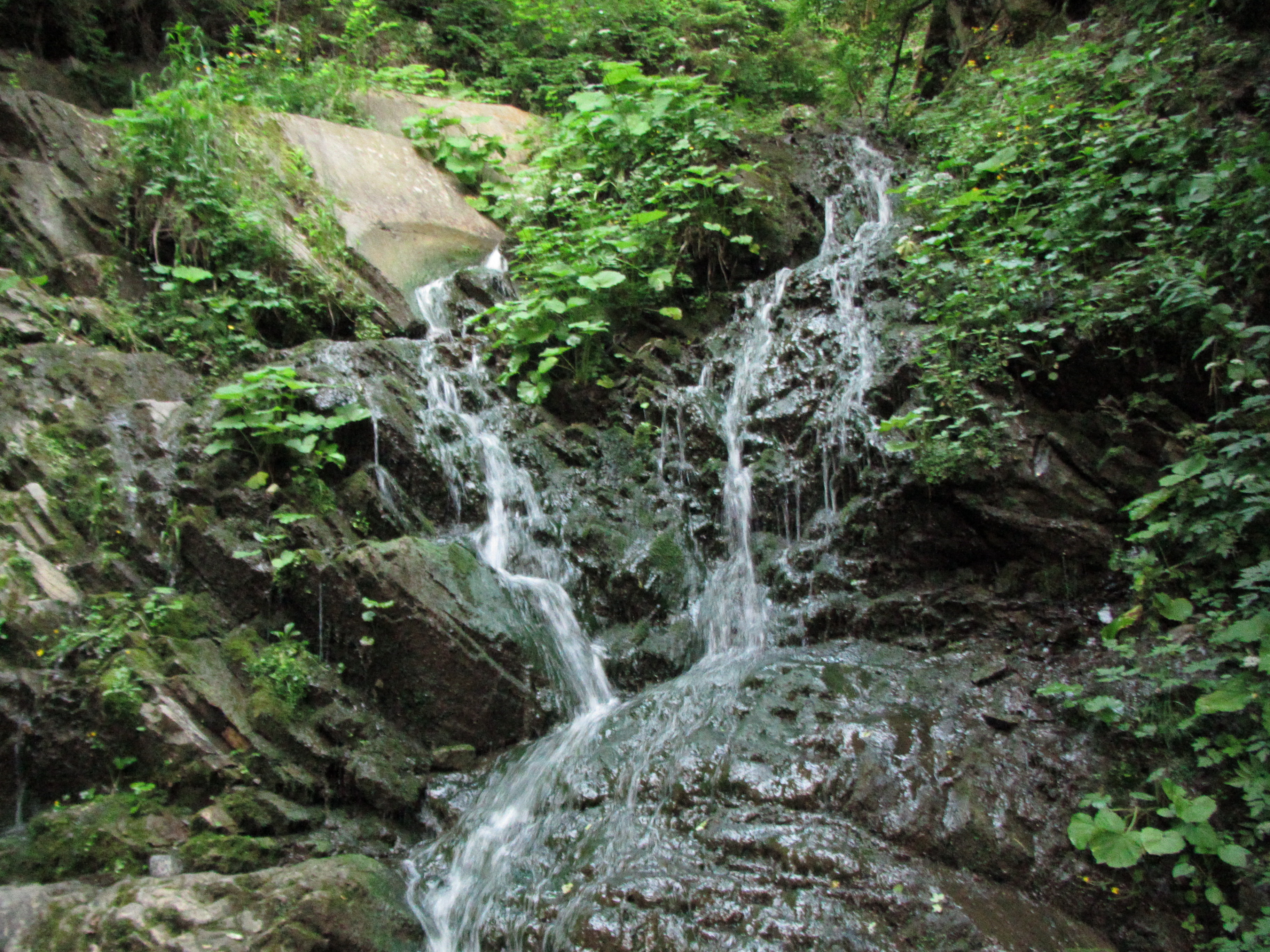
Сокільські водоспади (Яворівська Ніагара)
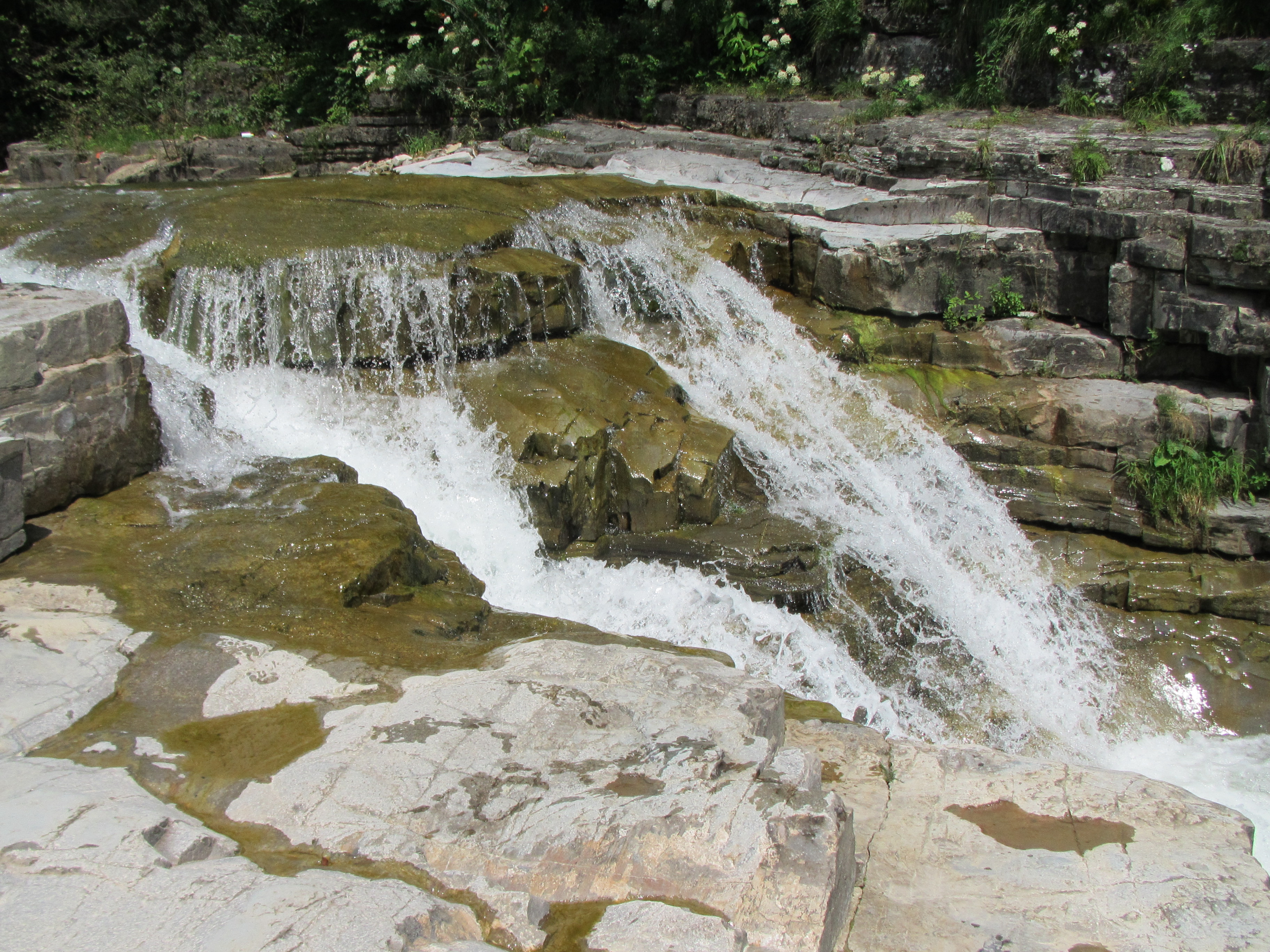
Бухтівецько-Бистрицький
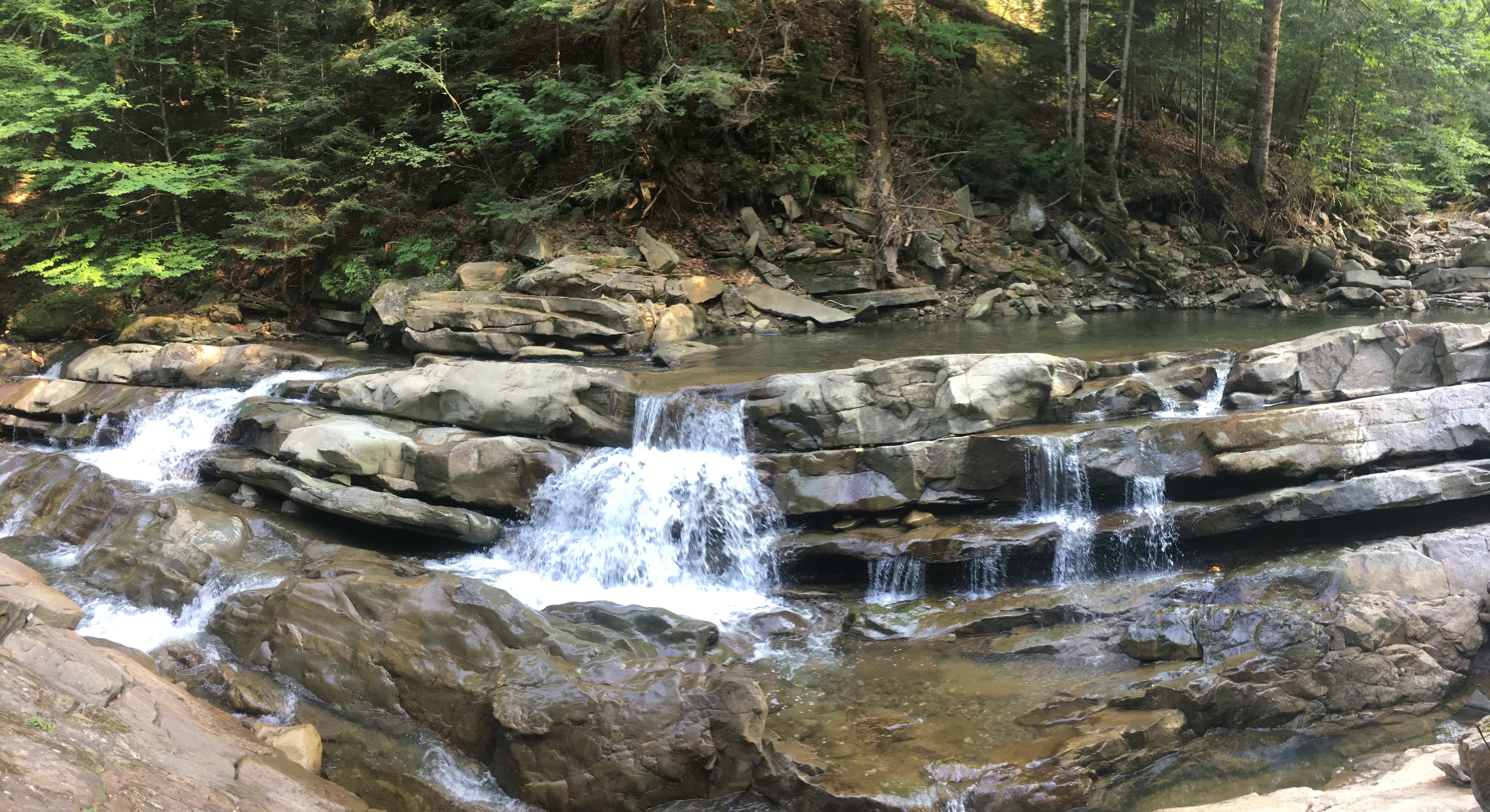
Гуркало Ілемське
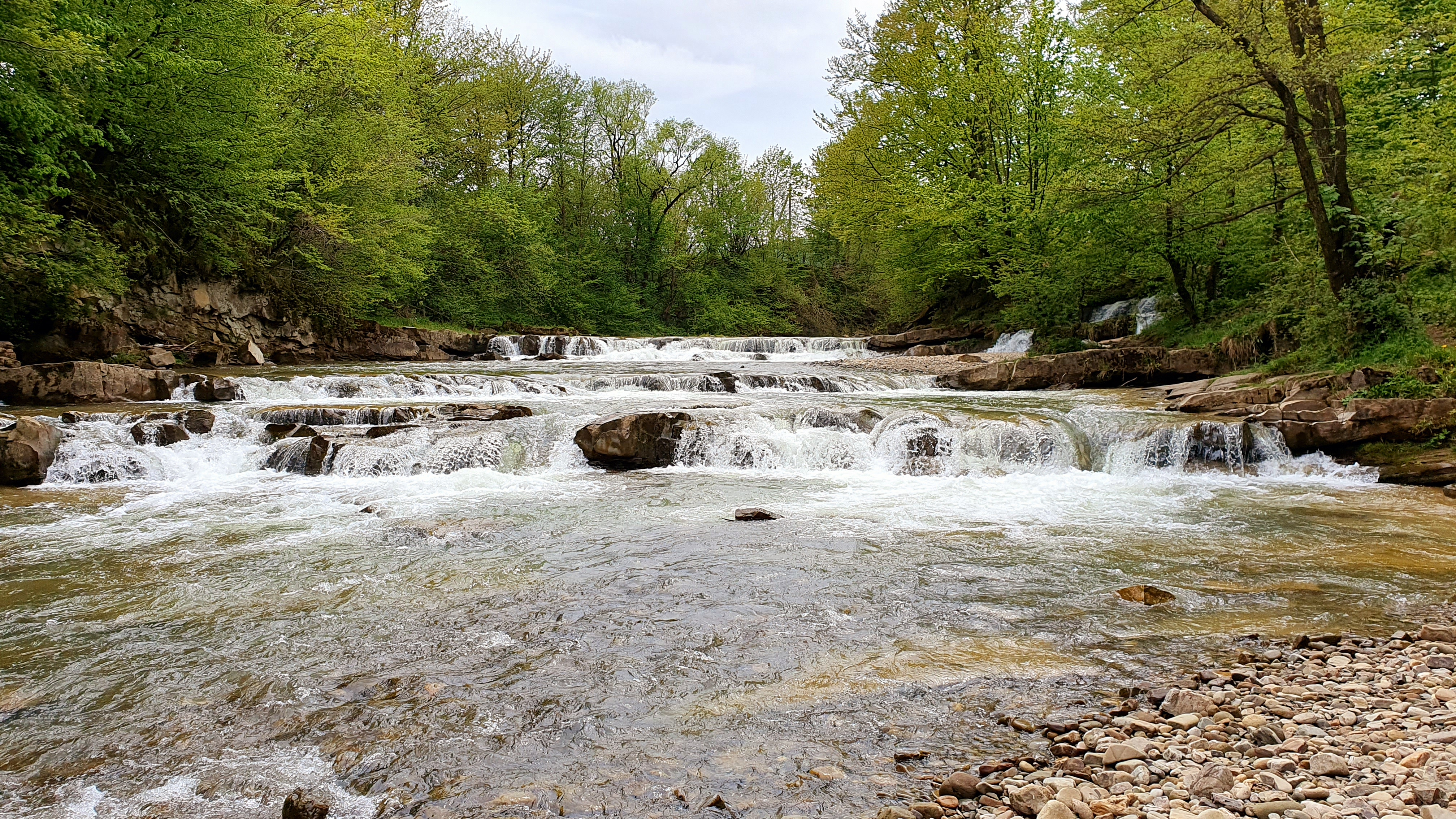
Поляницький водоспад
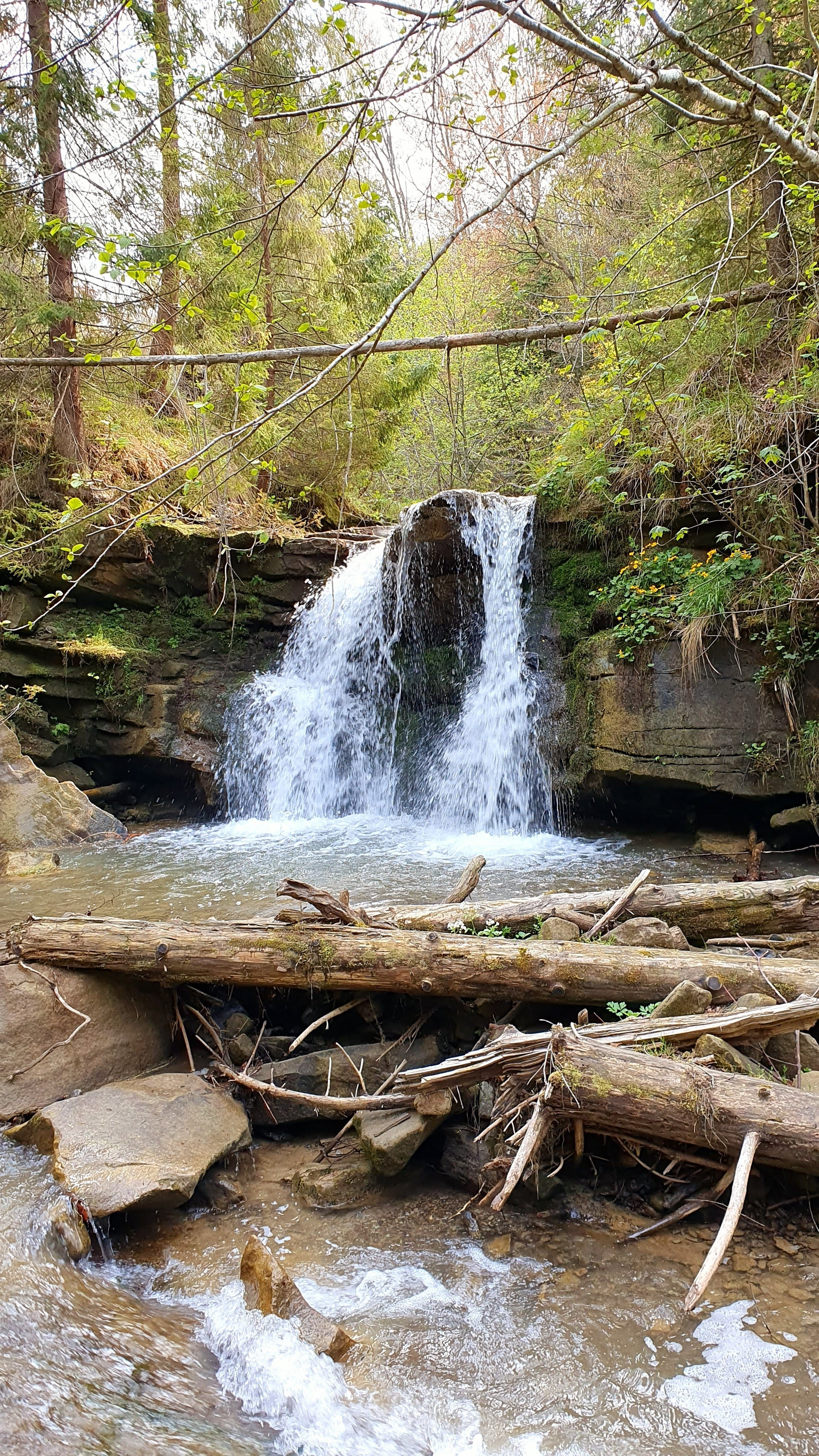
Козачі сльози
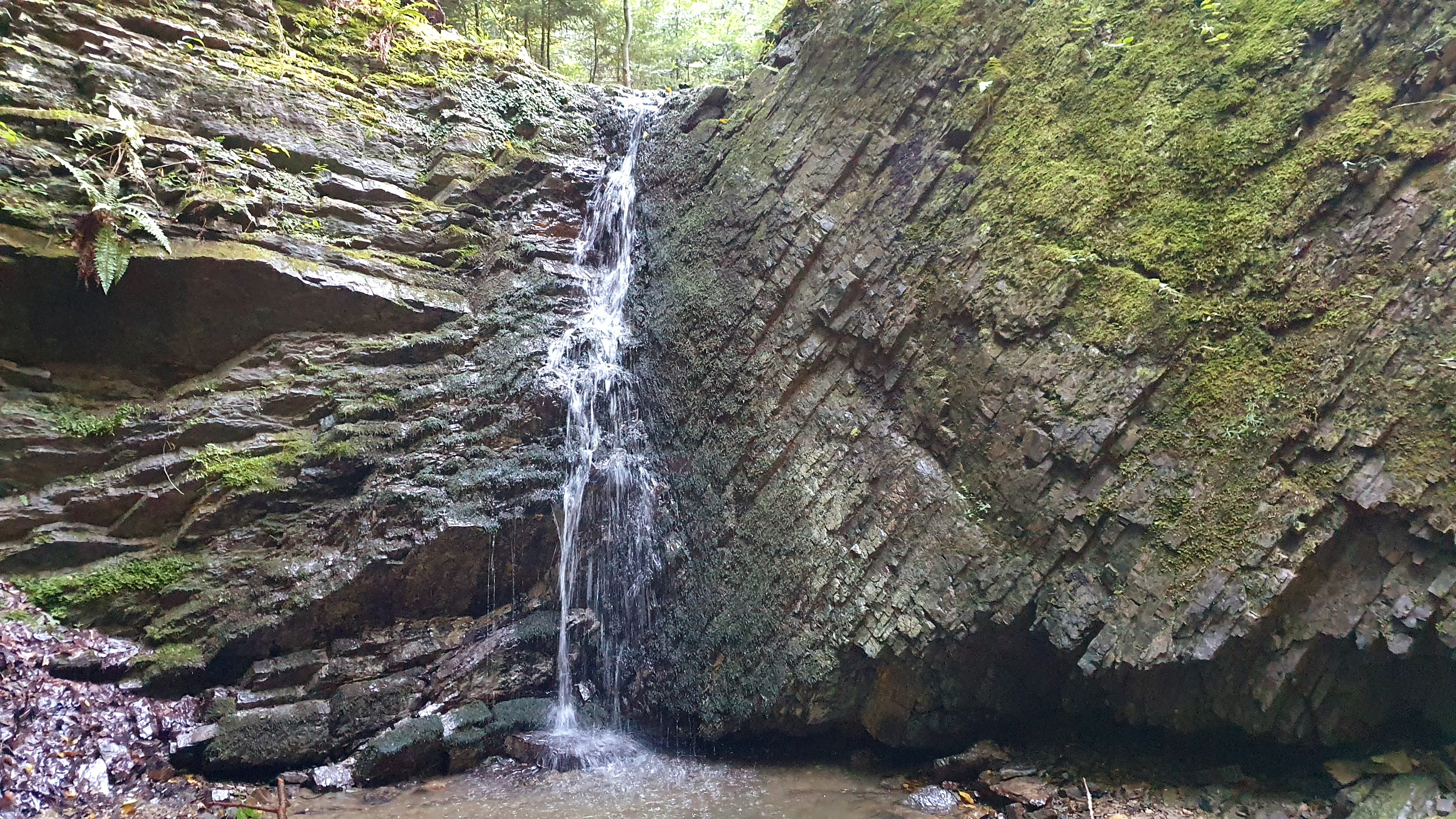
Найвищий з Таємничих водоспадів
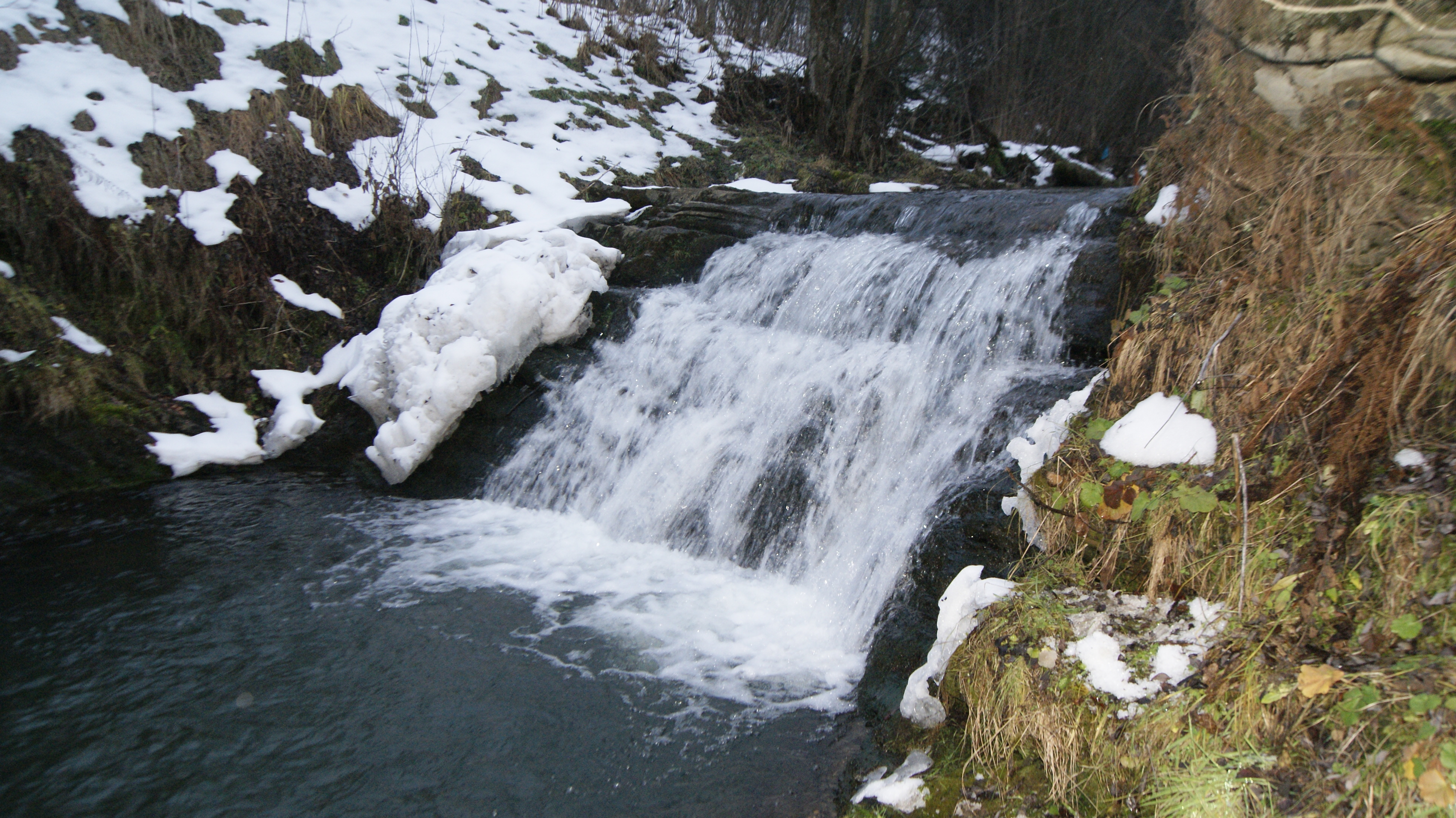
Гуркало Липівський
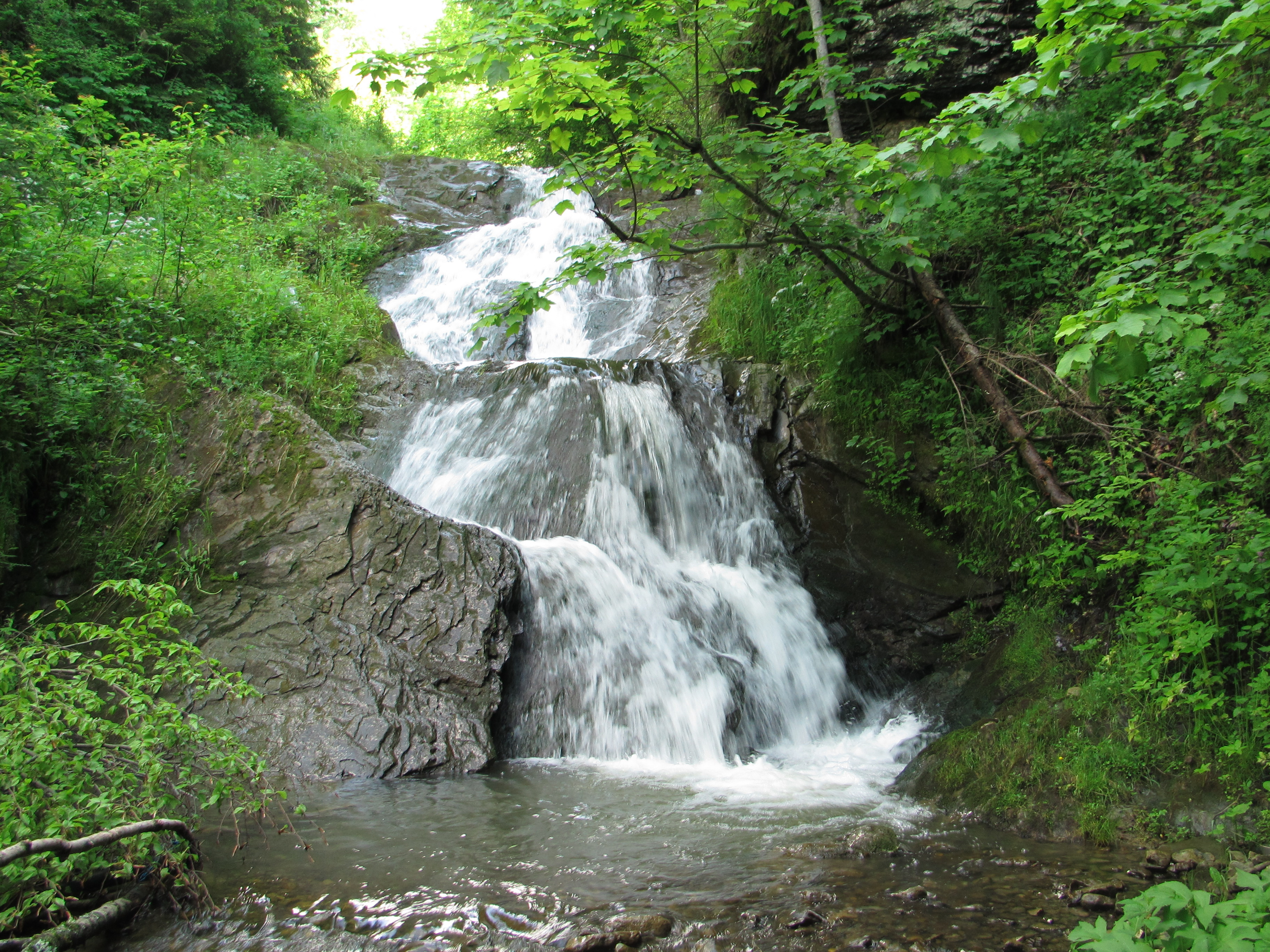
Яворівський Гук
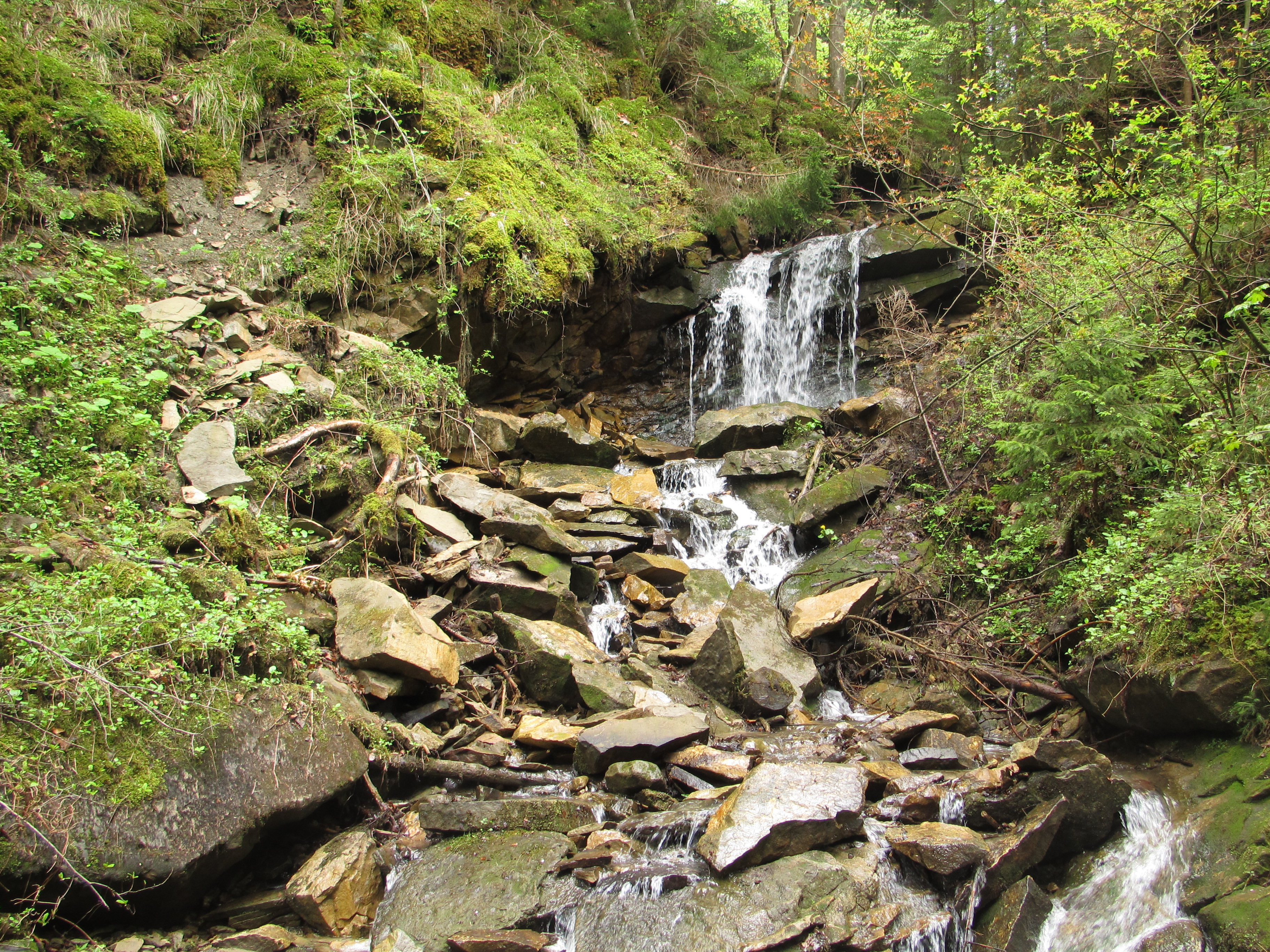
Ціви
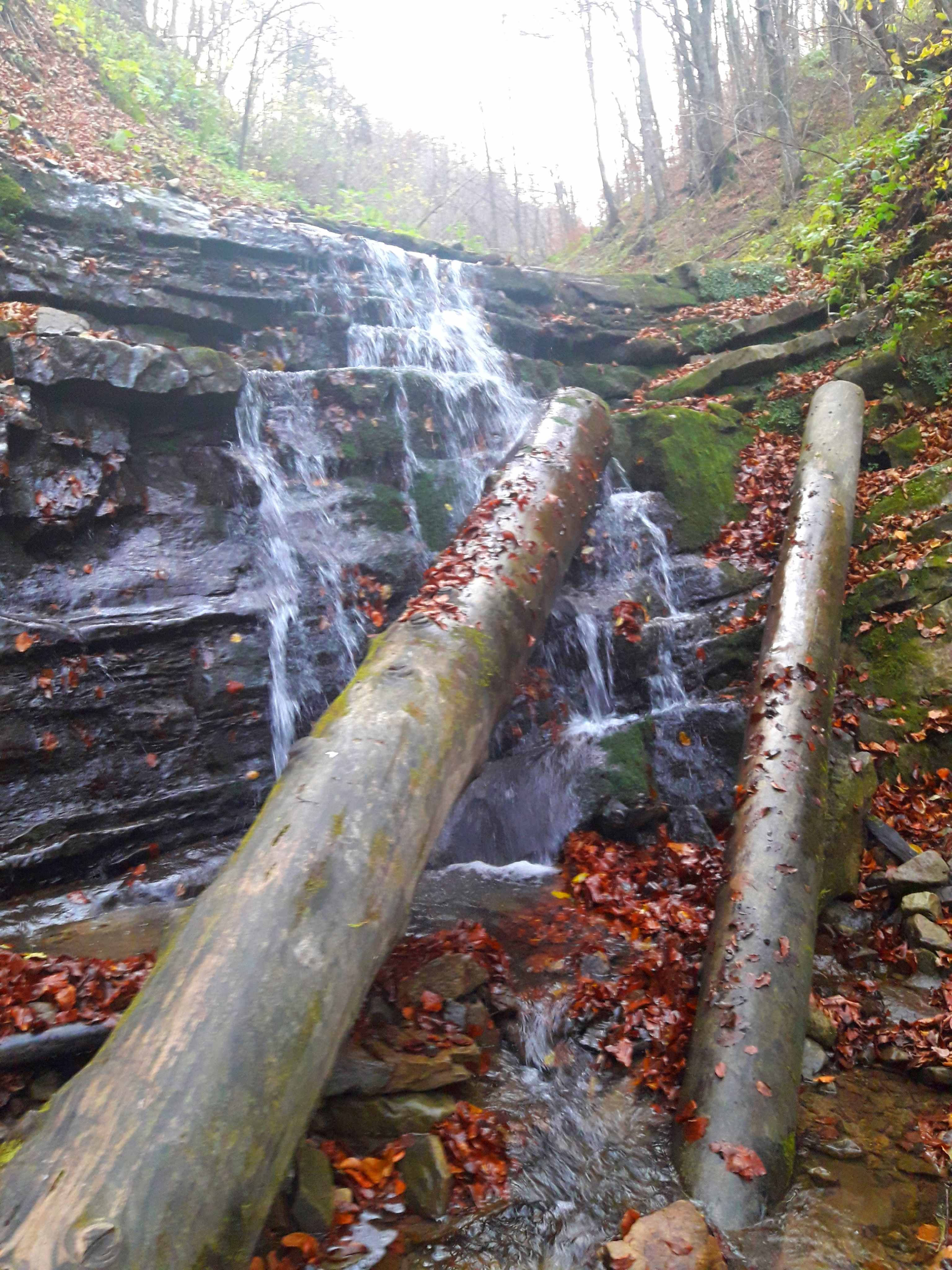
Сикавка верхня
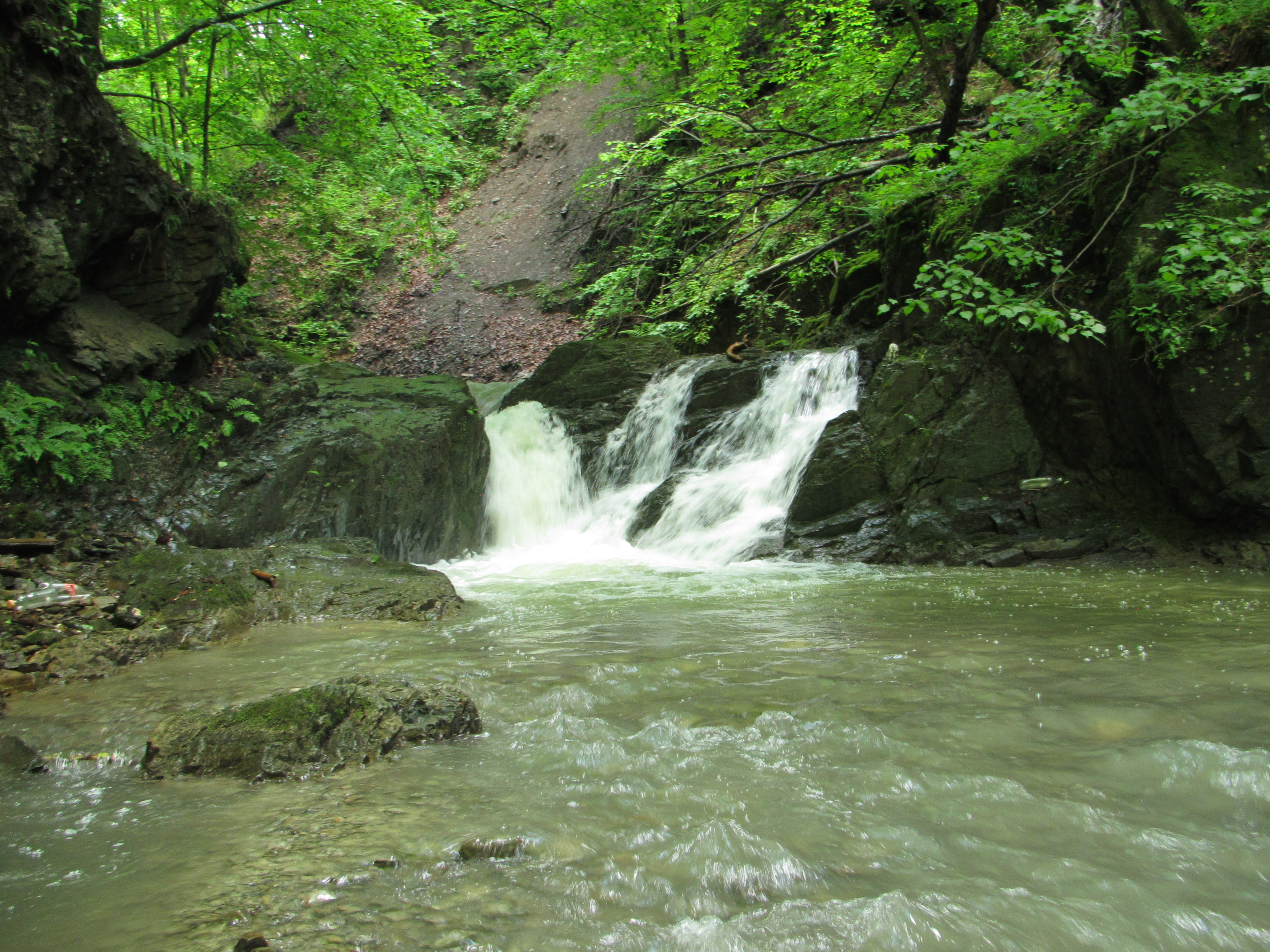
Один з Бабиних водоспадів
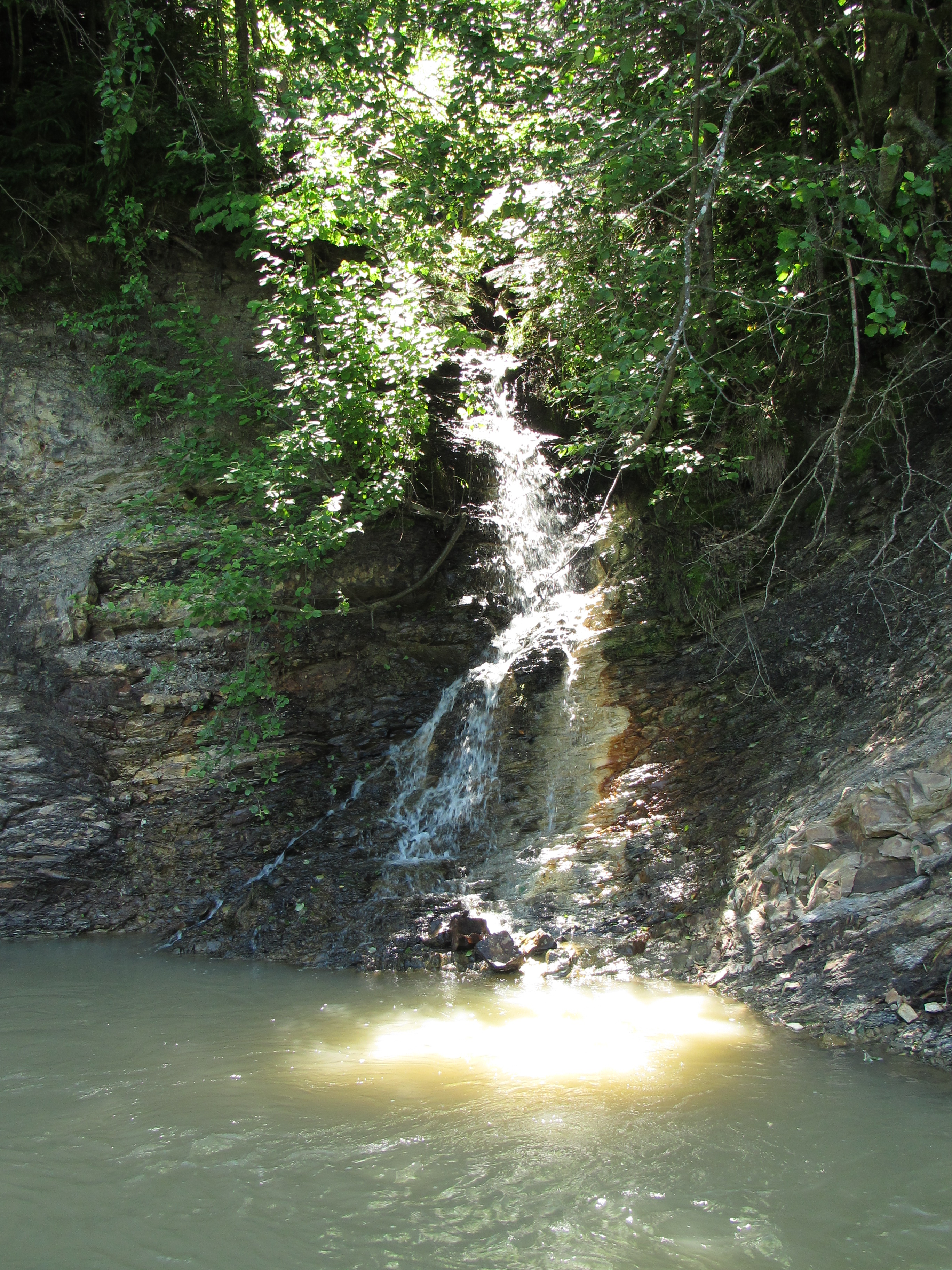
Любіжнянський Гук малий
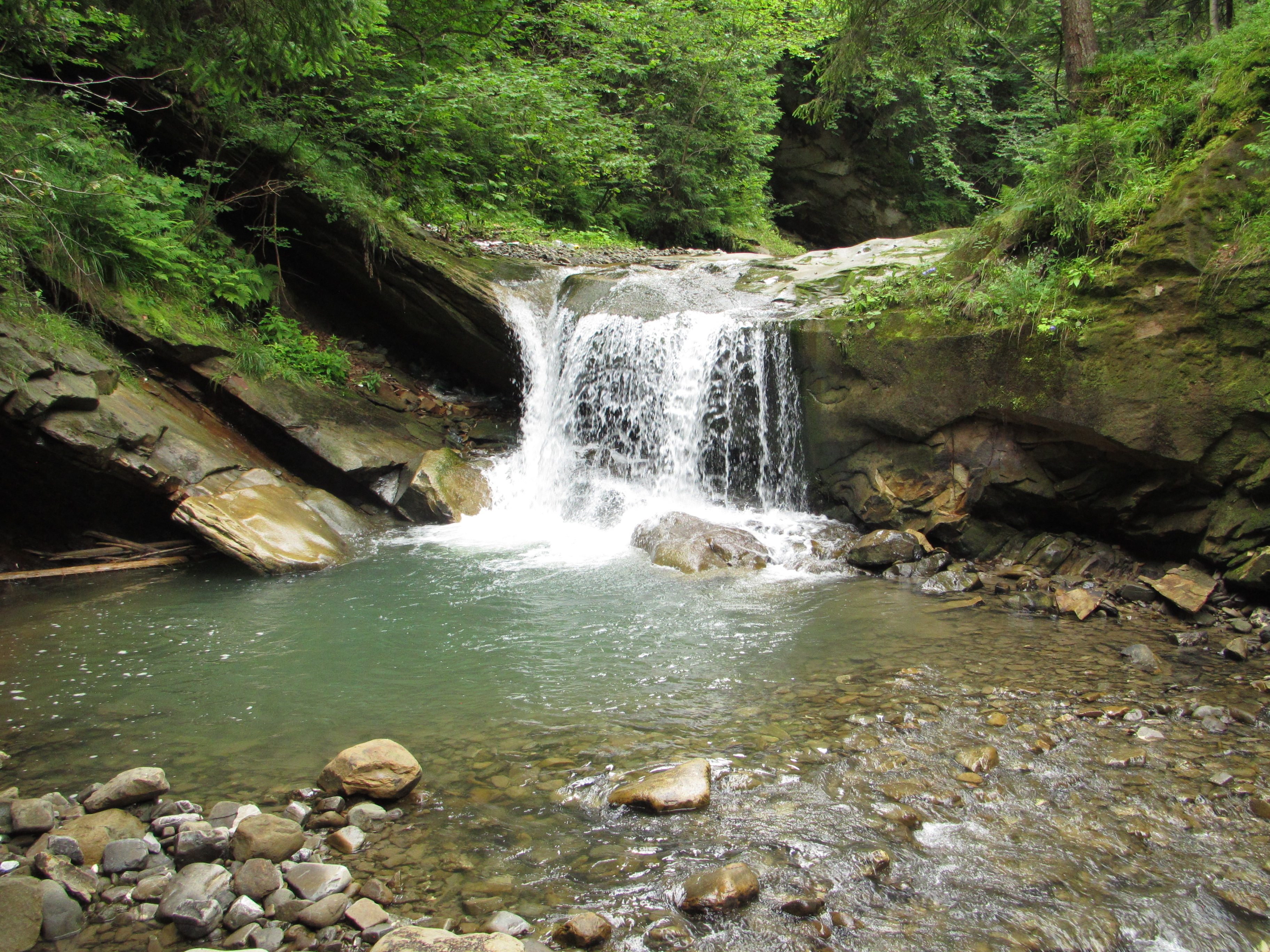
Шепітський Гук малий
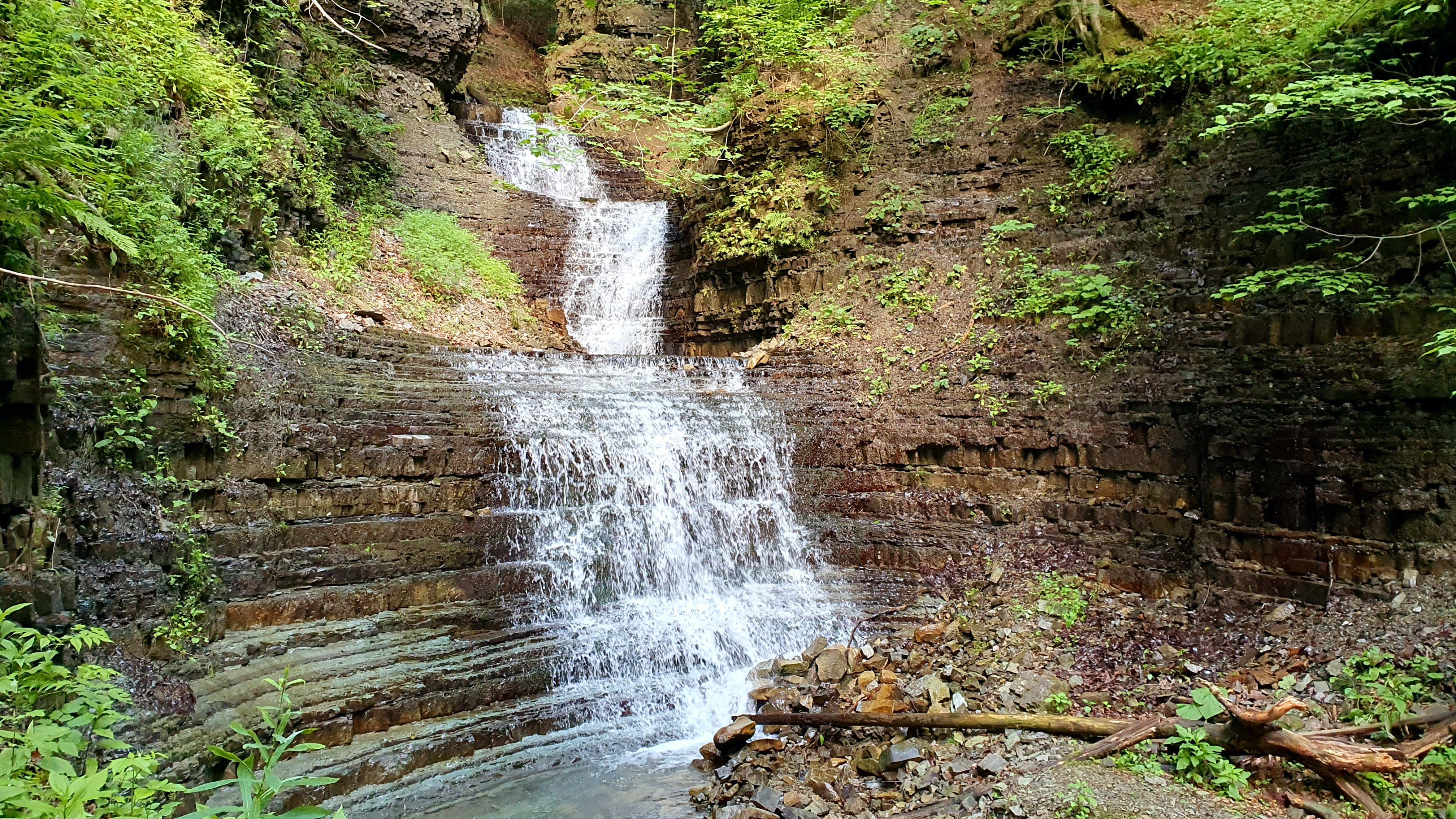
Під Комином верхній
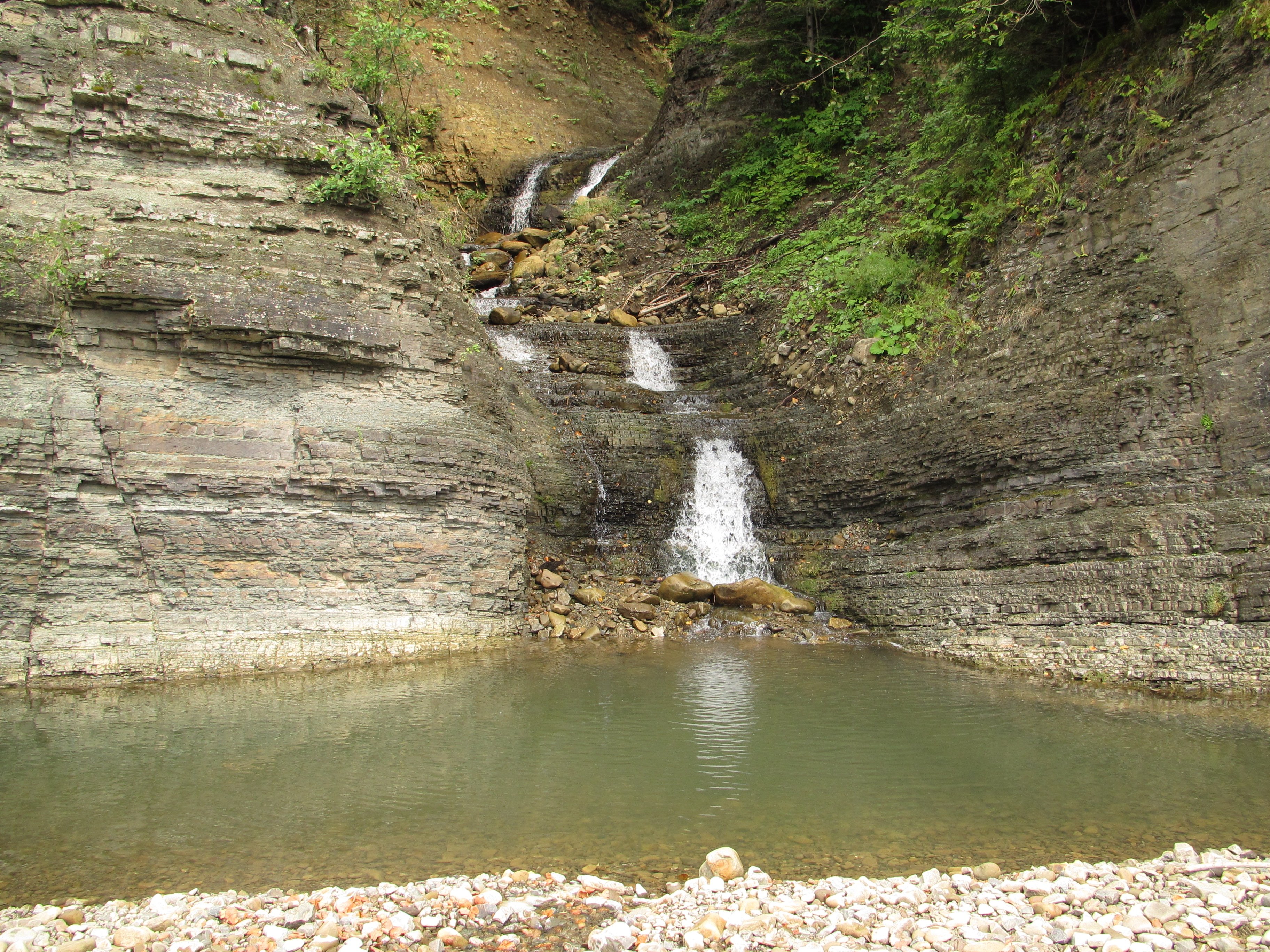
Під Комином
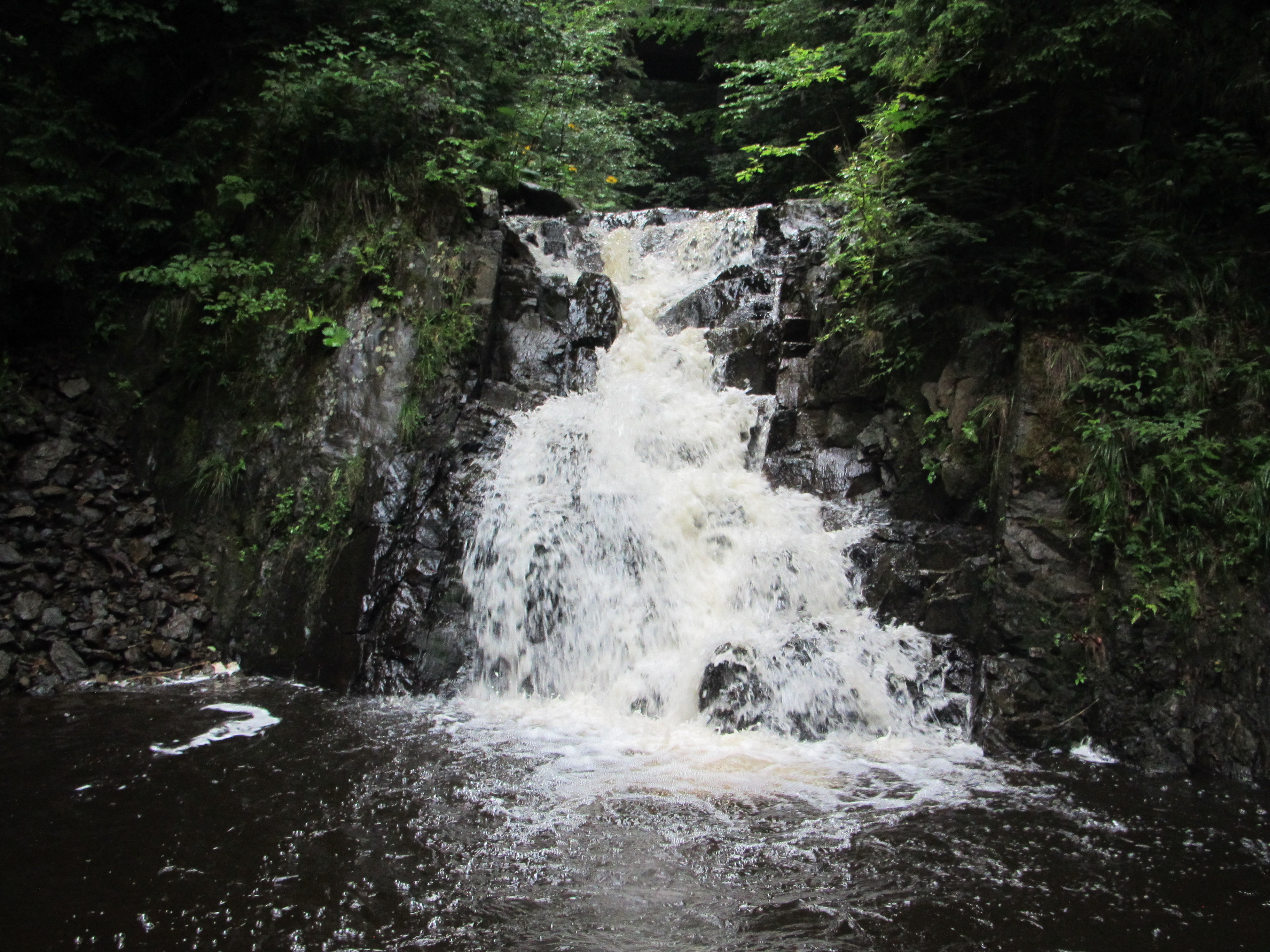
Малий Кузьминець
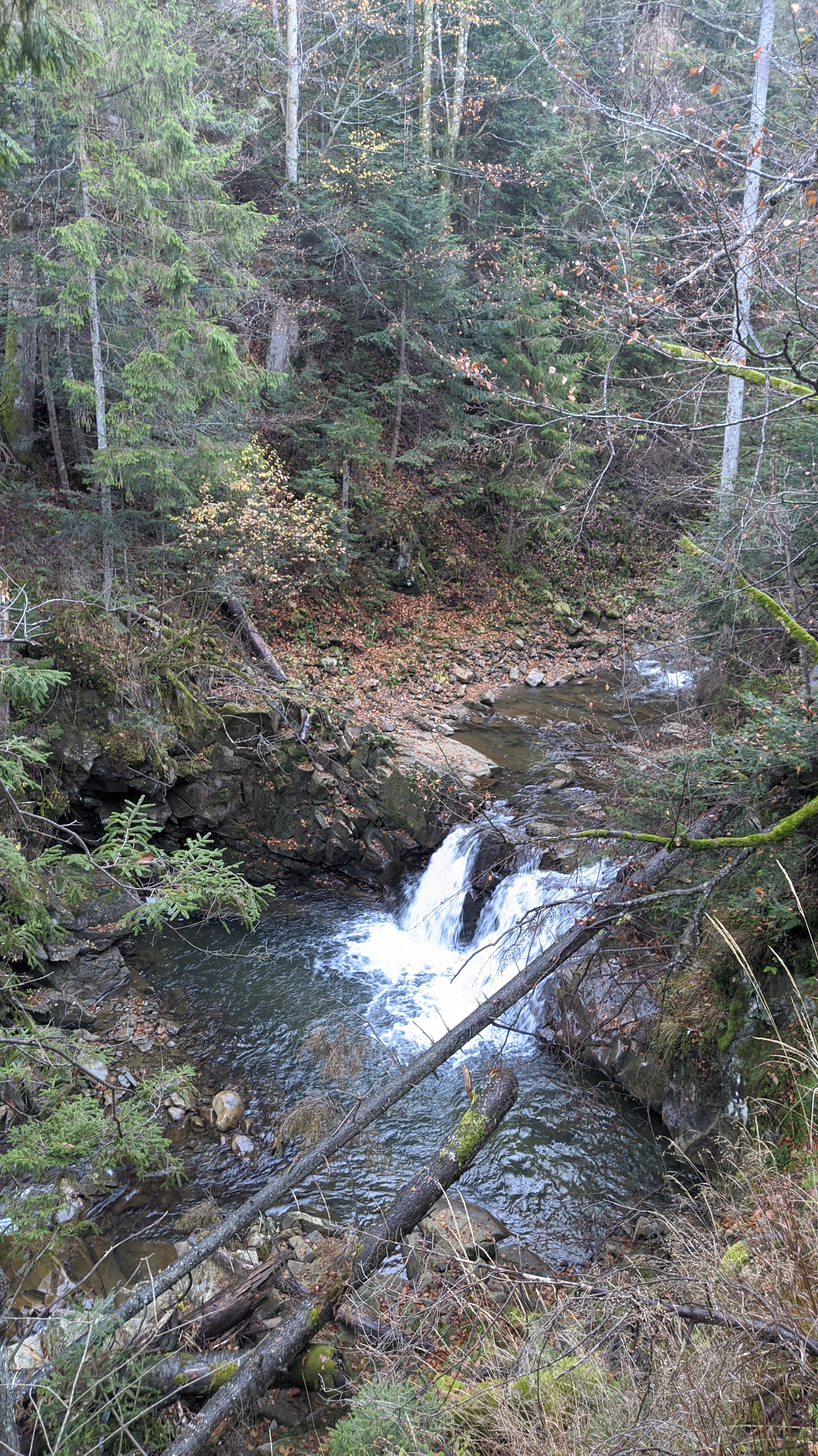
Водоспад Казарка
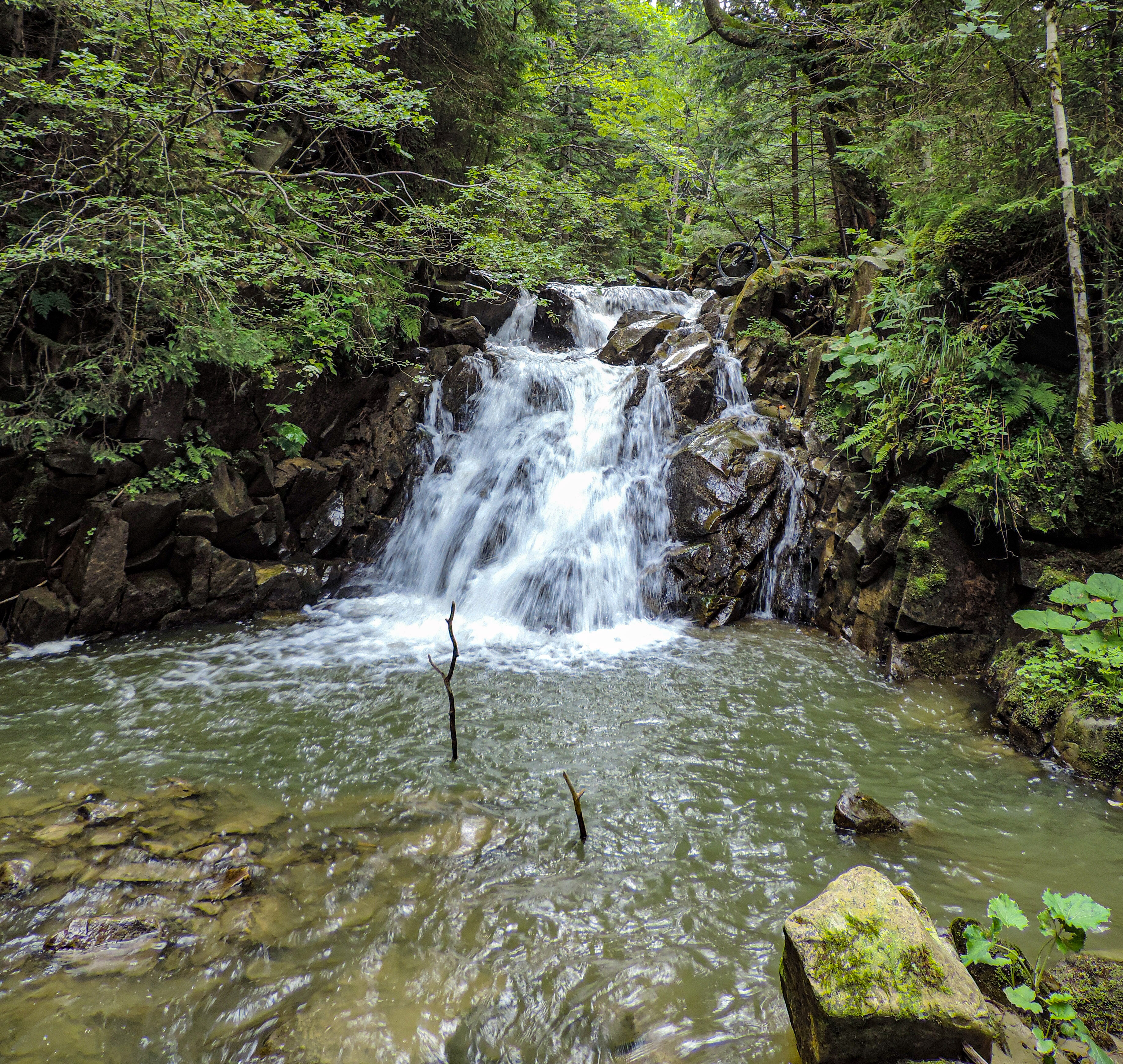
Нова Казарка
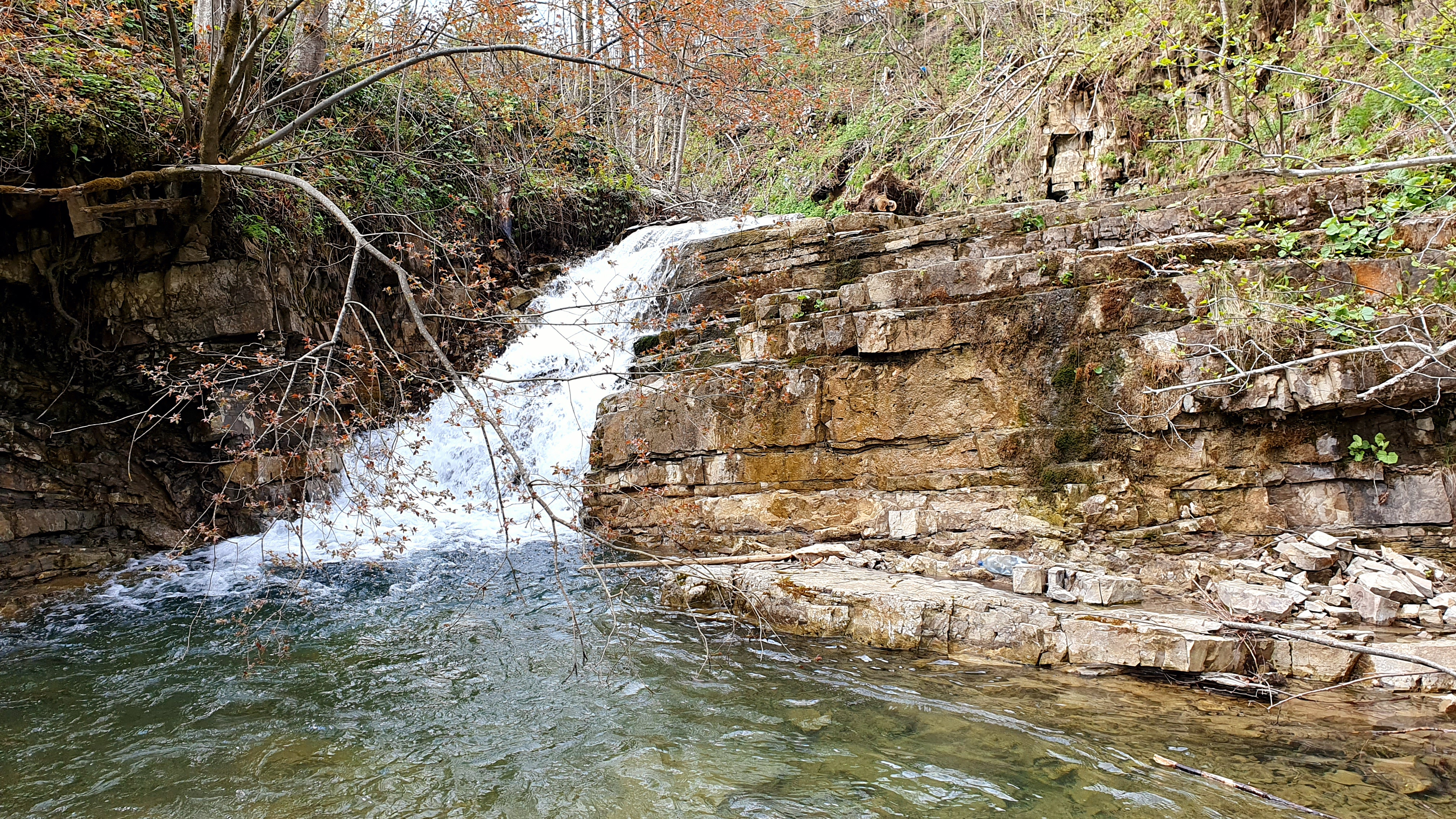
Бухтівецький верхній
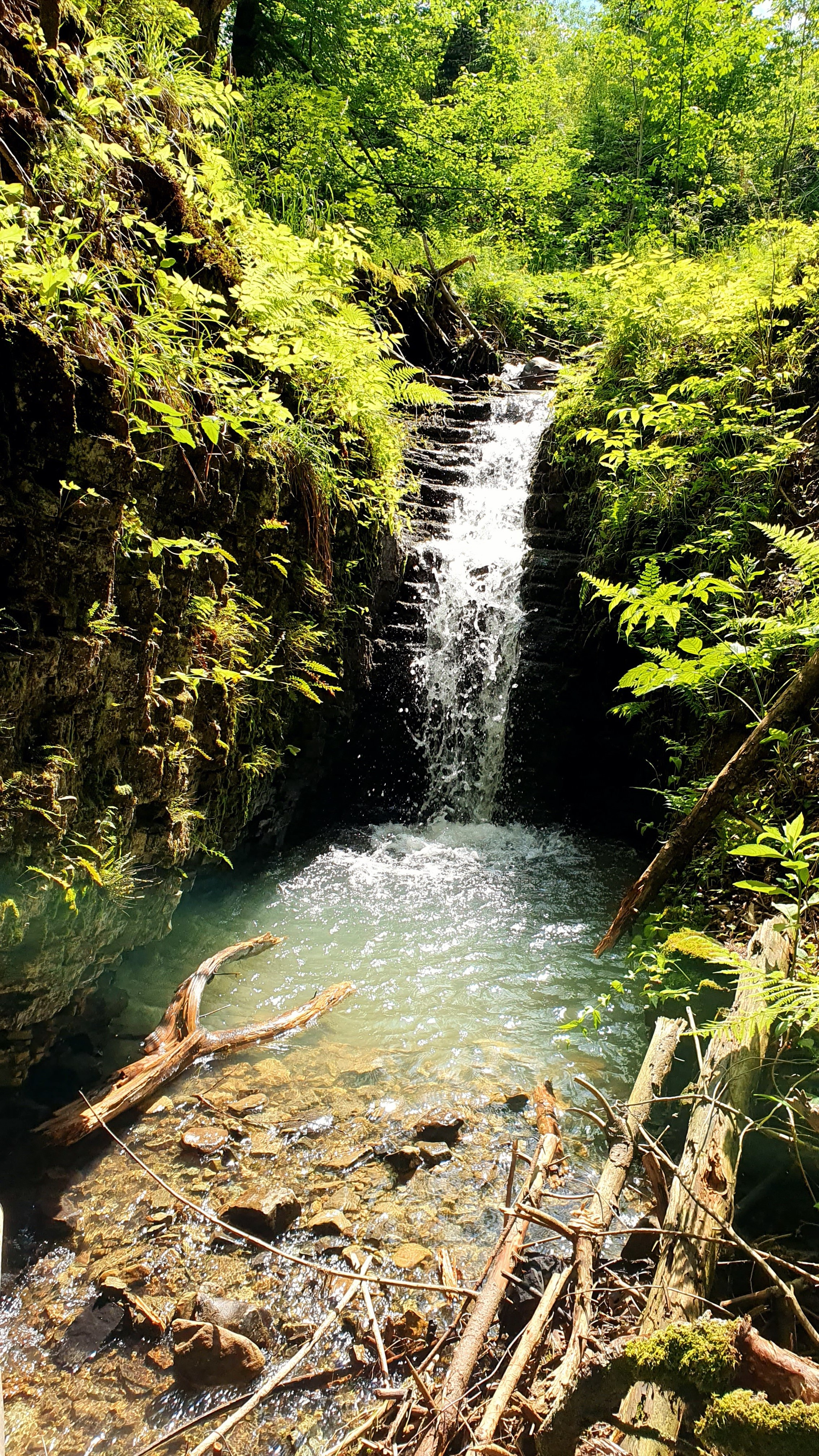
Липни́ки
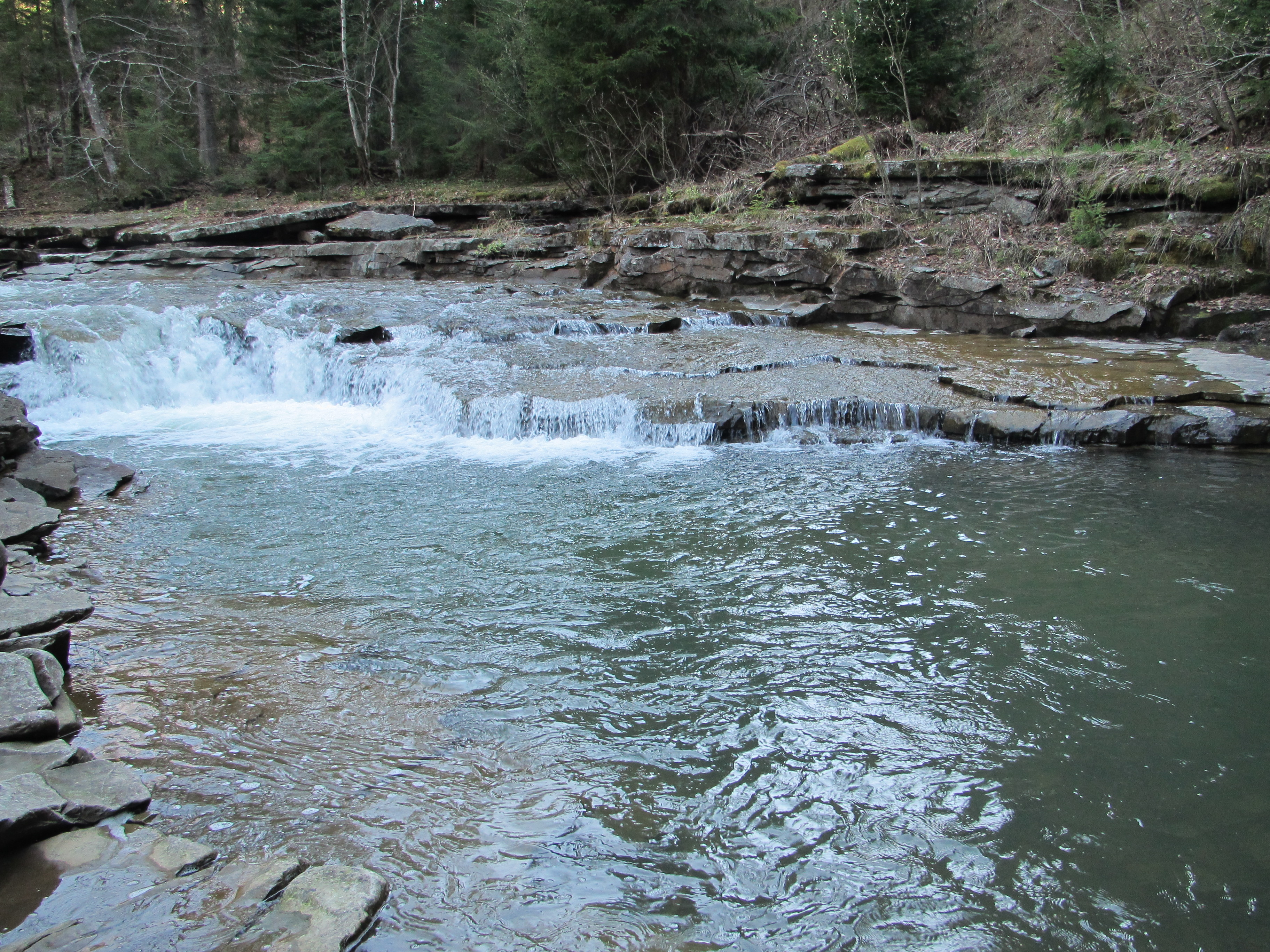
Зелениця
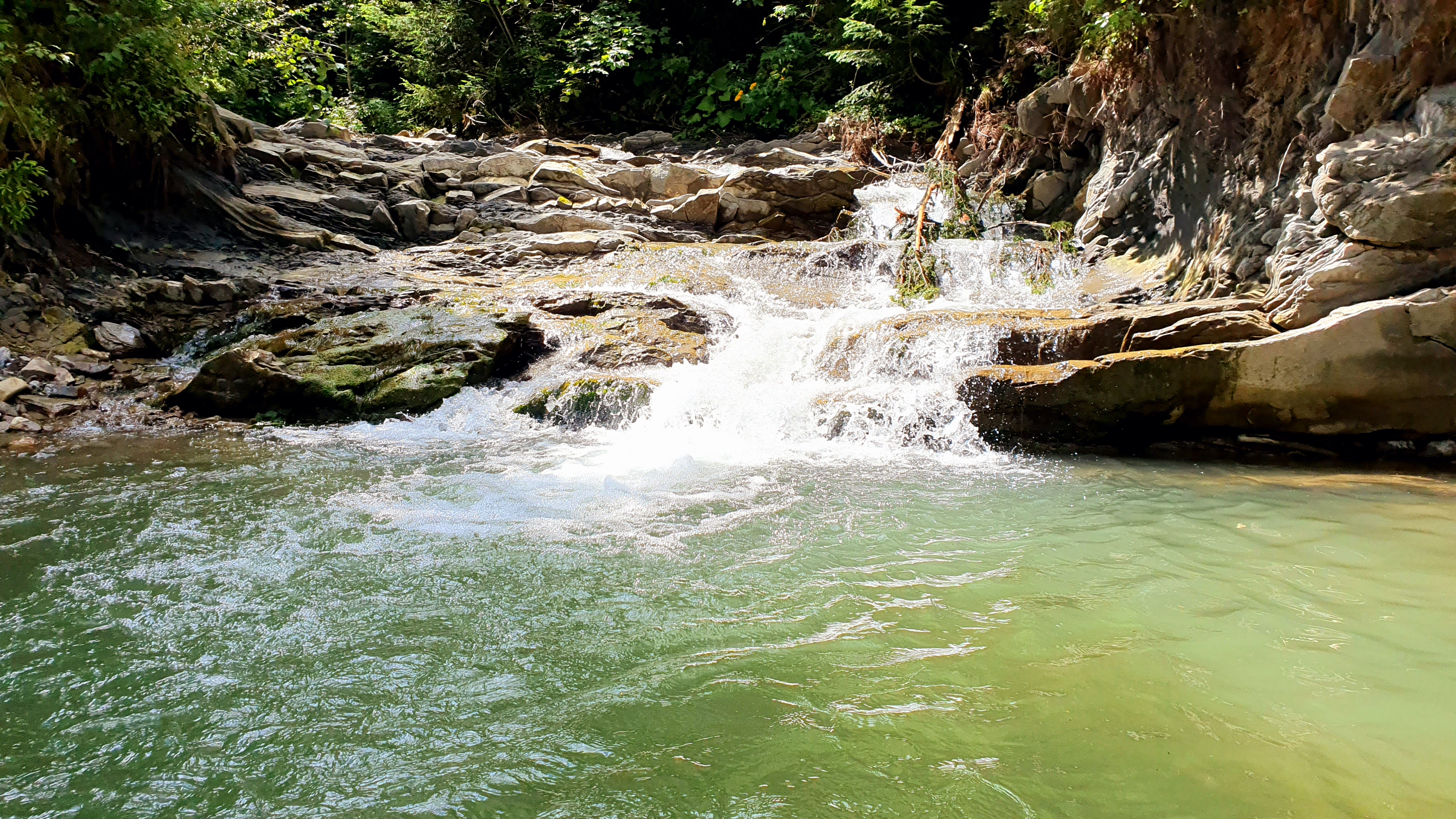
Кривопільський
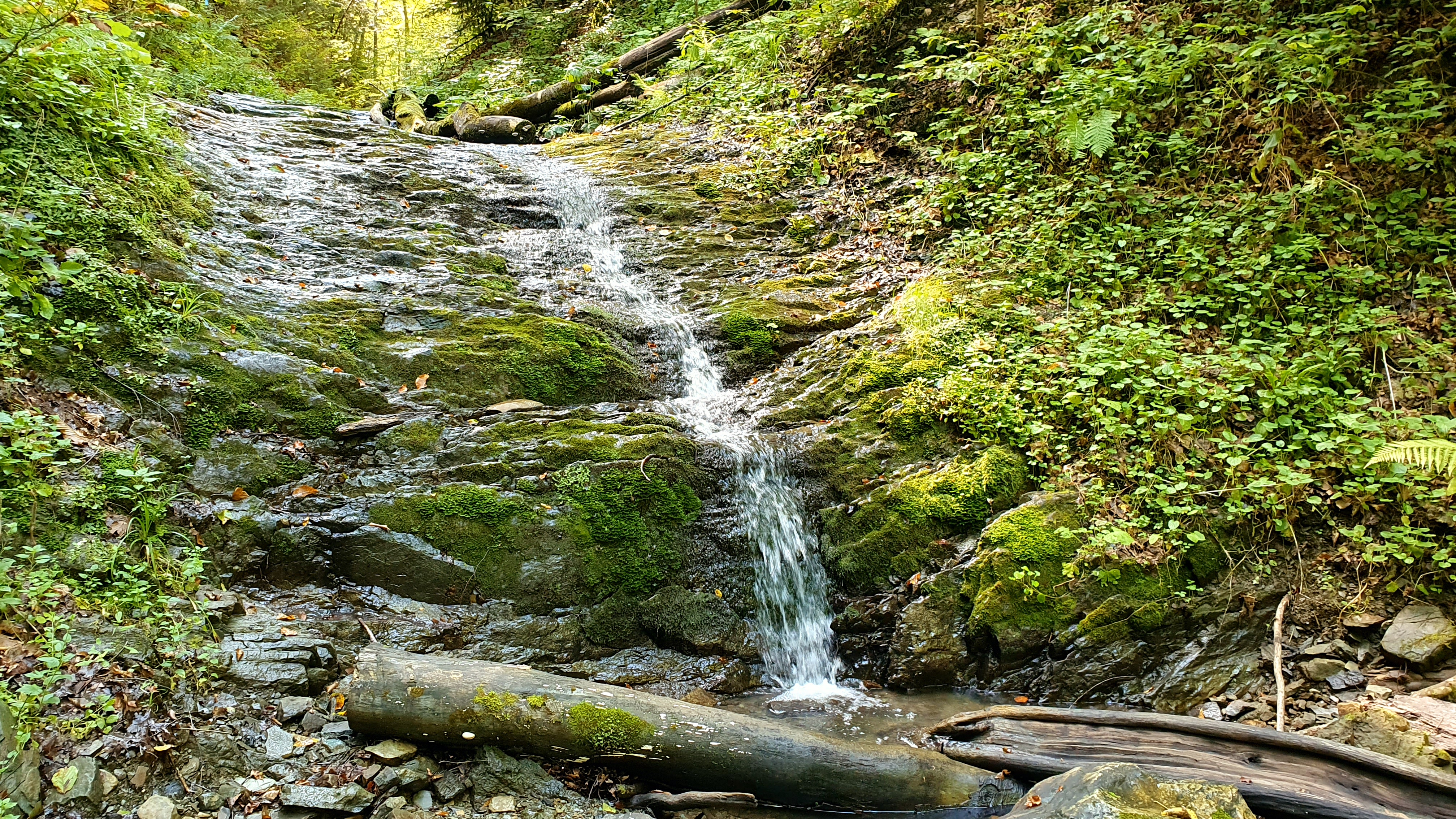
Волійці Нижній
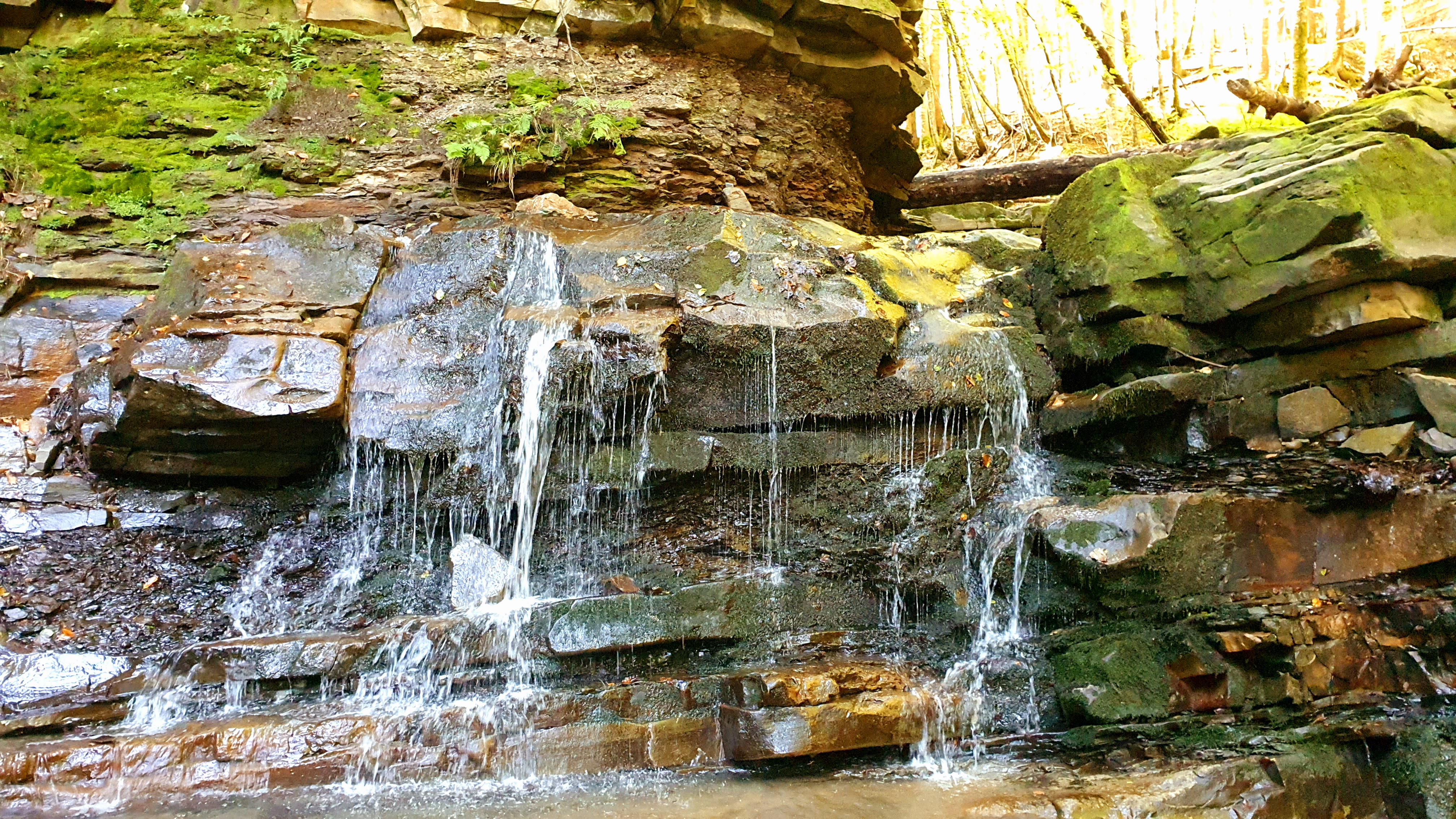
Багровецький
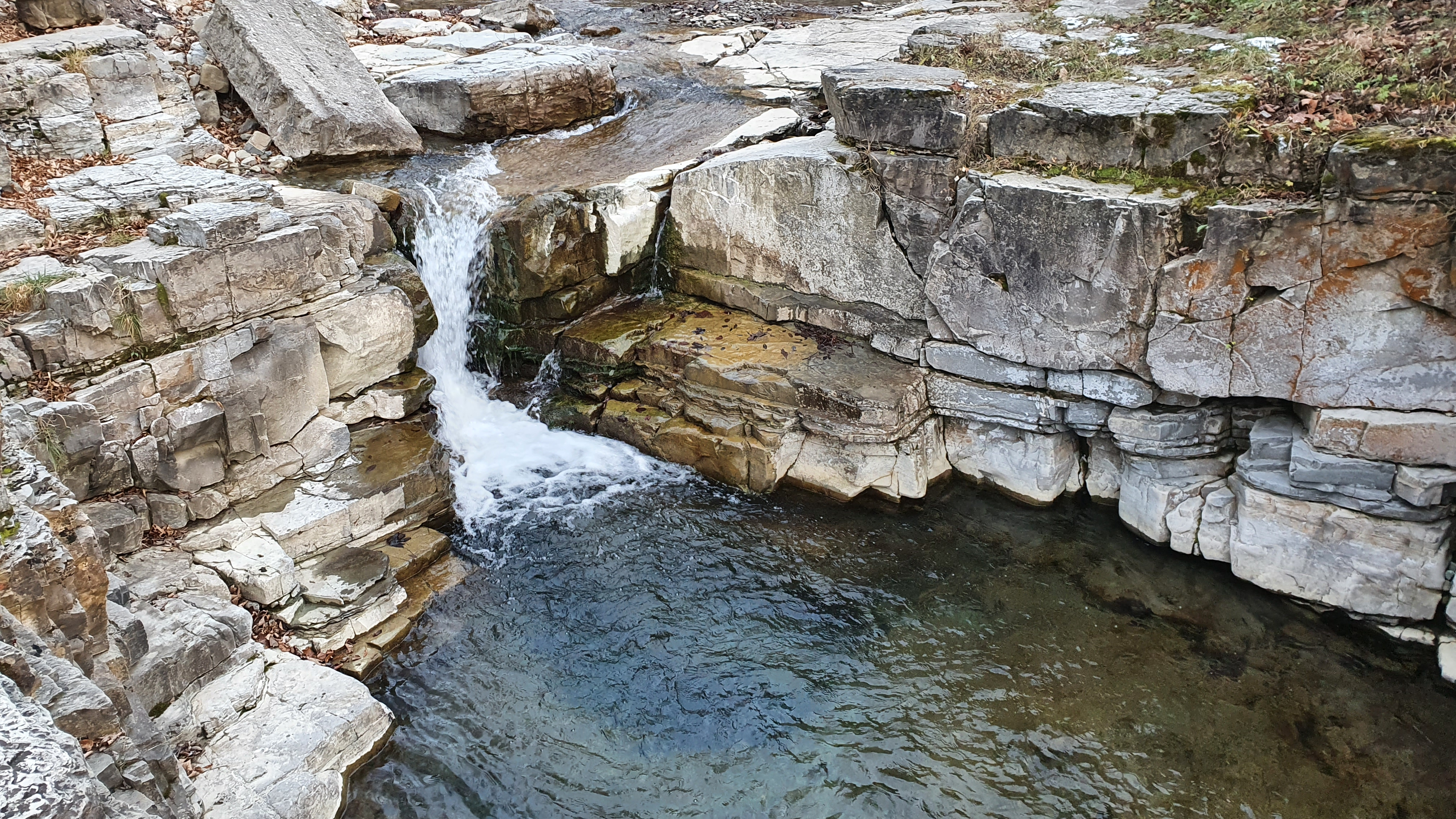
Розтока Нижній
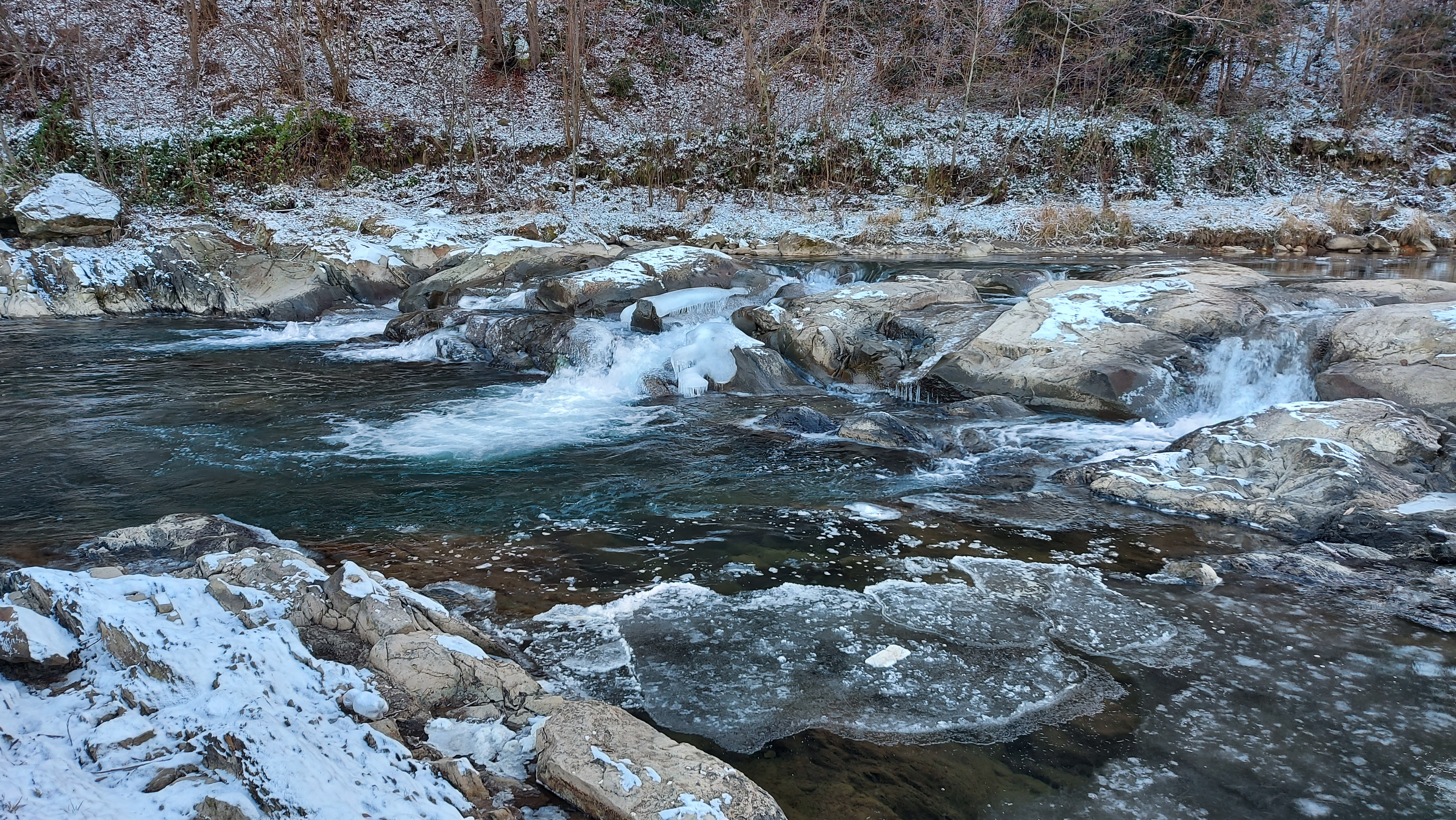
Раковецький водоспад
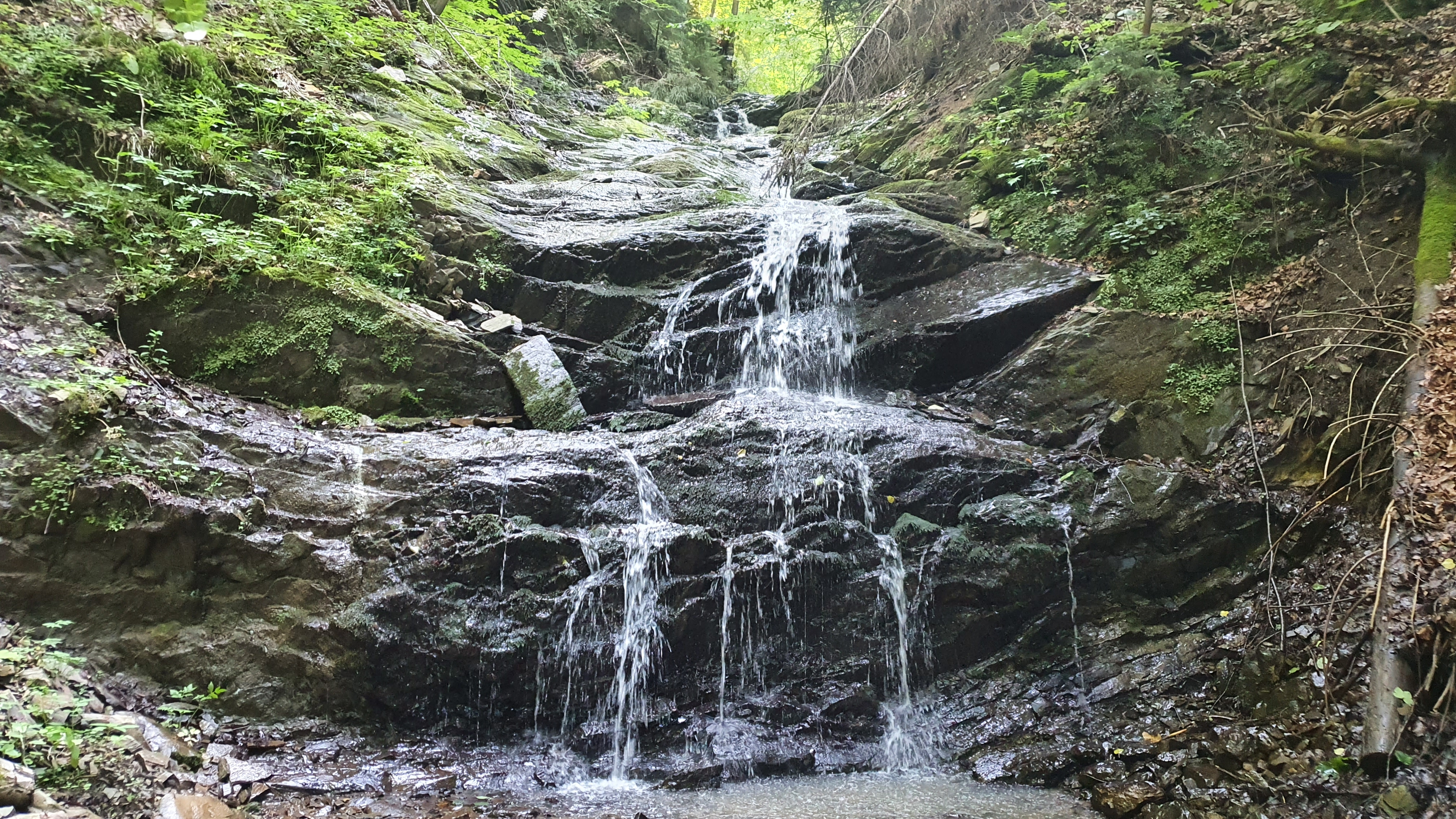
Великорожинський Гук
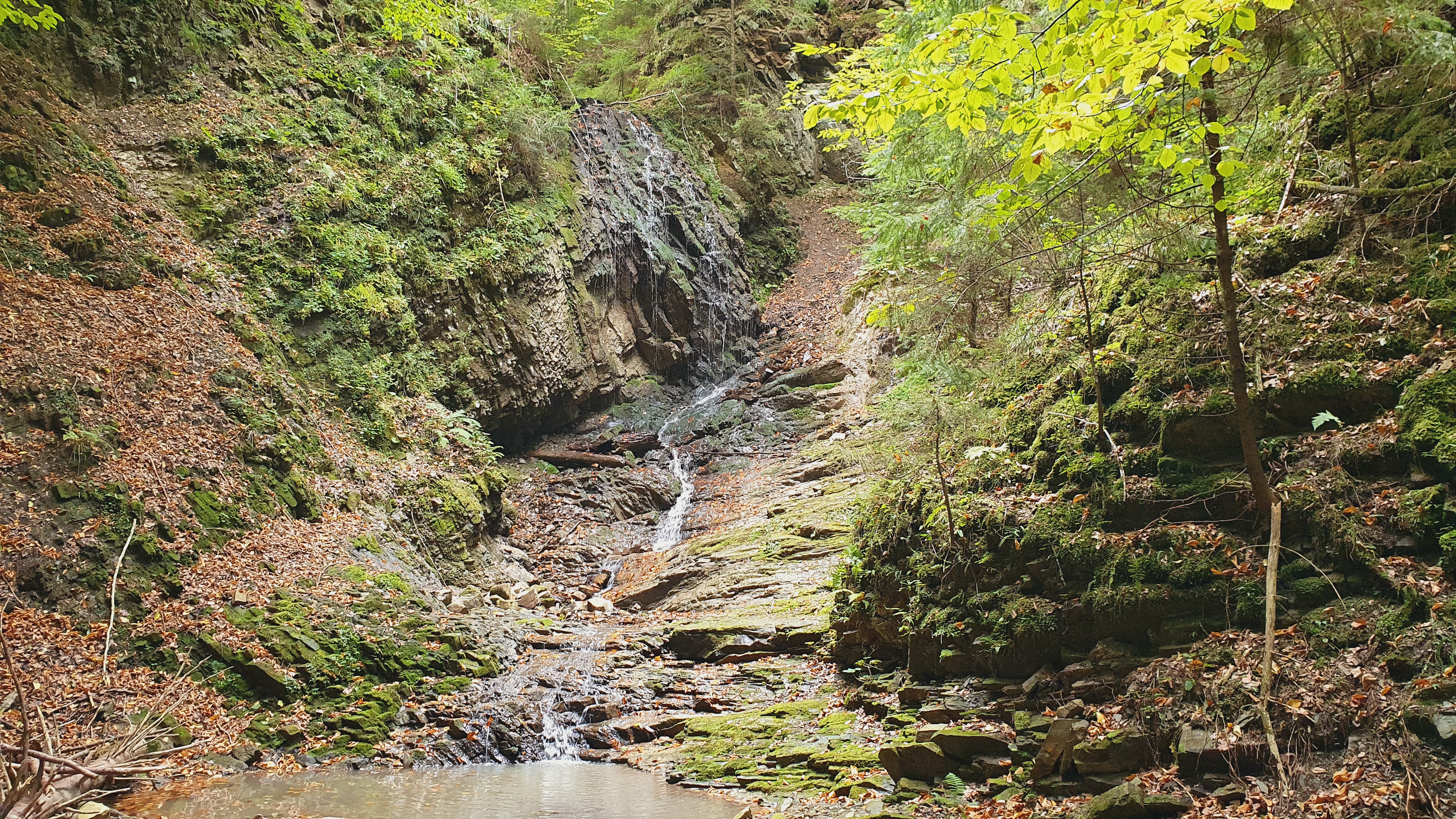
Довбуш і Дзвінка
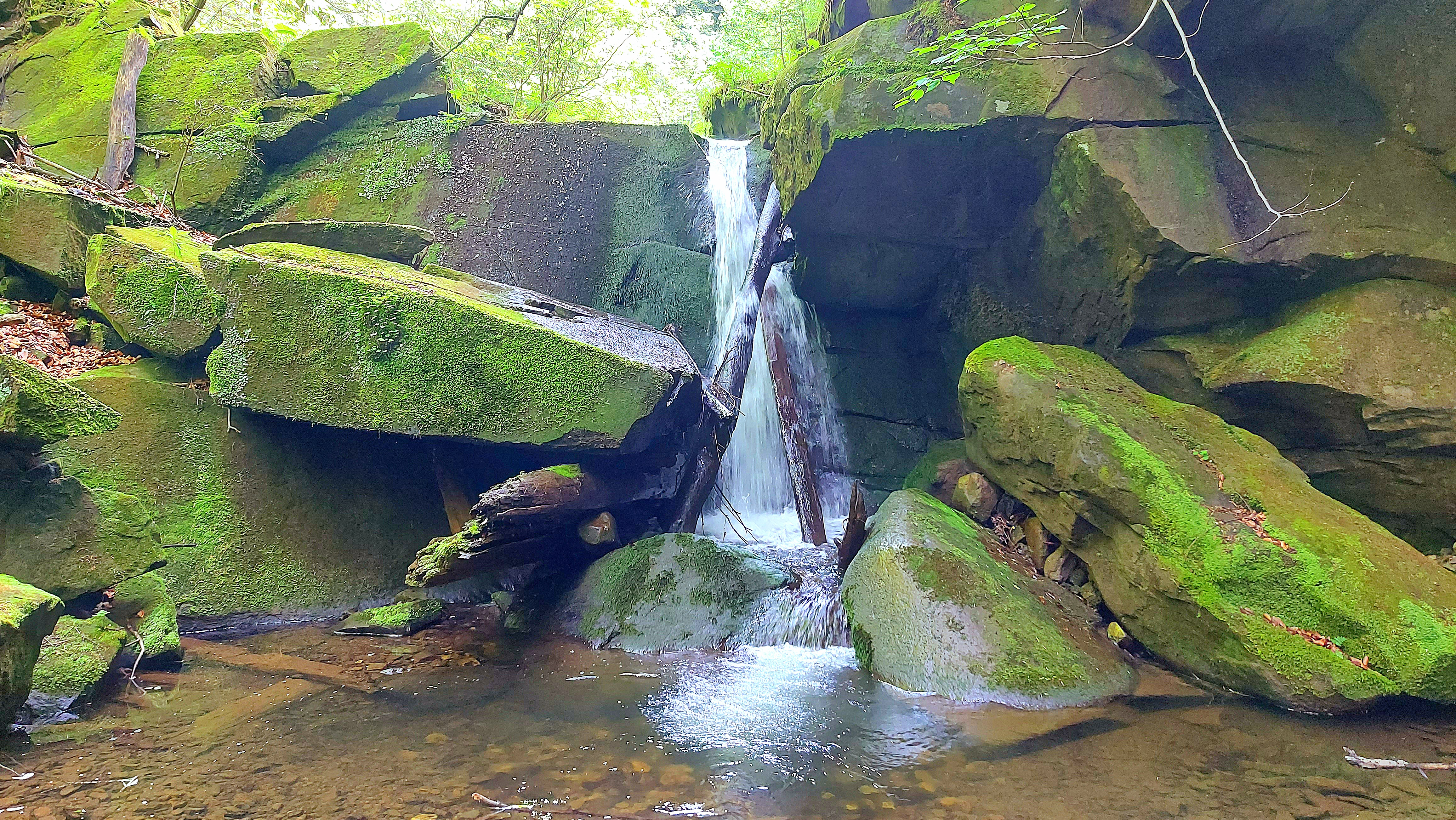
Дарваївські водоспади
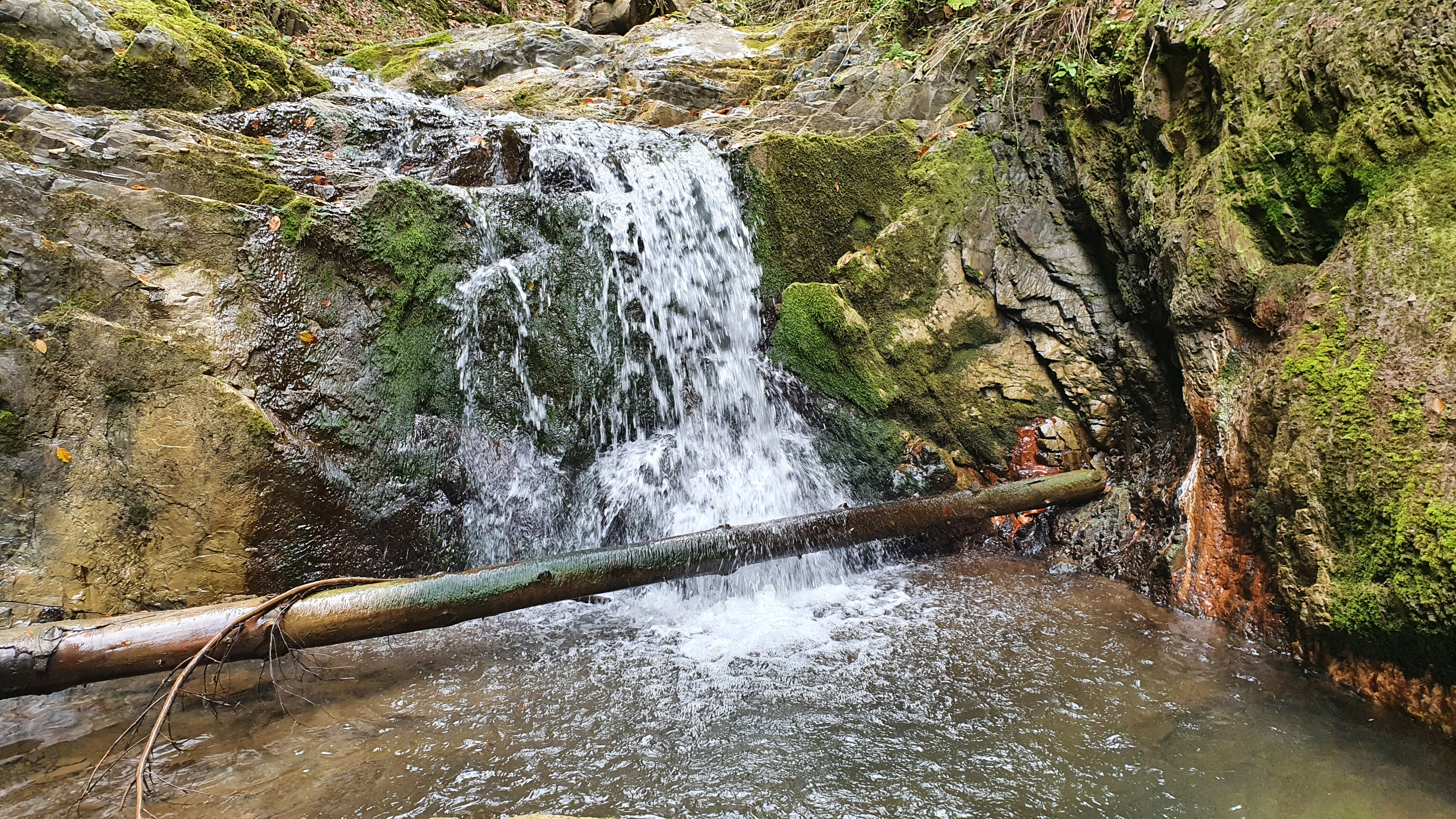
Кубеївський Гук
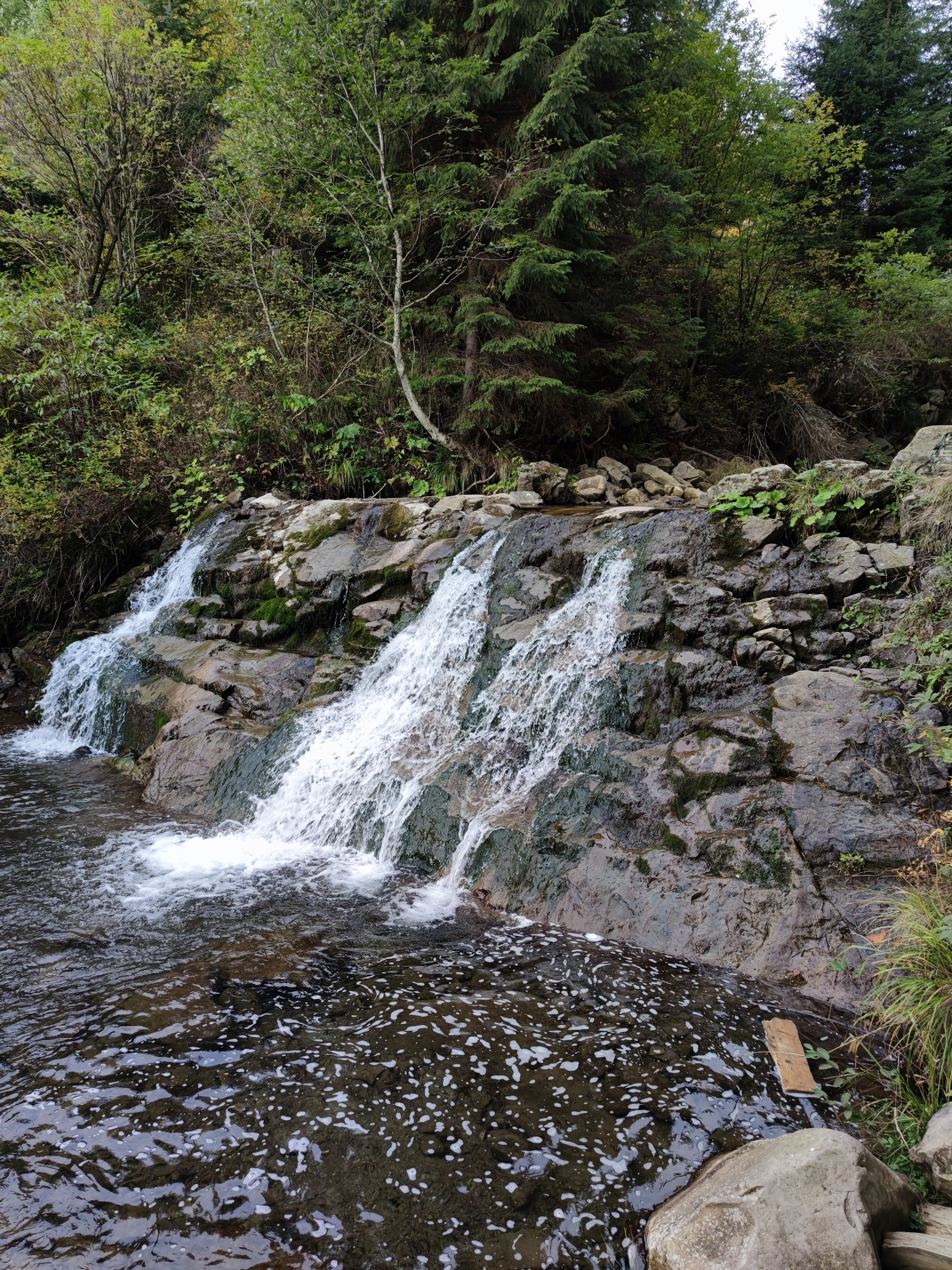
Водоспад Бо́гдан
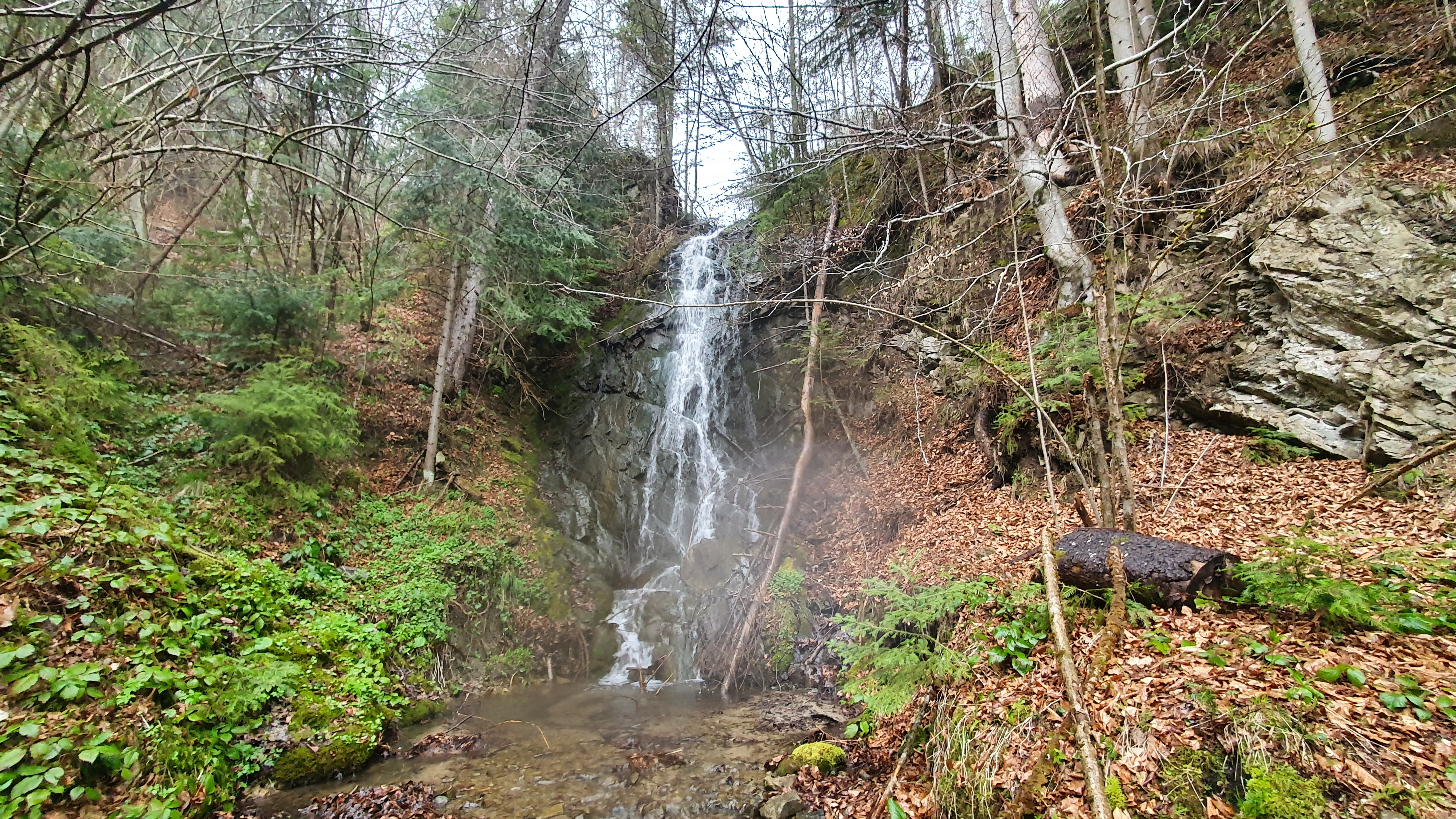
Кашицький водоспад
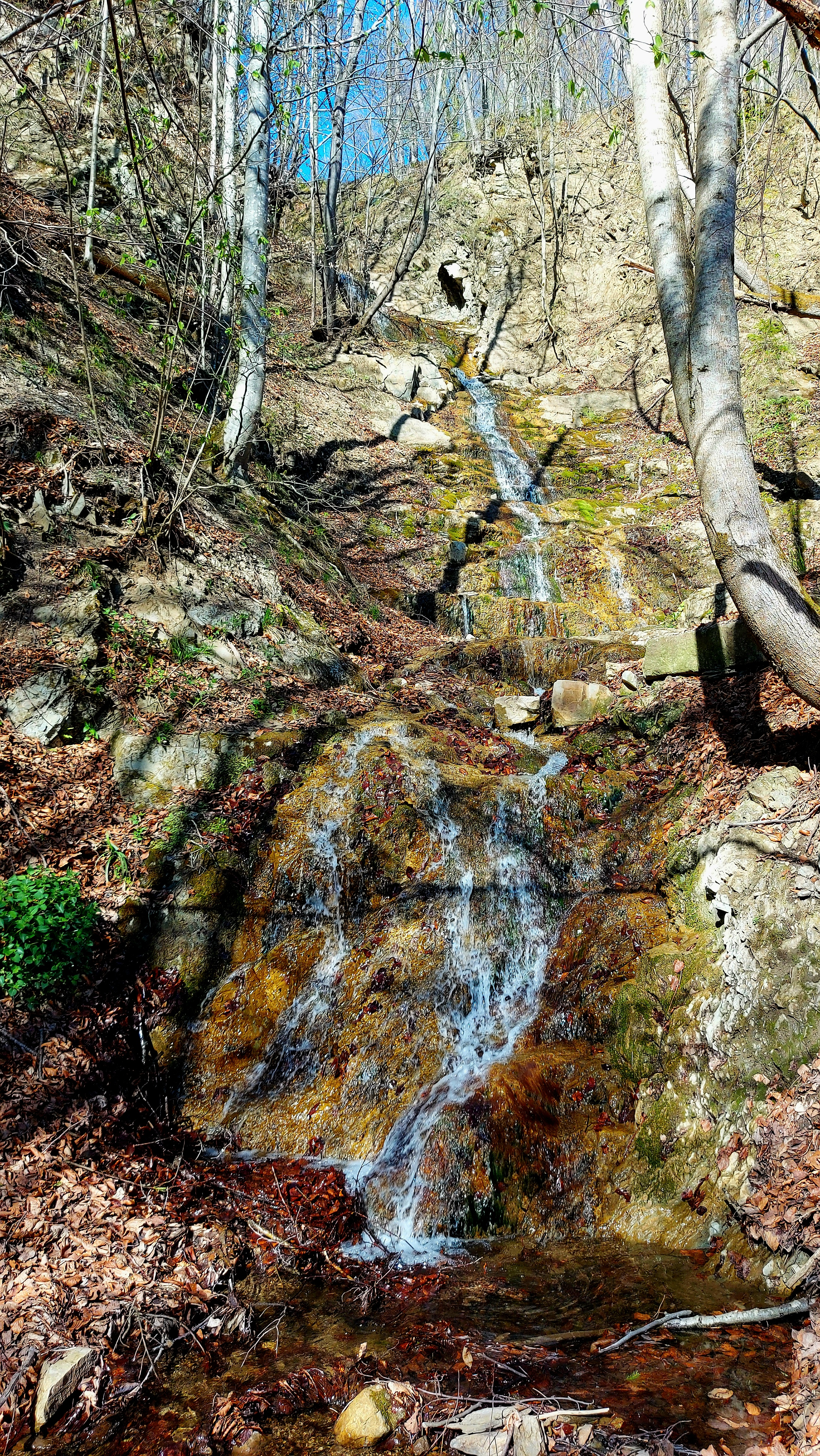
Бартка Довбуша
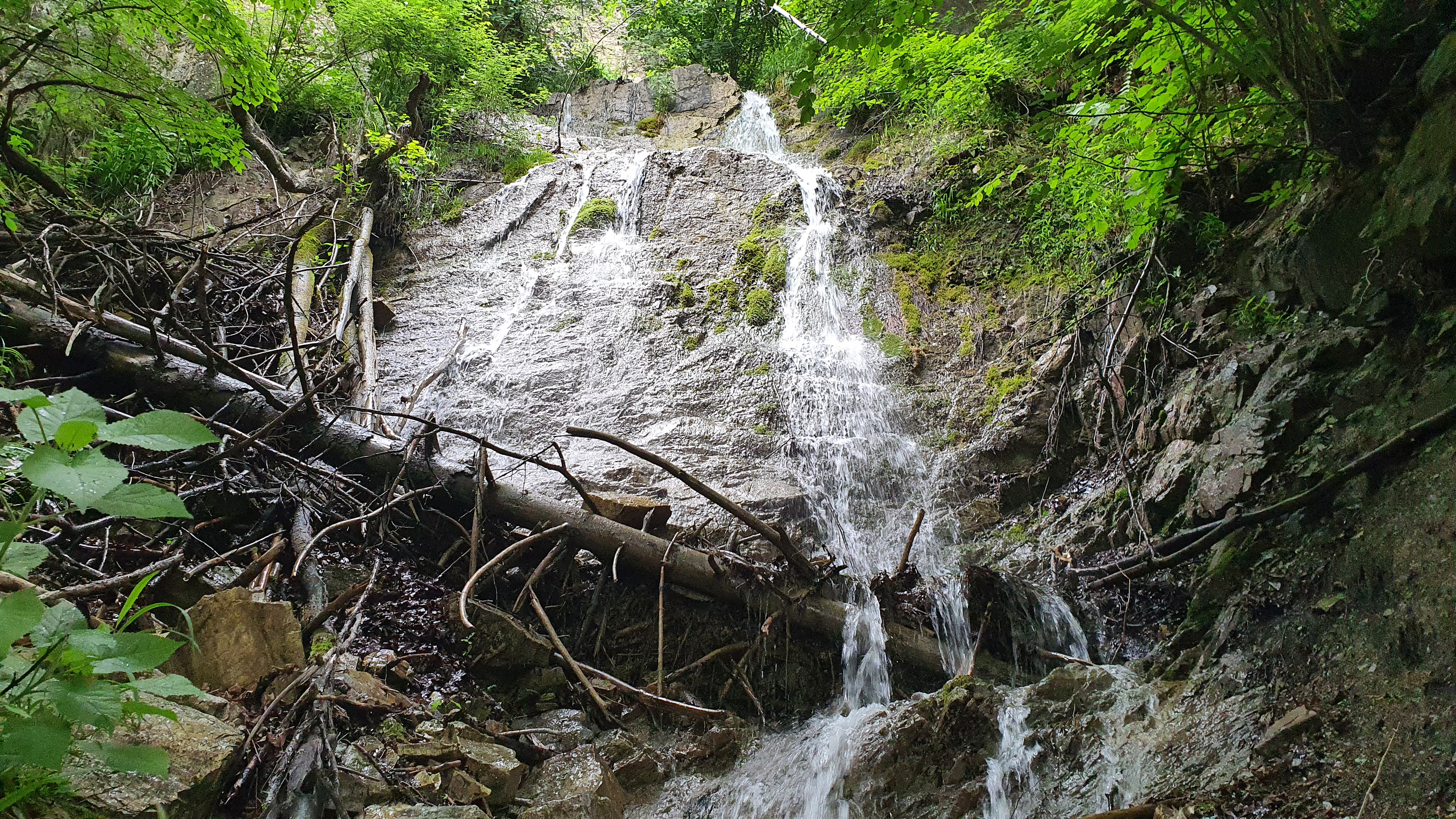
Дзеркальний

## Виноски
1. ↑  Указ Президента України від 8 липня 2021 року № 281/2021 «Про призначення С. Онищук головою Івано-Франківської обласної державної адміністрації»
2. ↑  Указ ПРЕЗИДИУМА ВЕРХОВНОГО СОВЕТА  [Архівовано 2016-11-26 у Wayback Machine.]УССР 27.11.1939 «Об образовании Львовськой, Дрогобычской, Волынской, Станиславской, Тарнопольской и Ровенской областей в составе УРСР». (рос.)
3. ↑  Кількість адміністративно-територіальних одиниць на 1 січня 2010 року
4. 1 2  2.9. Адміністративно-територіальний устрій Івано-Франківської області. Верховна Рада.
5. ↑  Андрухів І. О., Француз А. Й. Правда історії. Станіславщина в умовах терору і репресій: 1939—1959 роки. — Івано-Франківськ: Нова Зоря, 2008. — 448 с. — 1000 екз. — ISBN 978-966-398-020-6. — С. 24.
6. ↑  http://daifo.if.gov.ua/founds/%5Bнедоступне+посилання+з+листопадаа+2019%5D
7. ↑  Прийнято Постанову. www.rada.gov.ua. Процитовано 5 серпня 2020.
8. ↑  Нові райони: карти + склад
9. ↑  Klaus Peter Berger, The Creeping Codification of the New Lex Mercatoria, Kluwer Law International, 2010, p. 132
10. ↑  Transcarpathia: Perephiral Region at the "Centre of Europe" (Google eBook). Routledge. 2013. с. 155. ISBN 978-1-136-34323-0.
11. 1 2 3  Стаття «Підземна тривога» (Весна 2009 року) Газета «Галицький Корреспотдент».
12. 1 2 3 4 5 6  Сейсмічність України. Інститут геофізики НАН України ім. С. І. Субботіна. Автори: Кендзера О. В., Пустовітенко Б. Г., Кутас В. В., Кульчицбкий В. Є., Вербицький С. Т., Пронишин Р. С., Сафронов О. М., Корольов В. О., Калітова І. А., Пасинков Г. Д., Стасюк А. Ф. [Архівовано 14 березня 2010 у Wayback Machine.] Світовий центр даних http://wdc.org.ua [Архівовано 29 квітня 2014 у Wayback Machine.]
13. ↑   Новини Івано-Франківсьної облдержадміністрації http://www.mvk.if.ua
14. ↑   [Архівовано 7 жовтня 2011 у Wayback Machine.] Стратегія розвитку та маркетингу туризму Івано-Франківської області до 2015 року http://www.orada.if.ua [Архівовано 2012-09-12 у Archive.is]
15. ↑  Населення України. database.ukrcensus.gov.ua. Архів оригіналу за 19 квітня 2022. Процитовано 10 березня 2021. [Архівовано 2022-04-19 у Wayback Machine.]
16. 1 2  Населення України. database.ukrcensus.gov.ua. Архів оригіналу за 28 лютого 2021. Процитовано 10 березня 2021. [Архівовано 2021-02-28 у Wayback Machine.]
17. ↑  http://www.ukrstat.gov.ua/
18. ↑  Панченко, Александр (20 вересня 2011). За год украинцев стало меньше на 180 тысяч. «Сьогодні». Архів оригіналу за 14 березня 2012. Процитовано 4 травня 2021. (рос.)
19. ↑  Всеукраїнський перепис населення 2001 року. Архів оригіналу за 12 травня 2013. Процитовано 21 вересня 2011.(рос.)
20. ↑  Розподіл населення регіонів України за рідною мовою у розрізі адміністративно-територіальних одиниць. Архів оригіналу за 6 жовтня 2013. Процитовано 22 червня 2016. [Архівовано 2013-10-06 у Wayback Machine.]
21. ↑  Про мораторій на публічне використання російськомовного культурного продукту агресора на території Івано-Франківської області (укр.). Івано-Франківська обласна рада.
22. ↑  На Івано-Франківщині заборонили публічне використання російських фільмів та музики. Zaxid.net. 7 грудня 2018. Архів оригіналу за 27 жовтня 2023. Процитовано 12 грудня 2023.
23. ↑  Статистичний збірник «Чисельність наявного населення України» на 1 січня 2017 року (PDF(zip))
24. ↑  При зазначенні динаміки народонаселення бралась до уваги зміна за період з січня 2016 по січень 2022 року
25. ↑  МВС УКРАЇНИ.
26. ↑  Стратегія економічного і соціального розвитку Івано-Франківської області до 2015 року (PDF). Архів оригіналу (PDF) за 24 травня 2011. Процитовано 5 червня 2010. [Архівовано 2011-05-24 у Wayback Machine.]
27. ↑  Масляк «Географія (2000)». Архів оригіналу за 2 травня 2010. Процитовано 5 червня 2010.
28. ↑  Івано-Франківська обладміністрація. Архів оригіналу за 5 березня 2016. Процитовано 26 лютого 2022. [Архівовано 2016-03-05 у Wayback Machine.]
29. ↑  Газдувати професійно теж треба вчитися… Газета Галичина, новина від 25 березня 2010 року
30. ↑  Прикарпаття відновить «цукрову справу» [Архівовано 24 листопада 2012 у Wayback Machine.] Інтернет-видання pravda.if.ua
31. ↑  Програма соціально-економічного та культурного розвитку області на 2010 рік. Архів оригіналу за 12 вересня 2012. Процитовано 13 червня 2010.
32. ↑   [Архівовано 1 лютого 2012 у Wayback Machine.] РІШЕННЯ Обласної ради від 13.05.2010. № 1078-38/2010 м. Івано-Франківськ Про програму соціально-економічного та культурного розвитку області на 2010 рік http://www.orada.if.ua [Архівовано 2012-09-12 у Archive.is]
33. ↑  Портал Коломия http://kolomyya.org/
34. ↑   Галицький Кореспондент стаття Гори Смердять
35. ↑   [Архівовано 1 лютого 2012 у Wayback Machine.] Обласна програма охорони
навколишнього природного середовища до 2010 року http://www.orada.if.ua/ [Архівовано 2012-09-12 у Archive.is]
36. ↑  Архівована копія. Архів оригіналу за 24 травня 2011. Процитовано 16 травня 2010.{{cite web}}:  Обслуговування CS1: Сторінки з текстом «archived copy» як значення параметру title (посилання)
37. ↑  В ІВАНО-ФРАНКІВСЬКІЙ ОБЛАСТІ ПРОВОДЯТЬ МІСЬКІ ТА РАЙОННІ КОНКУРСИ ІГРАШОК-СУВЕНІРІВ.
38. ↑  Стратегія розвитку та маркетингу туризму Івано-Франківської області до 2015 року [Архівовано 7 жовтня 2011 у Wayback Machine.] http://www.orada.if.ua/ [Архівовано 2012-09-12 у Archive.is]
39. ↑  ІВАНО-ФРАНКІВЩИНА СТАЄ ЩЕ ПРИВАБЛИВІШОЮ ДЛЯ ТУРИЗМУ.
40. ↑  На Ясній Горі "виблискує позолотою цариця карпатського краю